# Liste der Nebenflüsse der Aare
Die Liste der Nebenflüsse der Aare enthält die Zuflüsse der Aare.

## Verlauf der Aare mit ihrem Einzugsgebiet

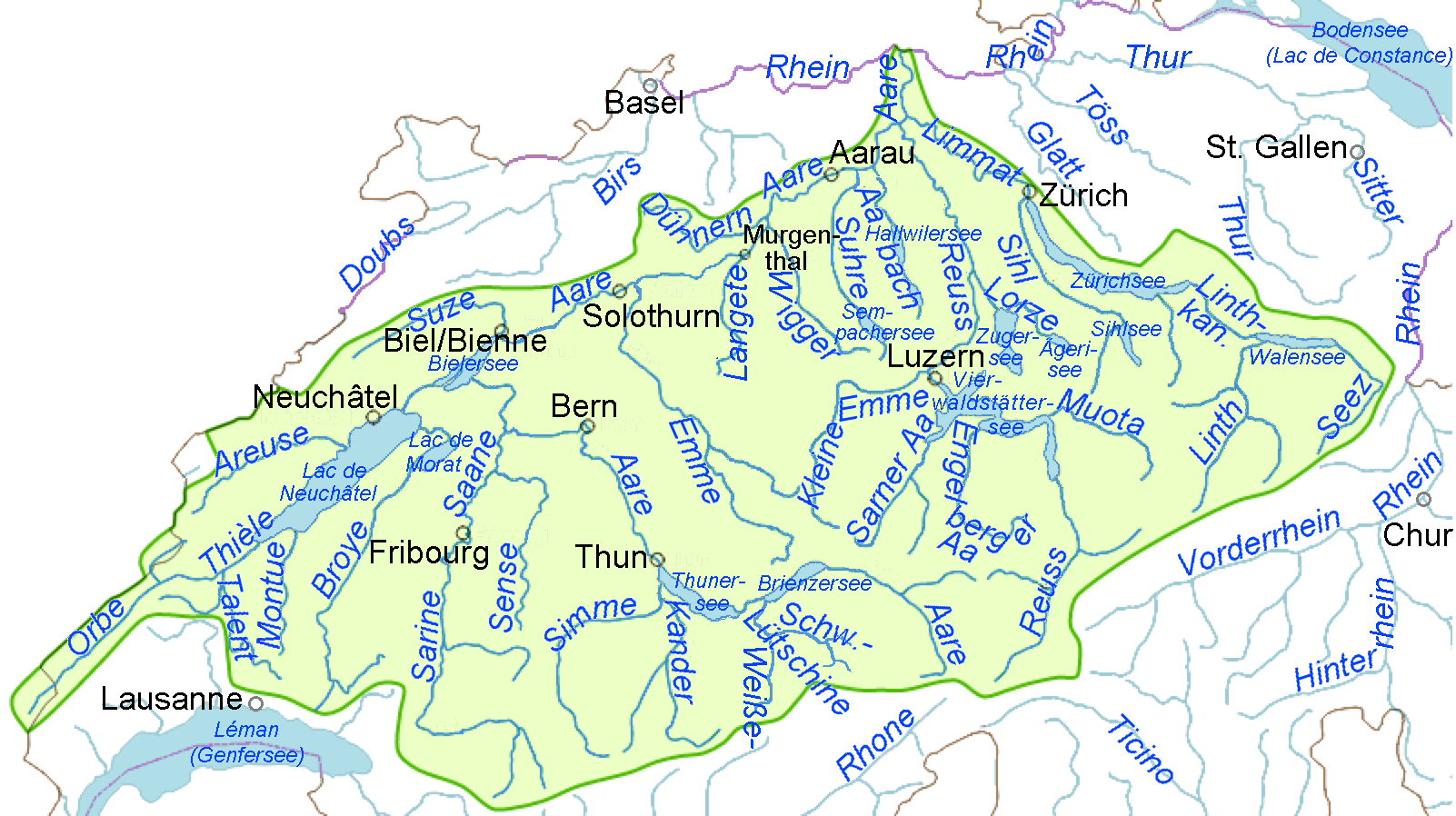
Verlauf der Aare mit ihrem Einzugsgebiet.

## Diagramme
| Nebenflüsse der Aare mit einem mittleren Abfluss grösser 40 m³/s  | Nebenflüsse der Aare mit einem mittleren Abfluss grösser 40 m³/s | Nebenflüsse der Aare mit einem mittleren Abfluss grösser 40 m³/s | Nebenflüsse der Aare mit einem mittleren Abfluss grösser 40 m³/s | Nebenflüsse der Aare mit einem mittleren Abfluss grösser 40 m³/s |
| ----------------------------------------------------------------- | ---------------------------------------------------------------- | ---------------------------------------------------------------- | ---------------------------------------------------------------- | ---------------------------------------------------------------- |
| Quelle                                                            |                                                                  |                                                                  |                                                                  |                                                                  |
| Kander                                                            | Kander                                                           |                                                                  | 42,6 m³/s                                                        | 42,6 m³/s                                                        |
| Saane                                                             | Saane                                                            |                                                                  | 53,3 m³/s                                                        | 53,3 m³/s                                                        |
| Zihl                                                              | Zihl                                                             |                                                                  | 53,5 m³/s                                                        | 53,5 m³/s                                                        |
| Reuss                                                             | Reuss                                                            |                                                                  | 140,0 m³/s                                                       | 140,0 m³/s                                                       |
| Limmat                                                            | Limmat                                                           |                                                                  | 101,0 m³/s                                                       | 101,0 m³/s                                                       |
| Mündung – dunkelblau: linke Zuflüsse, hellblau: rechte Zuflüsse – |                                                                  |                                                                  |                                                                  |                                                                  |

| Nebenflüsse der Aare mit einem Einzugsgebiet grösser 500 km²      | Nebenflüsse der Aare mit einem Einzugsgebiet grösser 500 km² | Nebenflüsse der Aare mit einem Einzugsgebiet grösser 500 km² | Nebenflüsse der Aare mit einem Einzugsgebiet grösser 500 km² | Nebenflüsse der Aare mit einem Einzugsgebiet grösser 500 km² |
| ----------------------------------------------------------------- | ------------------------------------------------------------ | ------------------------------------------------------------ | ------------------------------------------------------------ | ------------------------------------------------------------ |
| Quelle                                                            |                                                              |                                                              |                                                              |                                                              |
| Kander                                                            | Kander                                                       |                                                              | 1.094 km²                                                    | 1.094 km²                                                    |
| Saane                                                             | Saane                                                        |                                                              | 1.893 km²                                                    | 1.893 km²                                                    |
| Zihl                                                              | Zihl                                                         |                                                              | 2.728 km²                                                    | 2.728 km²                                                    |
| Emme                                                              | Emme                                                         |                                                              | 976 km²                                                      | 976 km²                                                      |
| Reuss                                                             | Reuss                                                        |                                                              | 3.426 km²                                                    | 3.426 km²                                                    |
| Limmat                                                            | Limmat                                                       |                                                              | 2.412 km²                                                    | 2.412 km²                                                    |
| Mündung – dunkelblau: linke Zuflüsse, hellblau: rechte Zuflüsse – |                                                              |                                                              |                                                              |                                                              |

| Nebenflüsse der Aare mit einer Länge grösser 40 km                | Nebenflüsse der Aare mit einer Länge grösser 40 km | Nebenflüsse der Aare mit einer Länge grösser 40 km | Nebenflüsse der Aare mit einer Länge grösser 40 km | Nebenflüsse der Aare mit einer Länge grösser 40 km |
| ----------------------------------------------------------------- | -------------------------------------------------- | -------------------------------------------------- | -------------------------------------------------- | -------------------------------------------------- |
| Quelle                                                            |                                                    |                                                    |                                                    |                                                    |
| Kander                                                            | Kander                                             |                                                    | 60,7 km                                            | 60,7 km                                            |
| Saane                                                             | Saane                                              |                                                    | 126,0 km                                           | 126,0 km                                           |
| Zihl                                                              | Zihl                                               |                                                    | 119,6 km                                           | 119,6 km                                           |
| Schüss                                                            | Schüss                                             |                                                    | 43,4 km                                            | 43,4 km                                            |
| Emme                                                              | Emme                                               |                                                    | 82,0 km                                            | 82,0 km                                            |
| Wigger                                                            | Wigger                                             |                                                    | 41,0 km                                            | 41,0 km                                            |
| Reuss                                                             | Reuss                                              |                                                    | 164,0 km                                           | 164,0 km                                           |
| Limmat                                                            | Limmat                                             |                                                    | 141,2 km                                           | 141,2 km                                           |
| Mündung – dunkelblau: linke Zuflüsse, hellblau: rechte Zuflüsse – |                                                    |                                                    |                                                    |                                                    |

## Tabelle
Im Folgenden werden die Zuflüsse der Aare mit einem Einzugsgebiet grösser als 20 km² in der Reihenfolge von der Quelle zur Mündung genannt. Angegeben ist der Name, die Gewässerkennzahl (GKZ), die orographische Lage der Mündung, die Länge in km, die Grösse des Einzugsgebietes in km², der mittlere Abfluss (MQ) in m³/s, die Höhenlage der Mündung und der Mündungsort. Die Kenngrössen erfolgen nach dem GIS des Bundesamts für Landestopografie (Swisstopo).
| Name                                | GKZ   | Lage   | Länge in km | EZG in km² | MQ in m³/s | Mündung                       | Mündungshöhe in m | Bemerkungen                           |
| ----------------------------------- | ----- | ------ | ----------- | ---------- | ---------- | ----------------------------- | ----------------- | ------------------------------------- |
| Oberaarbach                         | 1924  | rechts | 007,4000    | 0020,040   | 0001,560   |                               | 190800000         | mündet in den Grimselsee              |
| Ürbachwasser                        | 580   | links0 | 018,7000    | 0068,420   | 0004,990   | bei Innertkirchen             | 63000000          |                                       |
| Gadmerwasser über Steiwasser        | 569   | rechts | 021,6000    | 0168,850   | 0011,570   | bei Innertkirchen             | 62000000          | Das Gadmerwasser ist 17,6 km lang     |
| Rychenbach                          | 1874  | links0 | 012,0000    | 0052,590   | 0002,830   | bei Meiringen                 | 59700000          |                                       |
| Hauptkanal Aarboden                 | 11011 | links0 | 009,0000    | 0038,680   | 0001,920   | an der Wychelmatten           | 56400000          | mündet in den Brienzersee             |
| Giessbach                           | 1862  | links0 | 008,7000    | 0025,340   | 0001,510   | bei Giessbach                 | 56400000          | mündet in den Brienzersee             |
| Lütschine (mit Schwarzer Lütschine) | 500   | links0 | 029,3000    | 0386,380   | 0019,720   | bei Interlaken                | 56400000          | mündet in den Brienzersee             |
| Lombach                             | 350   | rechts | 014,6000    | 0046,750   | 0003,160   | bei Unterseen                 | 55800000          | mündet in den Thunersee               |
| Kander                              | 430   | links0 | 060,7000    | 1094,190   | 0042,600   | bei Thun                      | 55800000          | mündet in den Thunersee               |
| Zulg                                | 548   | rechts | 023,3000    | 0088,150   | 0002,400   | nordwestlich von Thun         | 55000000          |                                       |
| Glütschbach                         | 8890  | links0 | 026,0000    | 0054,990   | 0001,540   | nördlich von Uttigen          | 54400000          |                                       |
| Rotache                             | 446   | rechts | 018,9000    | 0037,6000  | 0000,7000  | bei Uttigen                   | 53600000          |                                       |
| Chise                               | 548   | rechts | 021,0000    | 0071,180   | 0002,100   | westlich der Kiesen           | 53500000          |                                       |
| Giesse                              | 477   | rechts | 012,7000    | 0045,410   | 0001,1000  | bei Rubigen                   | 51400000          |                                       |
| Gürbe                               | 471   | links0 | 029,6000    | 0143,000   | 0003,080   | kurz vor Wabern bei Bern      | 50500000          |                                       |
| Worble                              | 544   | rechts | 014,9000    | 0069,800   | 0001,700   | bei Worblaufen                | 48900000          |                                       |
| Chräbsbach                          | 1424  | rechts | 007,2000    | 0021,370   | 0000,440   | bei Zollikofen                | 48600000          |                                       |
| Gäbelbach                           | 1421  | links0 | 009,8000    | 0025,680   | 0000,470   | in Eymatt                     | 48100000          | mündet in den Wohlensee               |
| Saane                               | 227   | links0 | 125,9000    | 1892,860   | 0053,300   | westlich von Bern             | 46100000          |                                       |
| Zihl                                | 207   | links0 | 119,6000    | 2728,000   | 0053,500   | bei Neuveville                | 43100000          | mündet als Zihlkanal in den Bielersee |
| Schüss                              | 274   | links0 | 043,4000    | 0216,270   | 0006,150   | in Biel/Bienne                | 42900000          | mündet in den Bielersee               |
| Sagibach                            | 1405  | rechts | 010,4000    | 0020,6000  | 0000,340   | bei Schwadernau               | 42700000          |                                       |
| Leugene                             | 1399  | links0 | 010,1000    | 0027,280   | 0000,490   | westlich von Staad            | 42700000          |                                       |
| Witibach                            | 1394  | links0 | 006,0000    | 0029,940   | 0000,7000  | bei Grenchen                  | 42700000          |                                       |
| Emme                                | 468   | rechts | 082,0000    | 0975,890   | 0019,100   | bei Luterbach                 | 42600000          |                                       |
| Siggern                             | 1358  | links0 | 008,3000    | 0022,840   | 0000,740   | bei Flumenthal                | 41800000          |                                       |
| Ösch                                | 1354  | rechts | 028,0000    | 0084,500   | 0002,100   | nordöstlich von Burgdorf      | 41700000          |                                       |
| Önz                                 | 524   | rechts | 024,8000    | 0087,360   | 0001,640   | bei Graben                    | 41700000          |                                       |
| Murg (mit Langete)                  | 497   | rechts | 034,0000    | 0184,820   | 0003,470   | bei Murgenthal                | 40000000          |                                       |
| Pfaffneren                          | 1184  | rechts | 011,6000    | 0047,4000  | 0000,870   | bei Rothrist                  | 39200000          |                                       |
| Wigger                              | 507   | rechts | 041,0000    | 0380,290   | 0007,350   | zwischen Rothrist und Aarburg | 39200000          |                                       |
| Dünnern                             | 436   | links0 | 036,0000    | 0234,000   | 0004,280   | bei Olten                     | 38900000          |                                       |
| Stegbach                            | 2713  | links0 | 006,0000    | 0021,730   | 0000,370   | bei Obergösgen                | 37500000          |                                       |
| Suhre                               | 495   | rechts | 034,0000    | 0368,290   | 0006,450   | östlich von Aarau             | 36000000          |                                       |
| Giessen                             | 1974  | rechts | 007,1000    | 0030,490   | 0000,450   | nördlich von Rupperswil       | 34900000          |                                       |
| Aabach (mit Ron)                    | 680   | rechts | 039,0000    | 0302,700   | 0005,210   | in Wildegg                    | 34800000          |                                       |
| Talbach                             | 1119  | links0 | 007,7000    | 0021,1000  | 0000,360   | bei Schinznach-Dorf           | 34100000          |                                       |
| Reuss                               | 38    | rechts | 164,0000    | 3425,970   | 0140,000   | bei Windisch                  | 32900000          |                                       |
| Limmat (mit Linth)                  | 294   | rechts | 141,2000    | 2412,380   | 0101,000   | bei Gebenstorf                | 32800000          | Die Limmat allein ist 36 km lang      |
| Kumetbach                           | 576   | links0 | 008,1000    | 0032,840   | 0000,480   | bei Villigen                  | 32600000          |                                       |
| Surb                                | 696   | rechts | 020,0000    | 0066,800   | 0000,870   | in Döttingen                  | 32000000          |                                       |
| Aare                                | 37    |        | 291,5000    | 17.709,000 | 0558,000   | bei Koblenz AG                | 31200000          | mündet in den Rhein                   |

Anmerkungen zur Tabelle
1. ↑  In der Schweiz die GEWISS-Nummer
2. ↑  Die Längenangabe bezieht sich auf den Strang Gadamerwasser-Steiwasser
3. ↑  Namensstrang
4. ↑  Gesamtlänge mit der Schwarzen Lütschine, die Lütschine selbst ist 8,6 km lang
5. ↑  Länge: Orbe 63,5 km + Zihl 9,0 km + Neuenburgersee 38,3 km + Zihlkanal 8,8 km = 119,6 km
6. ↑  Gesamtlänge mit der Langete, die Murg selbst ist 2,4 km lang
7. ↑  Gesamtlänge mit der Ron
8. ↑  Gesamtlänge mit Linth und Zürichsee, die Limmat selbst ist 36 km lang
9. ↑  Die Daten der Aare zum Vergleich

## Liste
(Anführung aller Zuflüsse und Abzweigungen der Aare vom Ursprung bis zur Mündung, soweit sie in den Geoportalen der Kantone Bern, Solothurn und Aargau namentlich genannt werden. Namen nach den Geoportalen der Kantone, Daten nach dem Geoserver der Schweizer Bundesverwaltung. Die Längen in Kilometer (km), das Einzugsgebiet in Quadratkilometer (km²) und der mittleren Abfluss (MQ) in Kubikmeter pro Sekunde (m³/s), Koordinaten , Mündungshöhe in Meter über Meer (m ü. M.))
- → = Abzweigung
- ← = Rücklauf

### Ursprung
Ursprung der Aare als Gletscherfluss am Unteraargletscher, Gemeinde Guttannen, Kanton Bern , 1943 m ü. M.

### Vom Ursprung bis zum Brienzersee

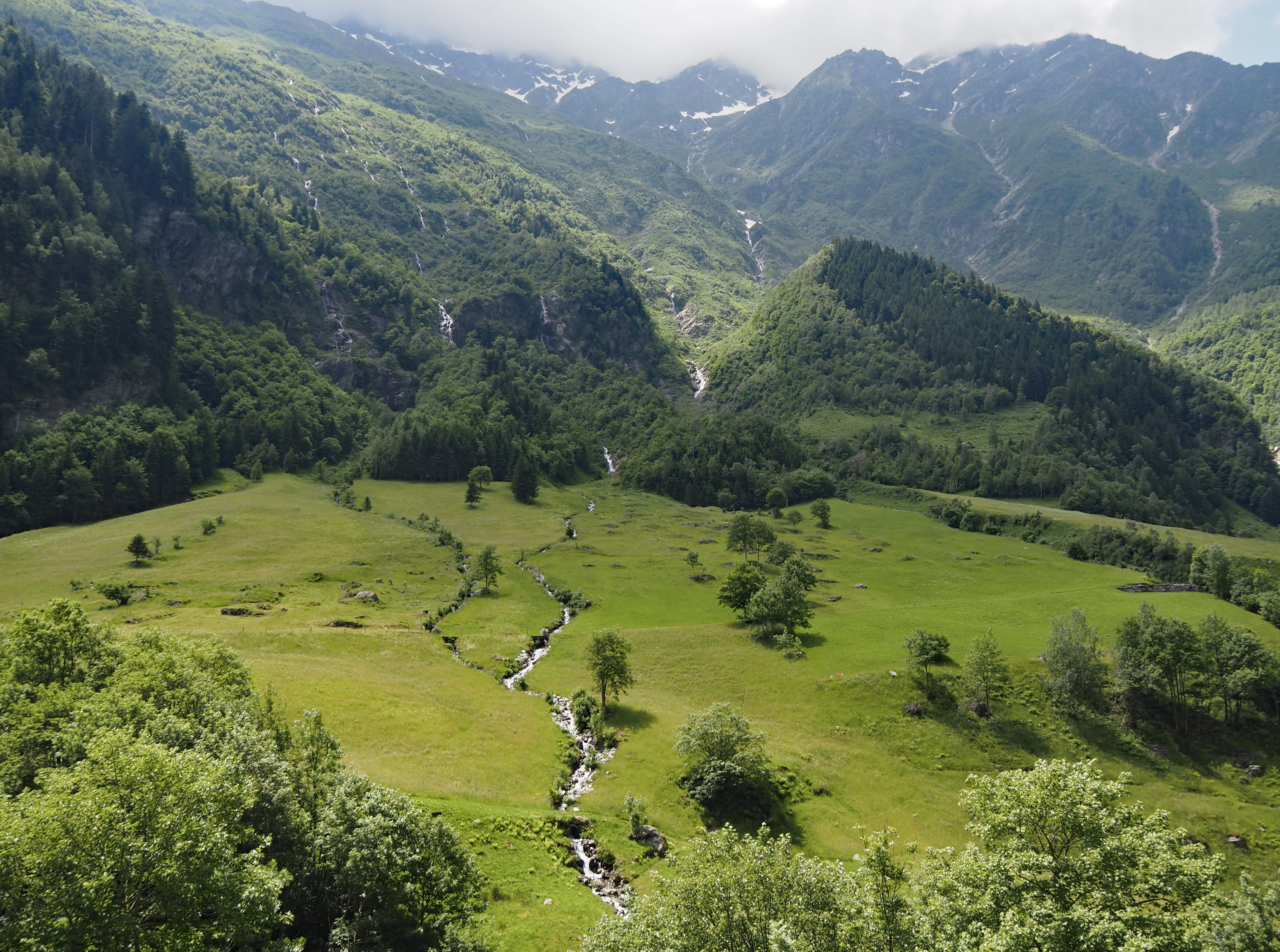
Der Mederbach

- Triftbach (links), 1,3 km, 1,42 km², , 1945,1 m ü. M.
- Oberaarbach[2] (rechts), 7,4 km, 20,04 km², 1,56 m³/s, , 1907,6 m ü. M.
  - → Ableitung aus dem Oberaar-Stausee zu den KWO-Kraftwerken
- Triebtenbach[2] (rechts), 1,9 km, 2,24 km², , 1907,6 m ü. M.

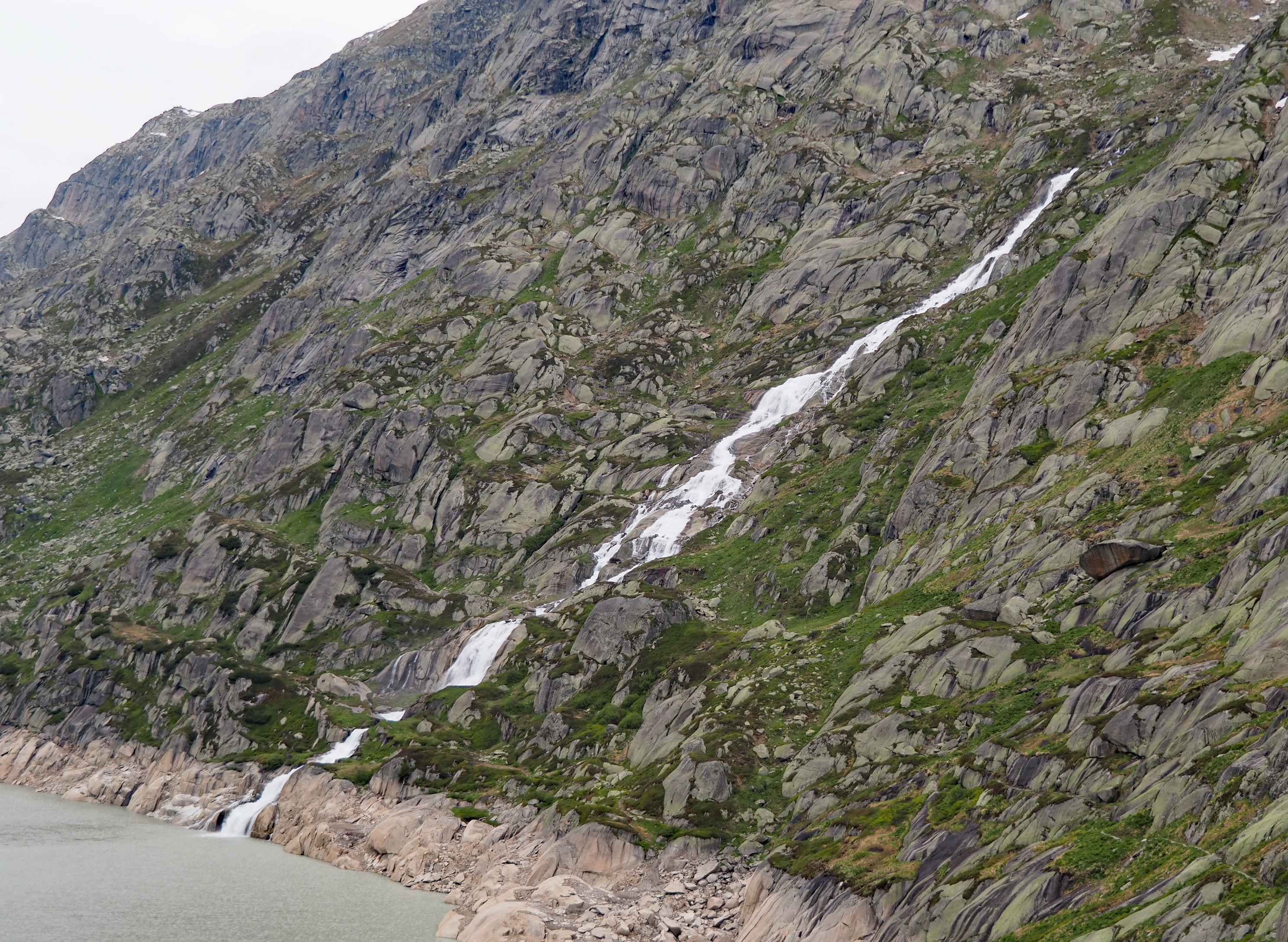
Der Juchlibach
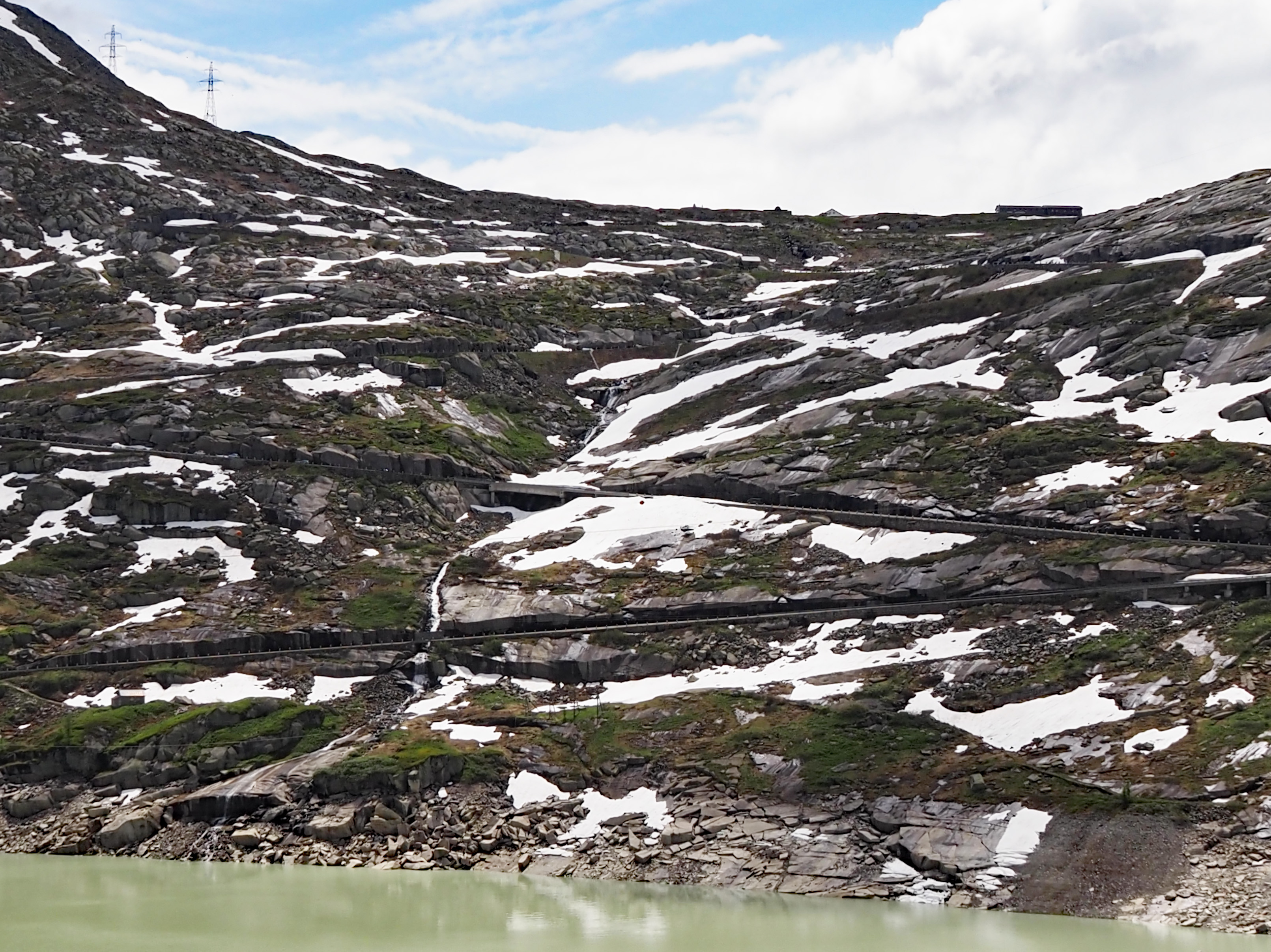
Der Merlenbach

- Juchlibach[A 1] (links), 0,9 km, , 1907,6 m ü. M.
  - ← Zuleitung vom Bächlisbach
- Merlenbach[A 2] (rechts, mit Ableitung vom Totesee zum Grimselsee und Zufluss über die Europäische Hauptwasserscheide), 0,9 km, , 1907,6 m ü. M.
- → Ableitung aus dem Grimsel-Stausee zu den KWO-Kraftwerken
- Stäfeltibächli[A 3] (rechts), 1,1 km, , 1771,5 m ü. M.
- Summereggbach[A 4][3] (rechts), 0,7 km, 0,61 km², , 1762 m ü. M.
- Bockbach[3] (rechts), 1,5 km, 1,66 km², , 1762 m ü. M.
- Bächlisbach[3] (links), 4,6 km, 8,49 km², 0,74 m³/s, , 1762 m ü. M.
  - ← Zuleitung vom Grubenbach
  - → Ableitung zum Juchlibach und zum Grimselsee[4]
- Hangbach[A 5][3] (links), 1,5 km, 1,26 km², , 1762 m ü. M.
- Gärstenbach[3] (rechts), 1,9 km, 2,04 km², , 1762 m ü. M.
- → Ableitung aus dem Räterichsbodensee zu den KWO-Kraftwerken

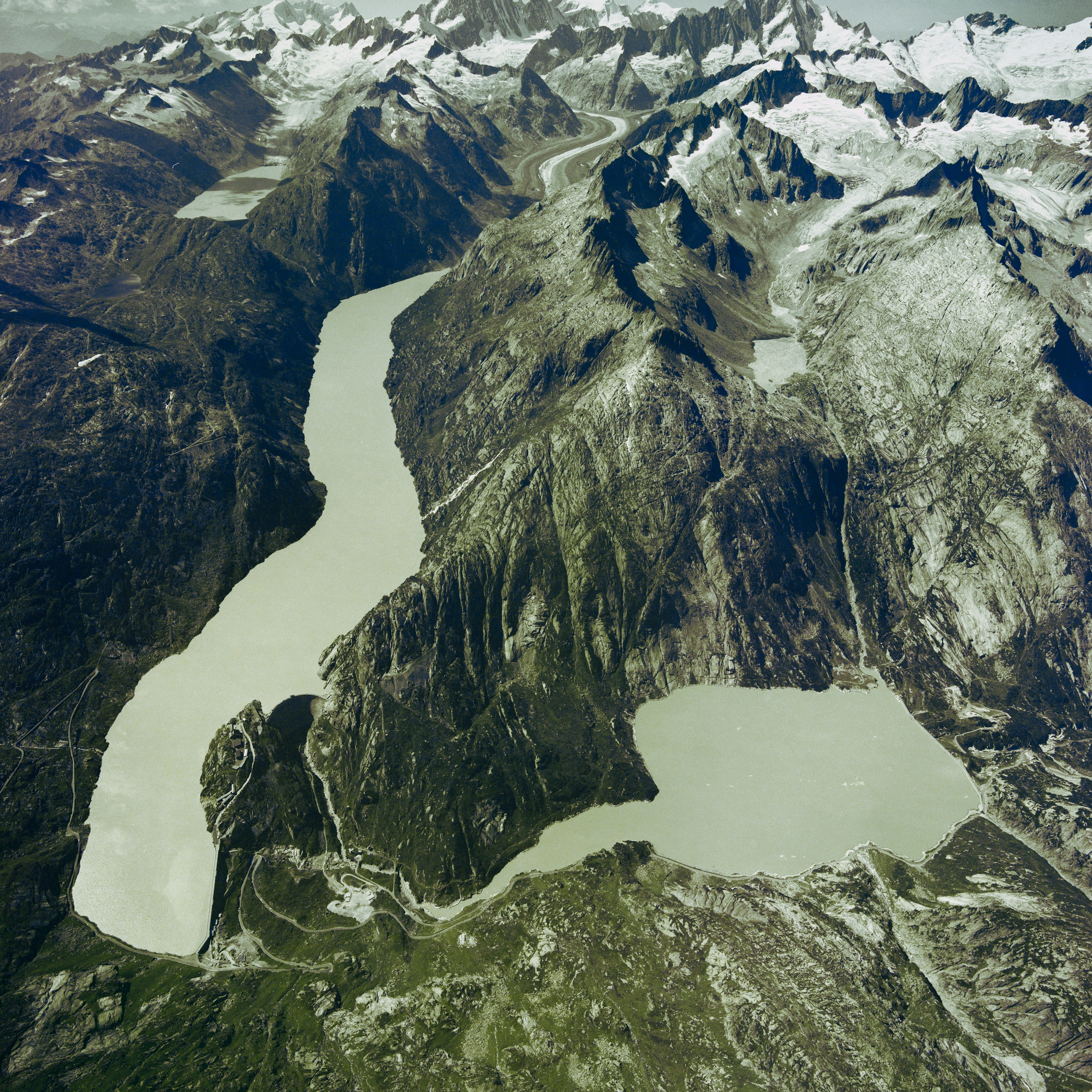
KWO-Stauseen

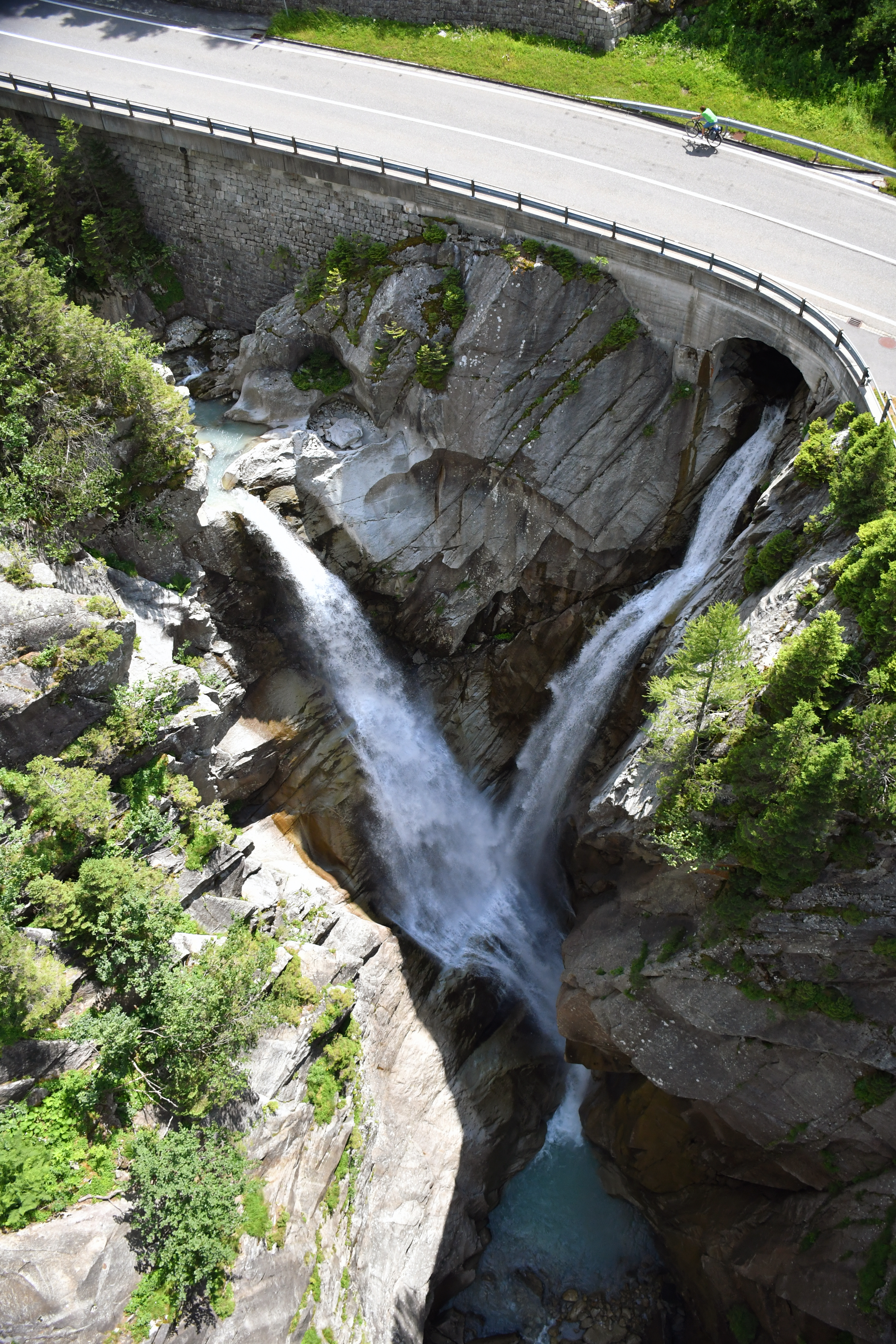
Der Ärlenbach (rechts)
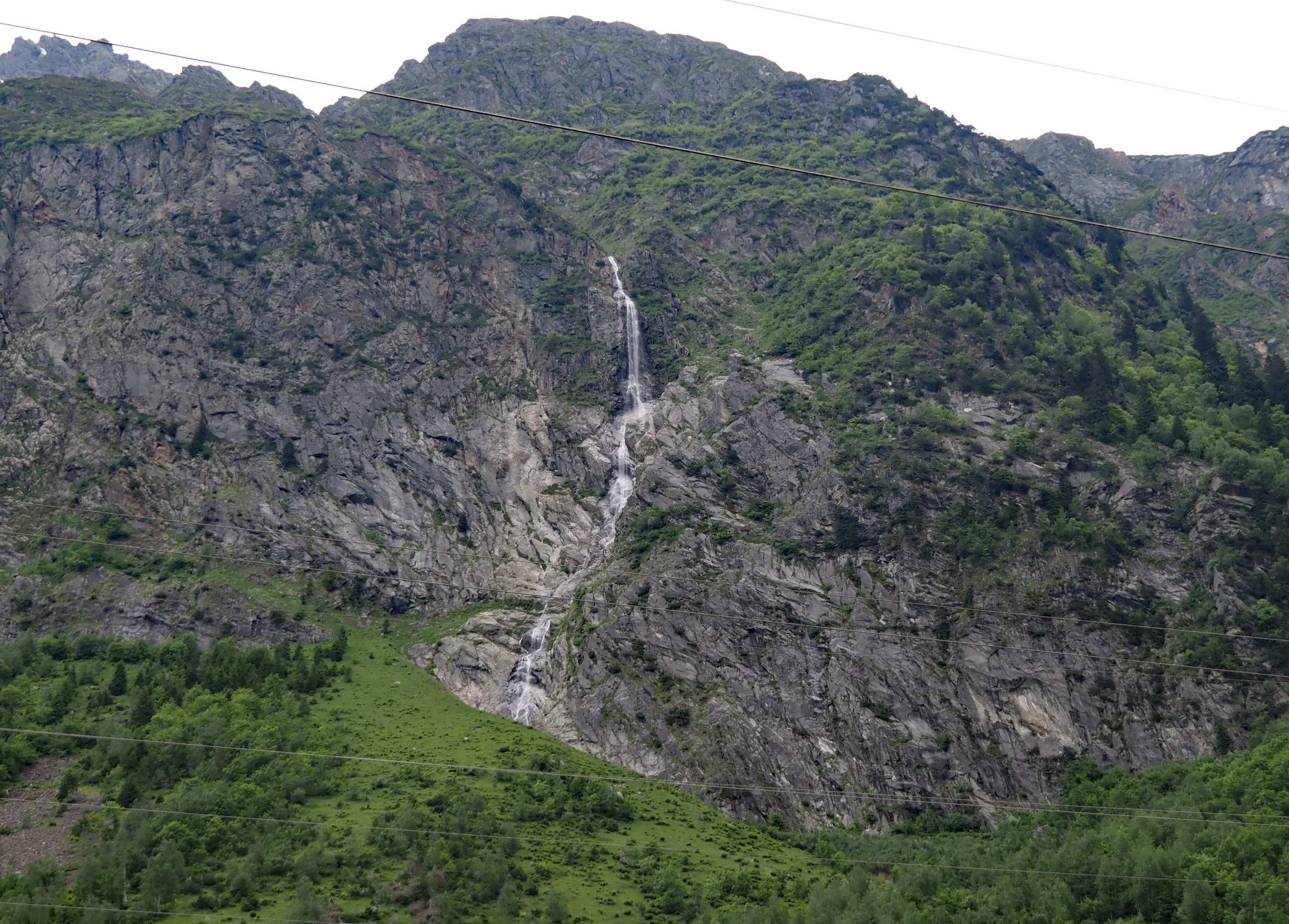
Das Tschingelmadbächli

- Chöenzetennlenbächli[A 6] (rechts), 0,7 km, 1,18 km², , 1548,8 m ü. M.
- Stockbach[A 7] (rechts), 0,9 km, , 1411,9 m ü. M.
- Gälmerbach (Gelmerstutzbach) (rechts), 5,6 km, 15,94 km², 1,15 m³/s, , 1406,6 m ü. M.
- Handegglouwenenbach[A 8] (links), 1,9 km, 2,10 km², , 1400,3 m ü. M.
- Ärlenbach (Grubenbach) (links), 5,0 km, 12,08 km², 0,98 m³/s, , 1351,8 m ü. M.
  - → Ableitung zum Bächlisbach
- Loibbach (links), 1,9 km, 3,14 km², , 1190,7 m ü. M.
- Brunneneggbächli[A 9] (links), 1,2 km[5], , 1180,4 m ü. M.
- Schrääjendbächli[A 10] (rechts), 0,7 km[5], , 1168 m ü. M.
- Lägerlibach (Netzrichtibächli) (rechts), 1,1 km, , 1167,6 m ü. M.
- Mittlistloibchälenbächli[A 11] (links), 1,5 km[5], , 1157,8 m ü. M.
- Üssristloibchälenbächli[A 12] (links), 0,9 km, , 1150,5 m ü. M.
- Tschingelmadbächli[A 13] (rechts), 1,6 km, 1,34 km², , 1138,2 m ü. M.
- Rotlammbächli[A 14] (rechts), 1,1 km[5], , 1126 m ü. M.
- Steinig Graben[A 15] (links), 0,6 km[5], , 1118,4 m ü. M.
- Sagenwaldbächli[A 16] (links), 0,5 km, , 1089,3 m ü. M.
- Rotlouwibach (rechts), 2,6 km, 4,02 km², 0,27 m³/s, , 1076,8 m ü. M.
- Mallouwibach[A 17] (Mallouwigraben) (rechts), 2,3 km, , 1055,2 m ü. M.
- Wachtlammbach[A 18] (Wachtlammgraben) (links), 0,9 km, , 1048,3 m ü. M.
- Islenbächli[A 19] (Giessen) (rechts), 0,3 km[5], , 1042,7 m ü. M.
- Sagenbach[A 20] (rechts), 2,3 km, 1,60 km², , 1026,1 m ü. M.
- Pochtenenbach (Bochtenenbach, Riittellibach) (rechts), 2,2 km, 2,15 km², , 1017,8 m ü. M.
- Milibächli[A 21] (links), 1,4 km, , 1011,2 m ü. M.
- Hostetbach (rechts), 3,1 km, 4,15 km², 0,25 m³/s, , 1004,9 m ü. M.
- Stutzligräbli[A 22] (rechts), 1,3 km, , 999,5 m ü. M.
- Spreitgraben[A 23] (links), 2,4 km[5], 5,00 km², 0,32 m³/s, , 905 m ü. M.
- Ärgersbächli[A 24] (links), 0,5 km, , 876,9 m ü. M.
- Bänzlouwibach (rechts), 3,4 km, 3,31 km², , 837 m ü. M.

- Mederbach[A 25] (links), 1,9 km, , 851,8 m ü. M.
- Gschitzlouwibach[A 26] (Gstutzlauibach) (links), 2,1 km, 0,87 km², , 830,5 m ü. M.
- Schlagbächli[A 27] (rechts), 0,6 km, , 828,5 m ü. M.
- Golperlouwibach[A 28] (links), 2,5 km, 2,82 km², , 797,3 m ü. M.
- Bschissnen Graben[A 29] (links), 0,9 km, , 787,2 m ü. M.
- Schlagbächli (rechts), 0,7 km, , 762,6 m ü. M.
- Brunnibächli[A 30] (links), 0,6 km[5], , 766,7 m ü. M.
- Stockigraben[A 31] (links), 0,7 km[5], , 743,2 m ü. M.
- Guggergraben[A 32] (rechts), 0,8 km[5], , 730,8 m ü. M.
- Stäglouwi(graben)[A 33] (links), 0,7 km[5], , 730,8 m ü. M.
- Roter Graben[A 34] (rechts), 2,3 km, 1,2 km², , 702,7 m ü. M.
- Farnerenbächli[A 35] (links), 0,7 km[5], , 693,7 m ü. M.
- Hirschibächli[A 36] (links), 0,4 km, , 684,5 m ü. M.
- Lenglouweli[A 37][6] (rechts), 1,2 km[5]
- Achenlaui[A 38][6] (rechts), 0,8 km[5]

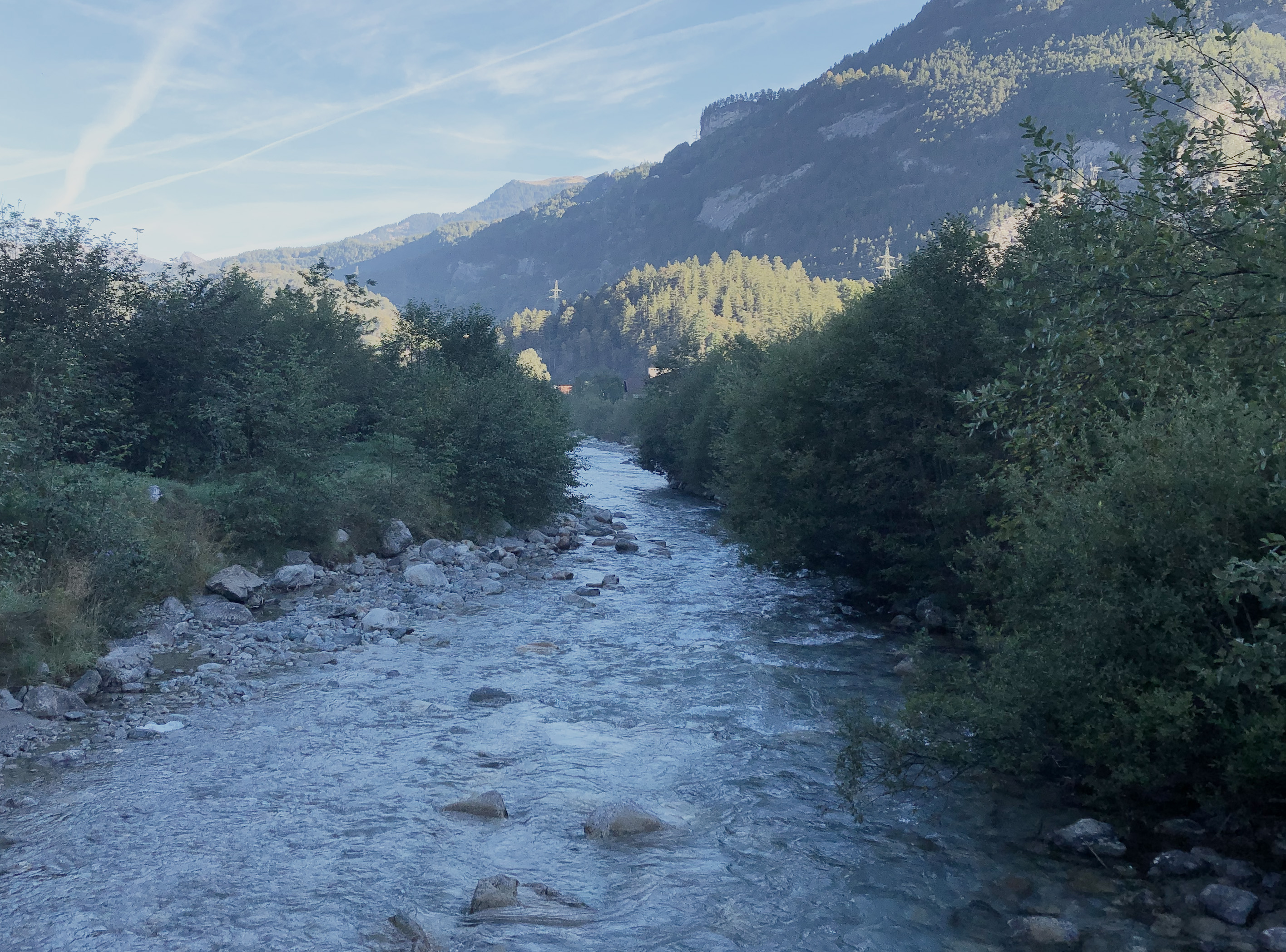
Das Ürbachwasser
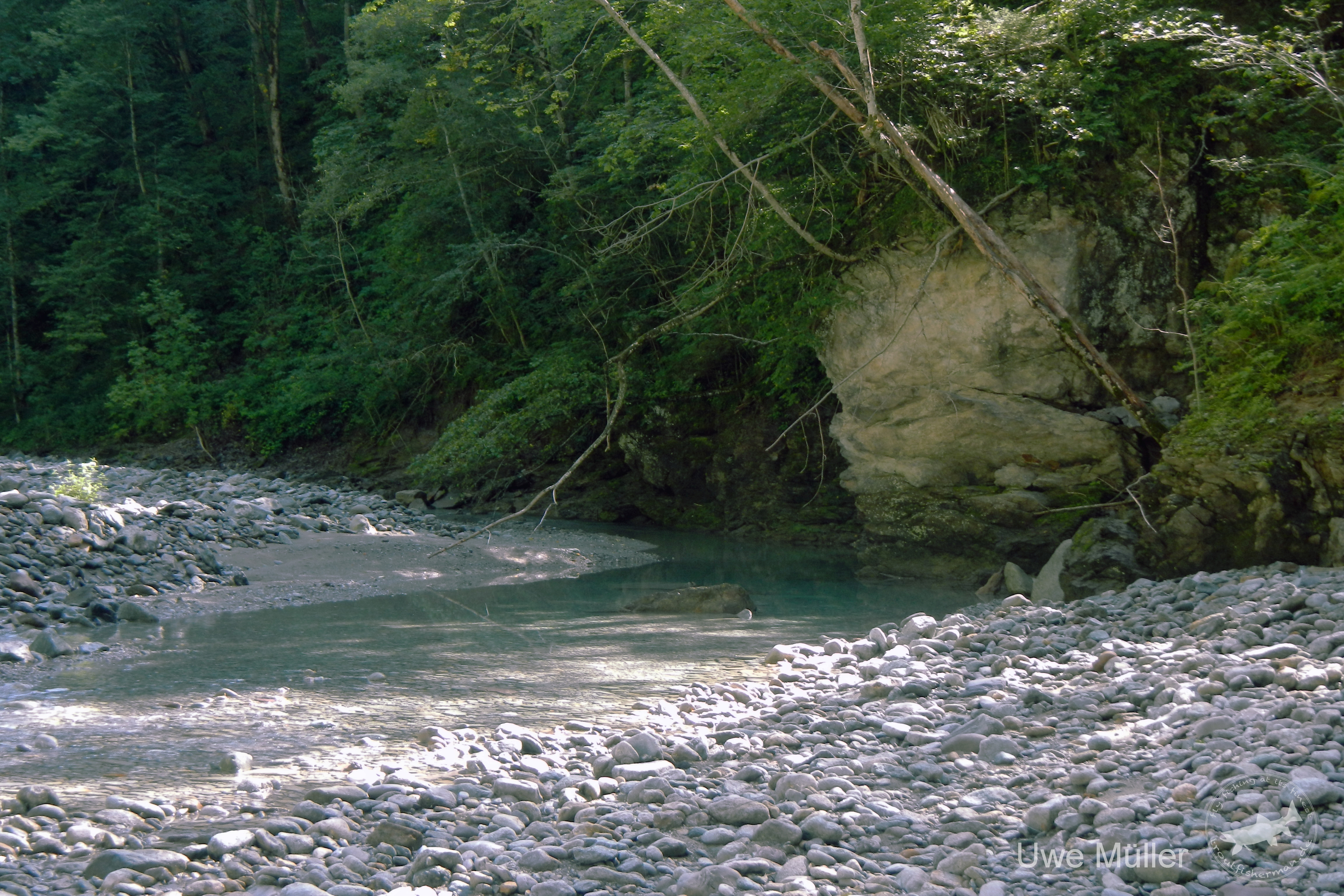
Das Gadmerwasser

- Ürbachwasser (links), 18,8 km, 68,42 km², 4,99 m³/s, , 630,3 m ü. M. → Zuflüsse
- Milibächli[A 39] (rechts), 0,8 km, , 629,9 m ü. M.
- Gadmerwasser (rechts), 17,6 km (Strang Steiwasser→Gadmerwasser 21,7 km), 168,79 km², 11,57 m³/s, , 618,3 m ü. M. → Zuflüsse
  - → Ableitung aus dem Gadmertal zu den KWO-Kraftwerken
  - ← Unterwasserkanal der KWO-Kraftwerke Innertkirchen

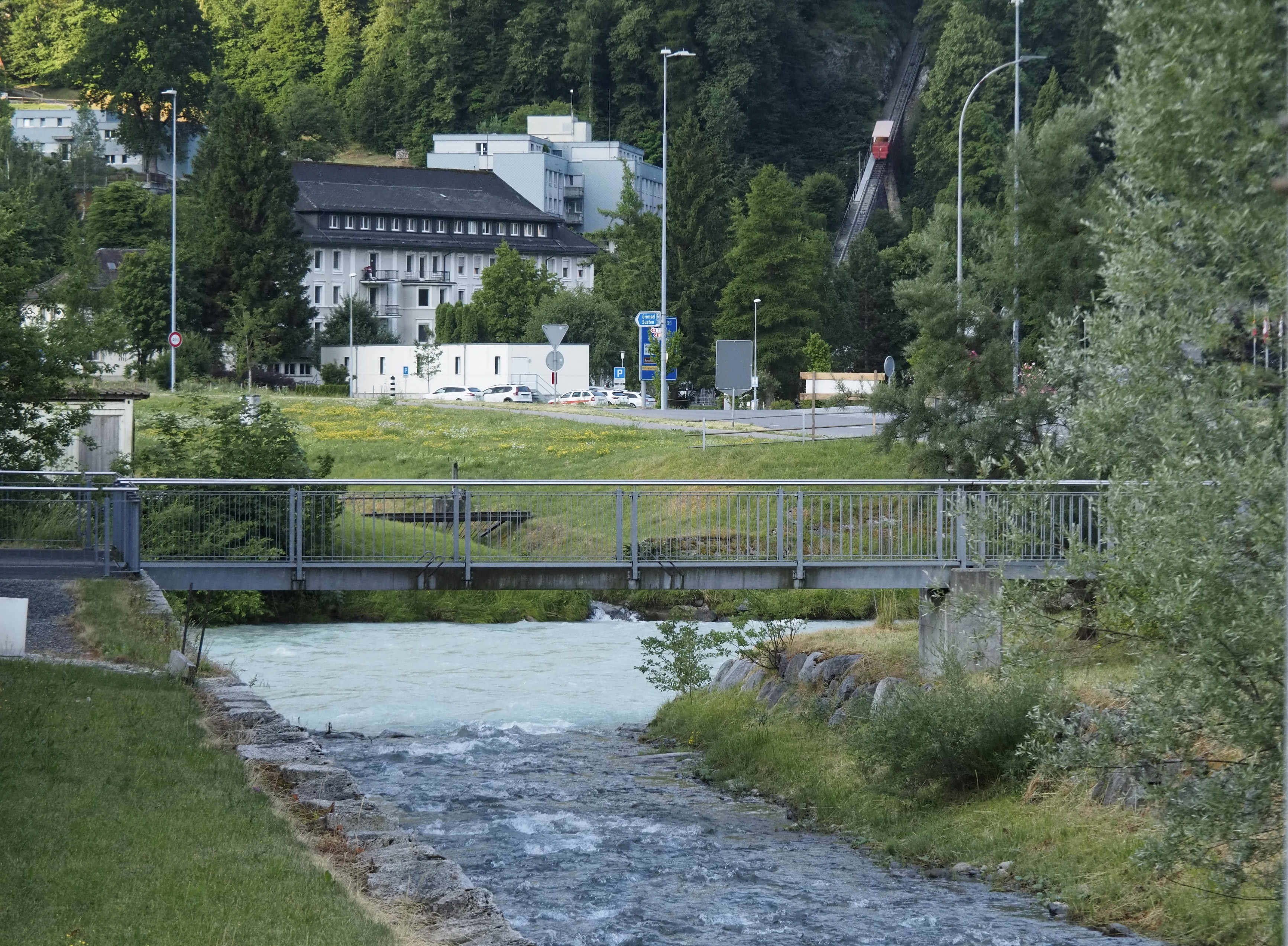
Der Alpbach
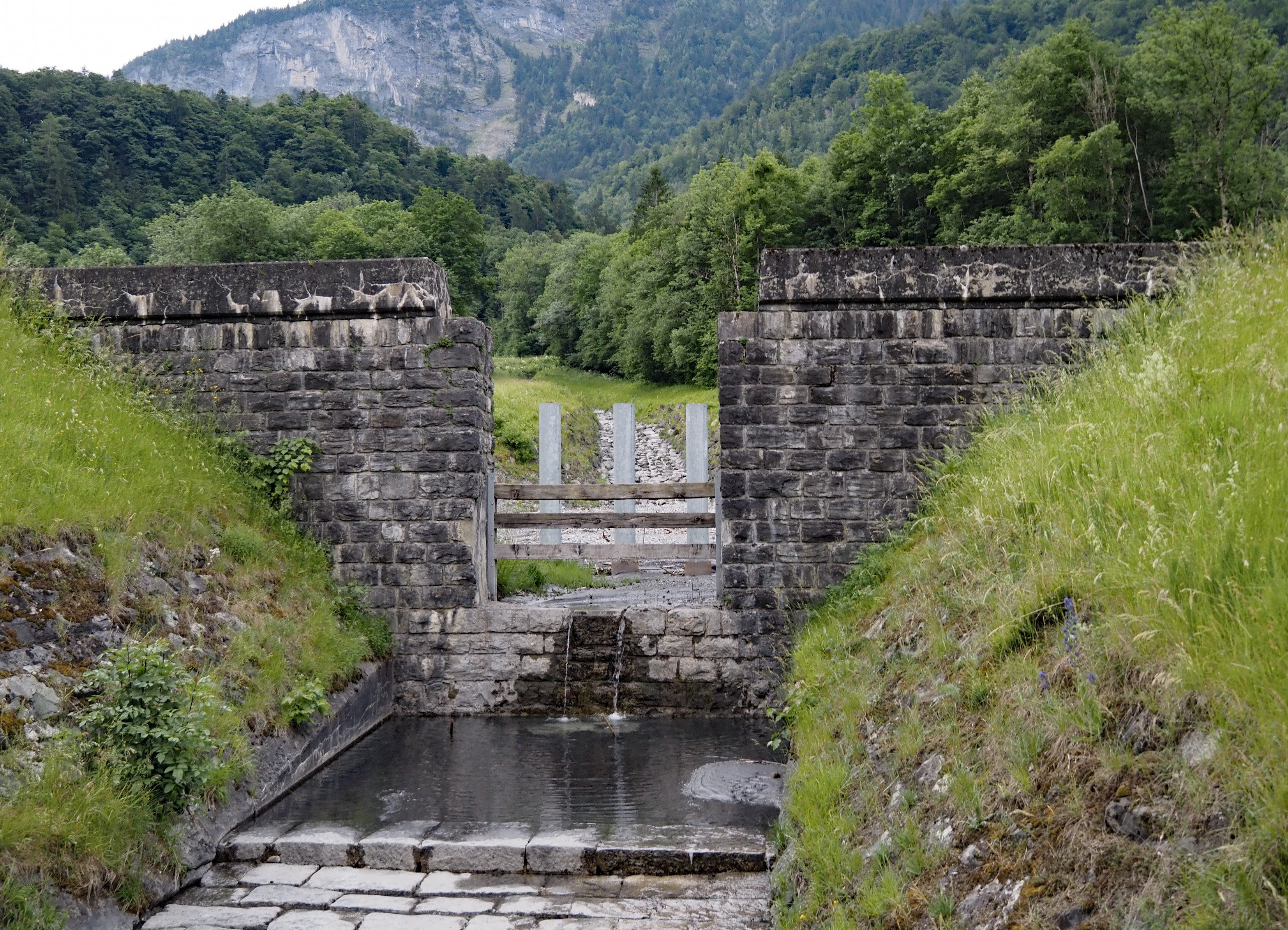
Der Lugibach
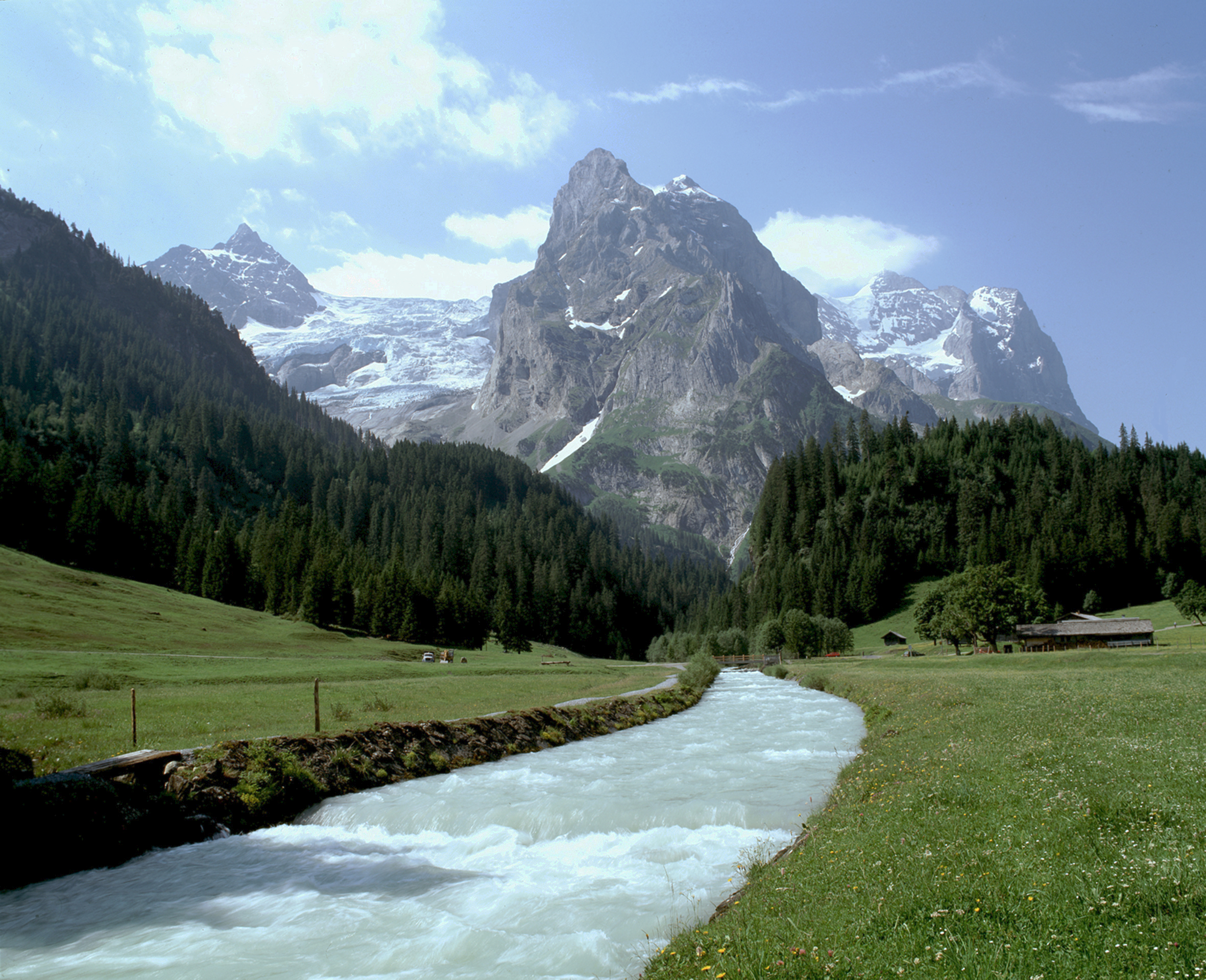
Der Rychenbach

- Brachbach[A 40] (rechts), 1,8 km, , 617 m ü. M.
- Wychelbächli[A 41] (links), 0,7 km, 3,08 km², , 614,7 m ü. M.
- Styrigbach[A 42] (Wyssefluebach ) (rechts), 3,4 km, 2,06 km², , 613,3 m ü. M.
- Tschuggenbächli[A 43] (rechts), 1,7 km, , 605,5 m ü. M.
- Stapfbach[A 44] (rechts), , 604,4 m ü. M.
- Mattenbächli[A 45] (rechts), 2,2 km, , 602,3 m ü. M.
- Alpbach (rechts), 8,1 km, 17,48 km², 0,82 m³/s, , 597,7 m ü. M.
- Lugibach (Louwibach) (links), 3,3 km, 4,36 km², , 597,4 m ü. M.
- Rychenbach (links), 12,0 km, 52,59 km², 2,83 m³/s, , 593,9 m ü. M. → Zuflüsse
- Falcherenbach (links), 2,4 km, 2,46 km², , 592 m ü. M.
- Hüsenbach (rechts), 7,8 km, 18,35 km², 0,57 m³/s, , 578,4 m ü. M.
- Sytenbächli[A 46][7]  (rechts), 1,1 km[5], , 577,9 m ü. M.
- Schwendlenbach[A 47] (rechts), 1,8 km[5], , 577,3 m ü. M.
- Hirssibächli[A 48] (rechts), 0,1 km[5], , 576,1 m ü. M.
- Dorfbach (rechts), 1,8 km, 1,24 km², , 574,1 m ü. M.
- Rossibächli[A 49] (rechts), 0,1 km, , 572 m ü. M.

### Brienzersee

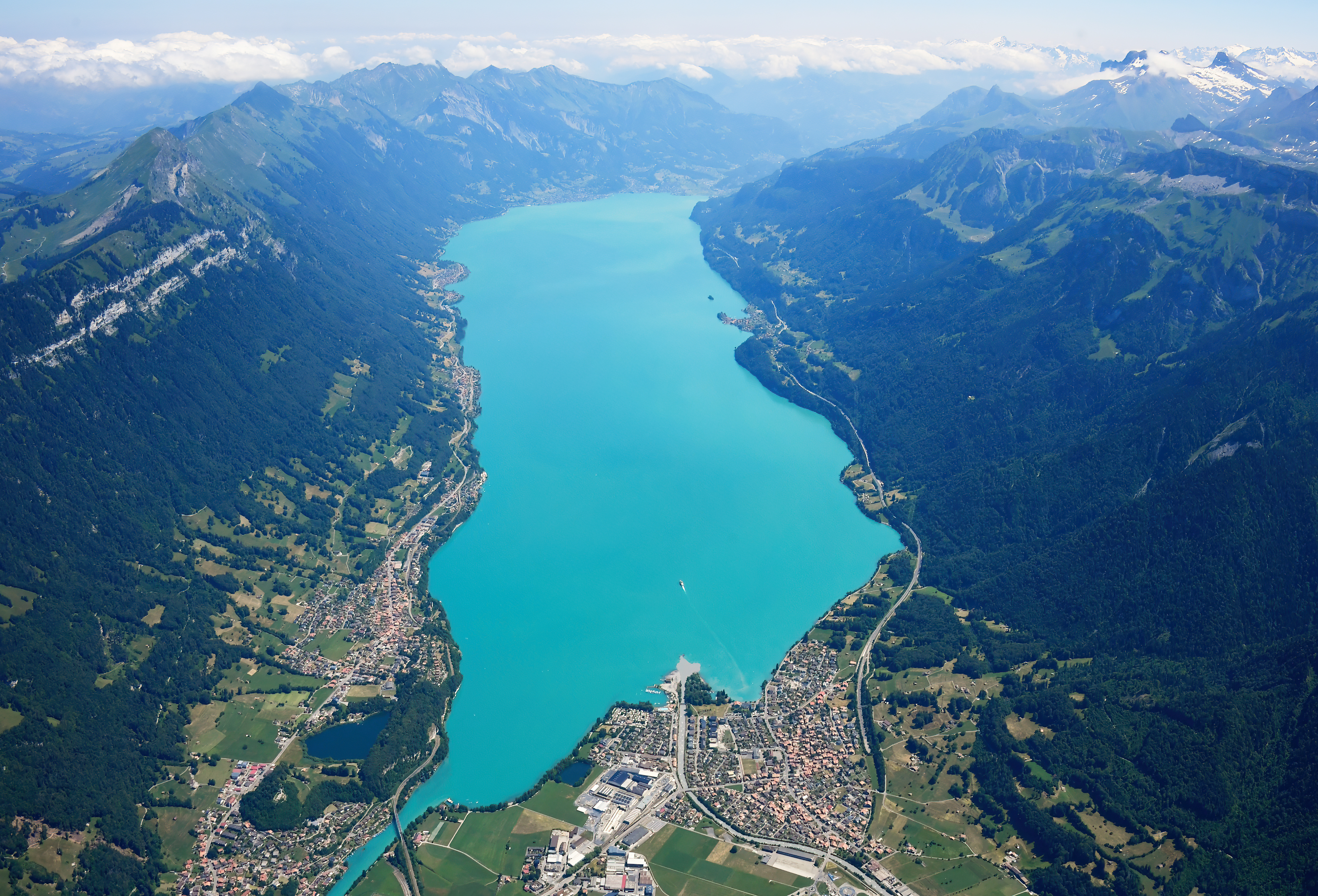
Der Brienzersee

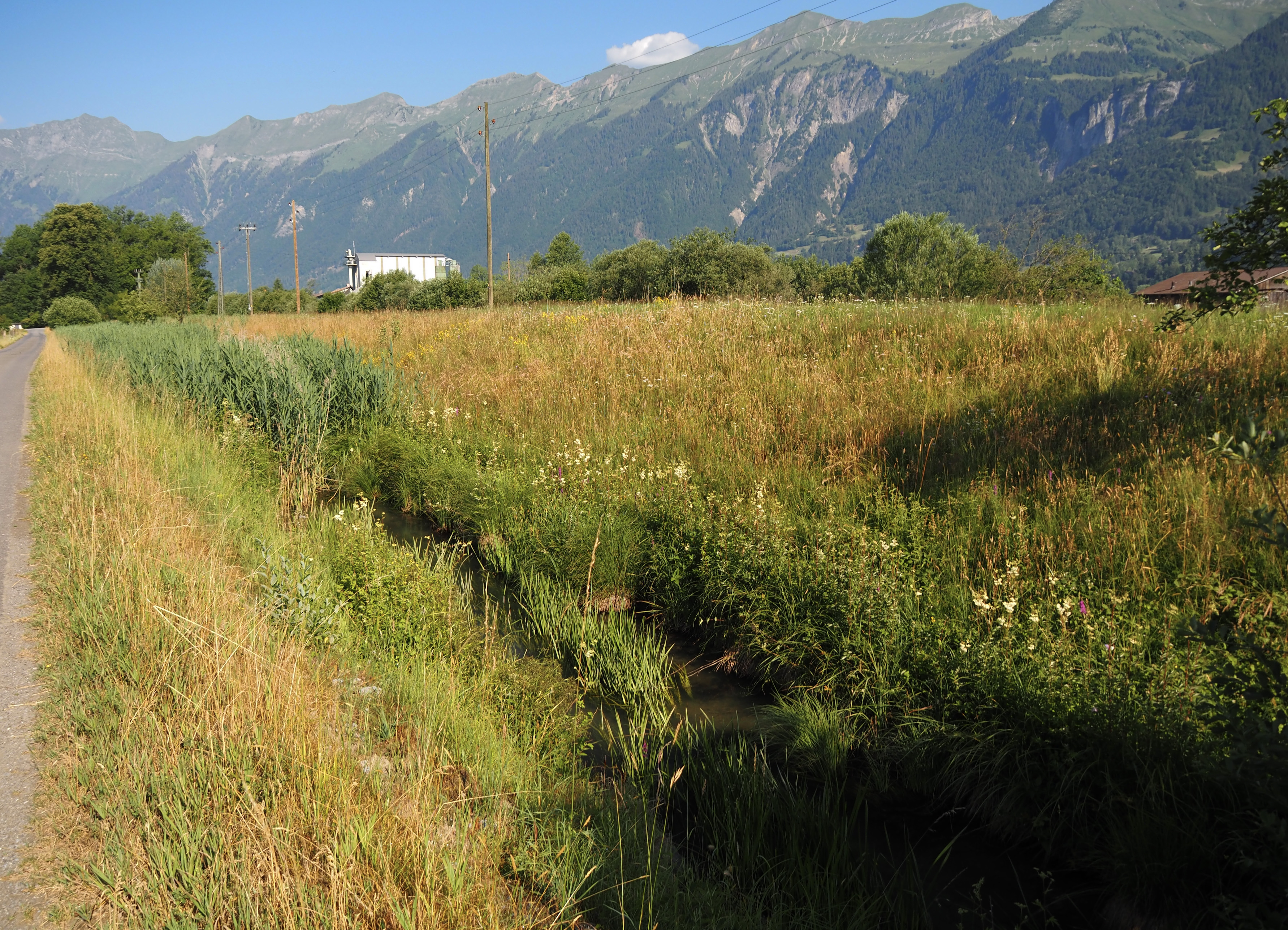
Das Entenbächli

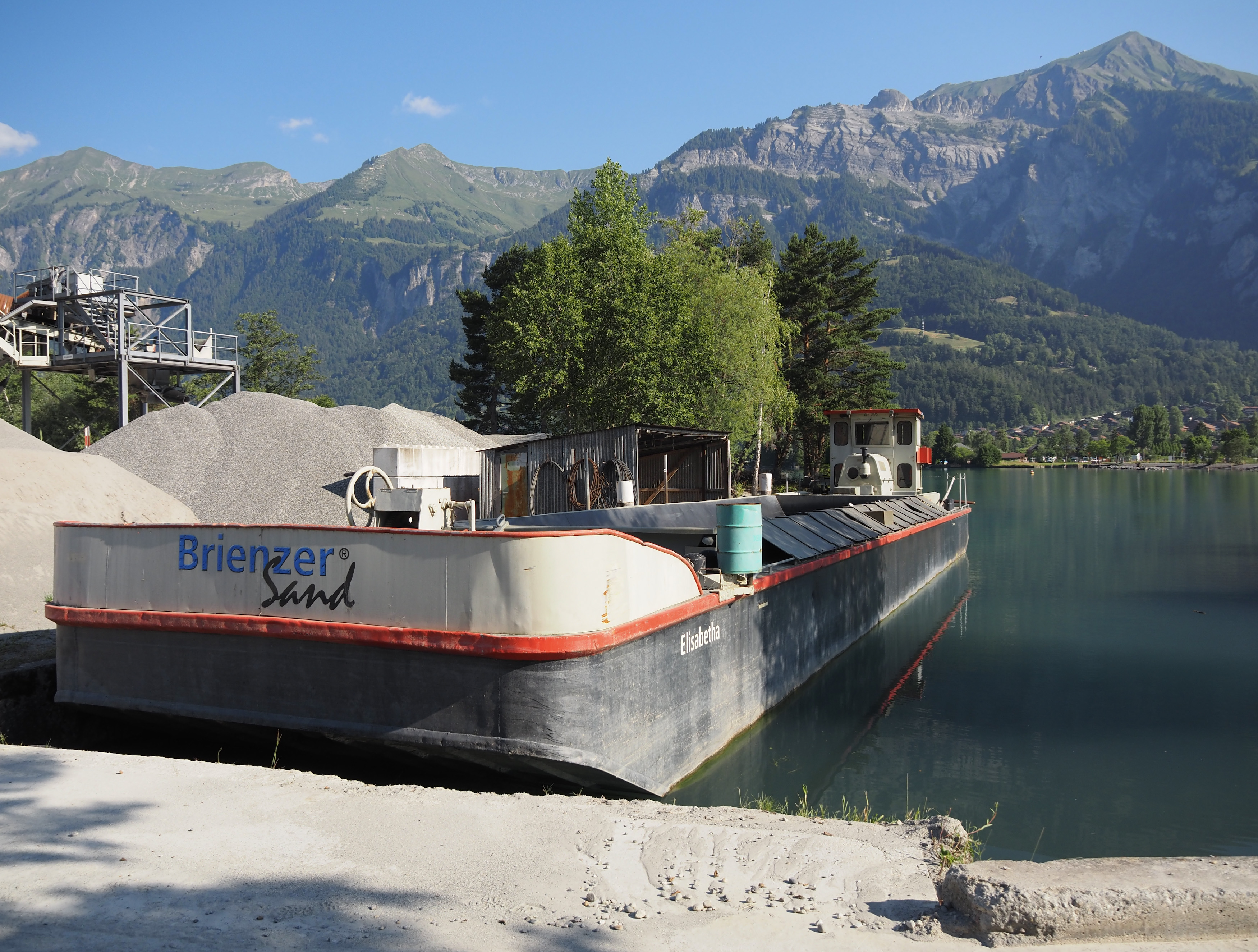
Mündung des Gurgenkanals

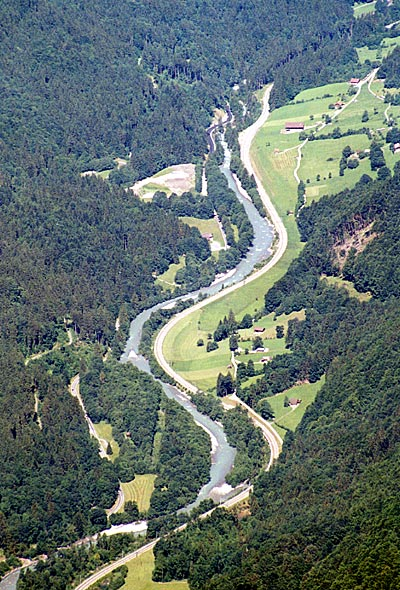
Die Lütschine

(Die Reihenfolge der Zuflüsse orientiert sich an der fiktiven Seeachse)
- Gurgenkanal[A 50] (rechts), 2,1 km, 0,61 km², , 563,7 m ü. M.
- Entenbächli[A 51] mit Jägglisglunte (links), 0,7 km, 0,53 km², , 563,7 m ü. M.
- Hauptkanal Aarboden (links), 9,0 km[5], 38,68 km², 1,92  m³/s, , 563,7 m ü. M.

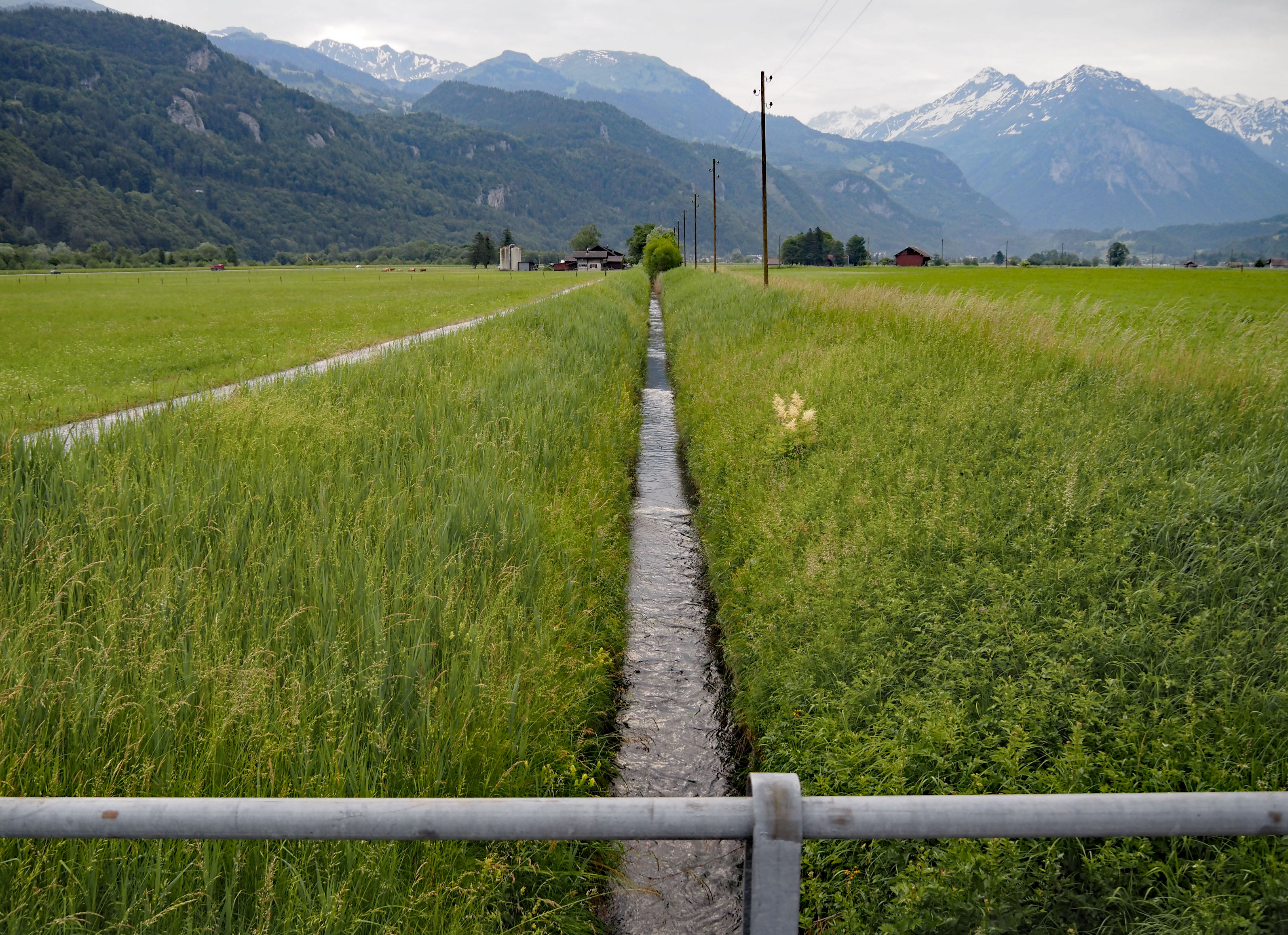
Der Hauptkanal Aarboden
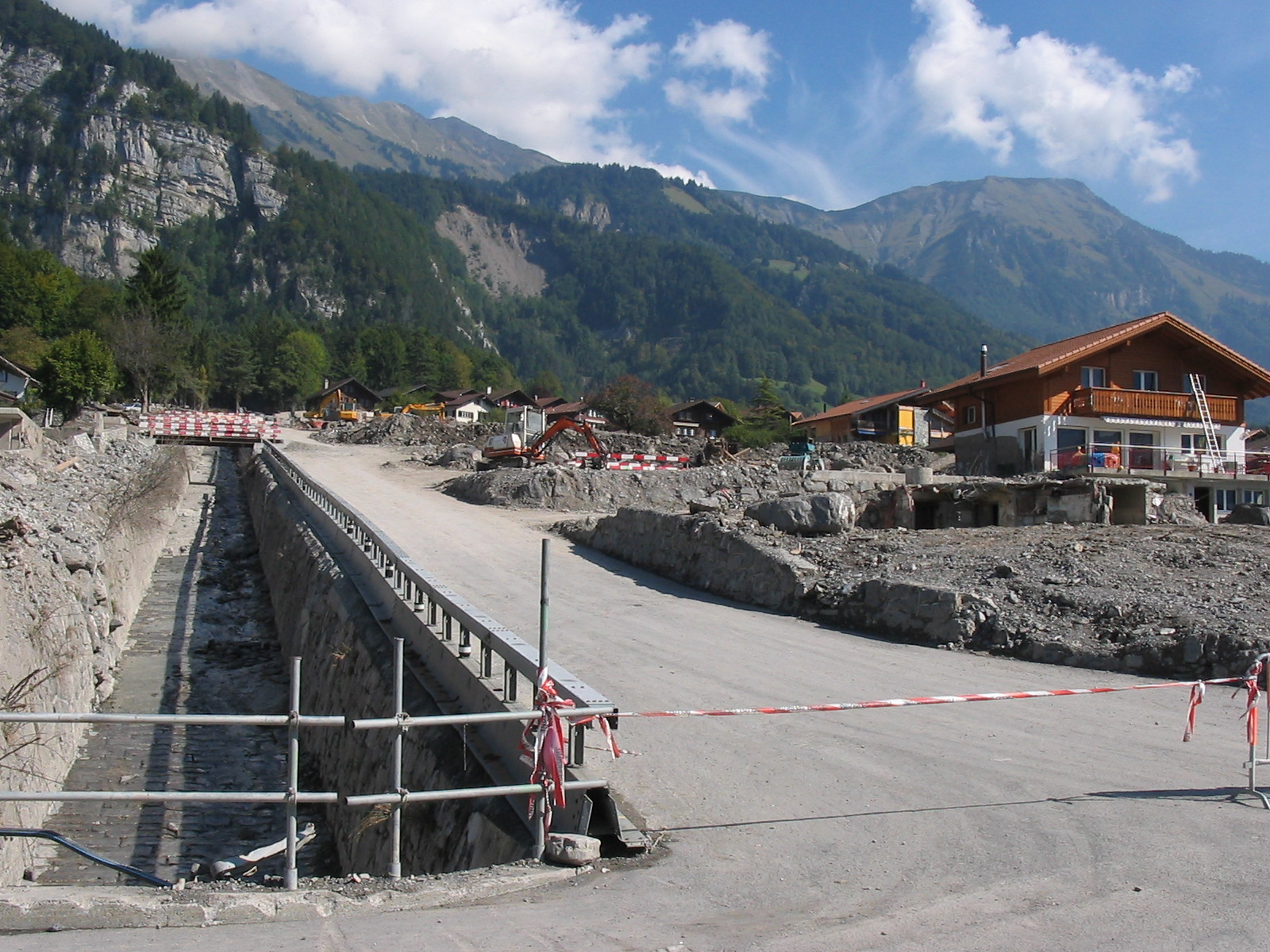
Der Glyssibach
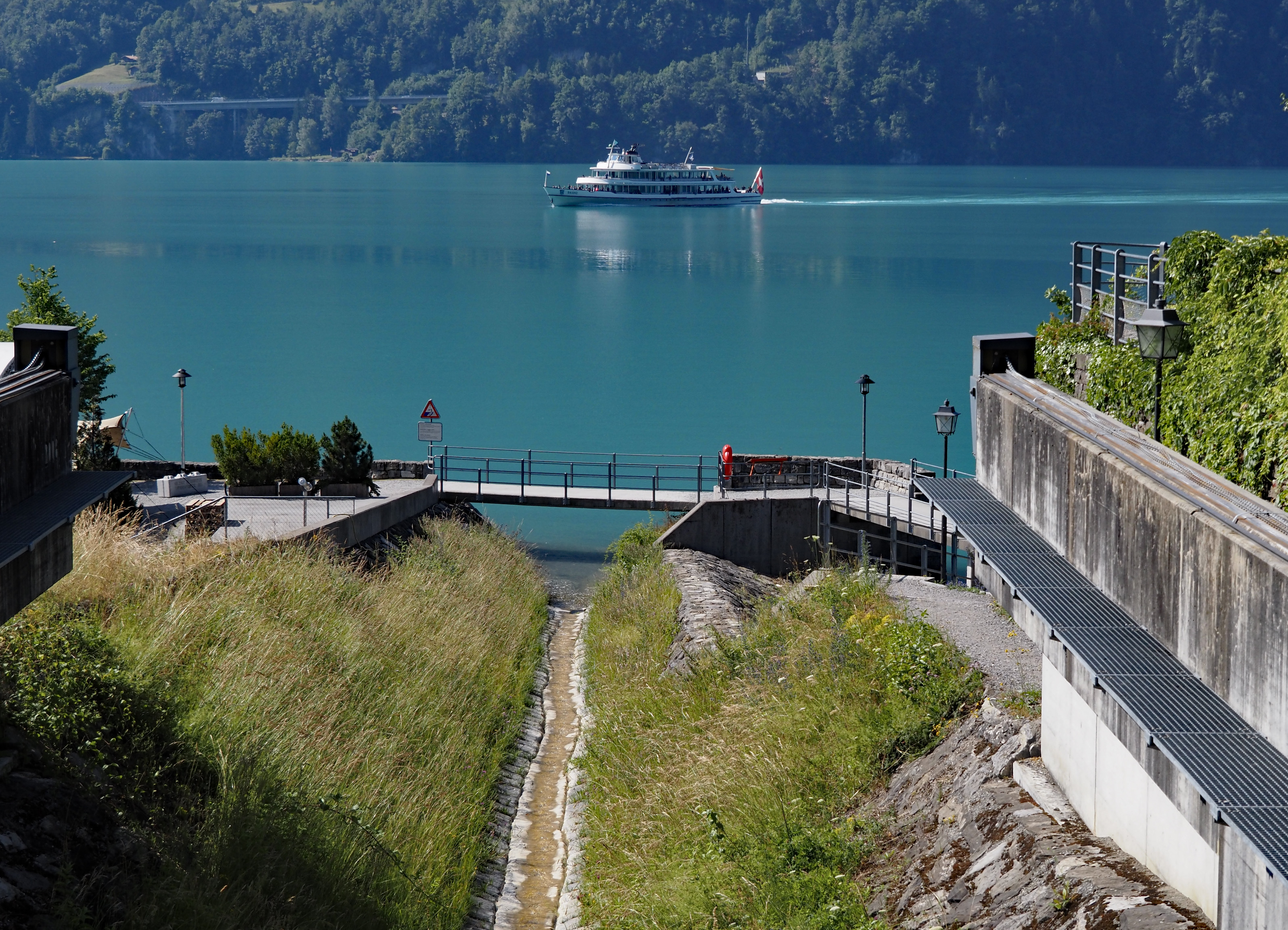
Der Trachtbach

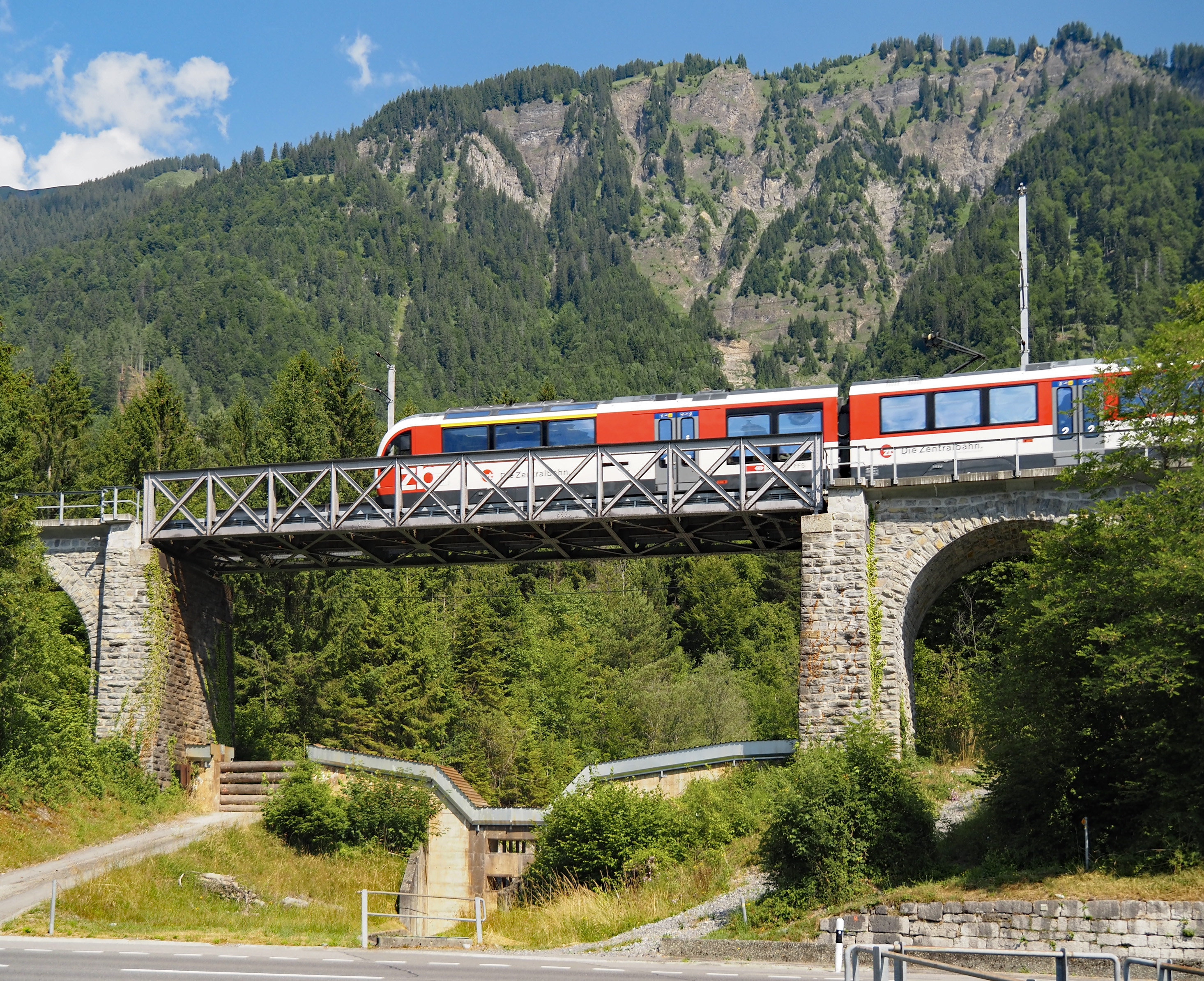
Der Ofenbielengraben
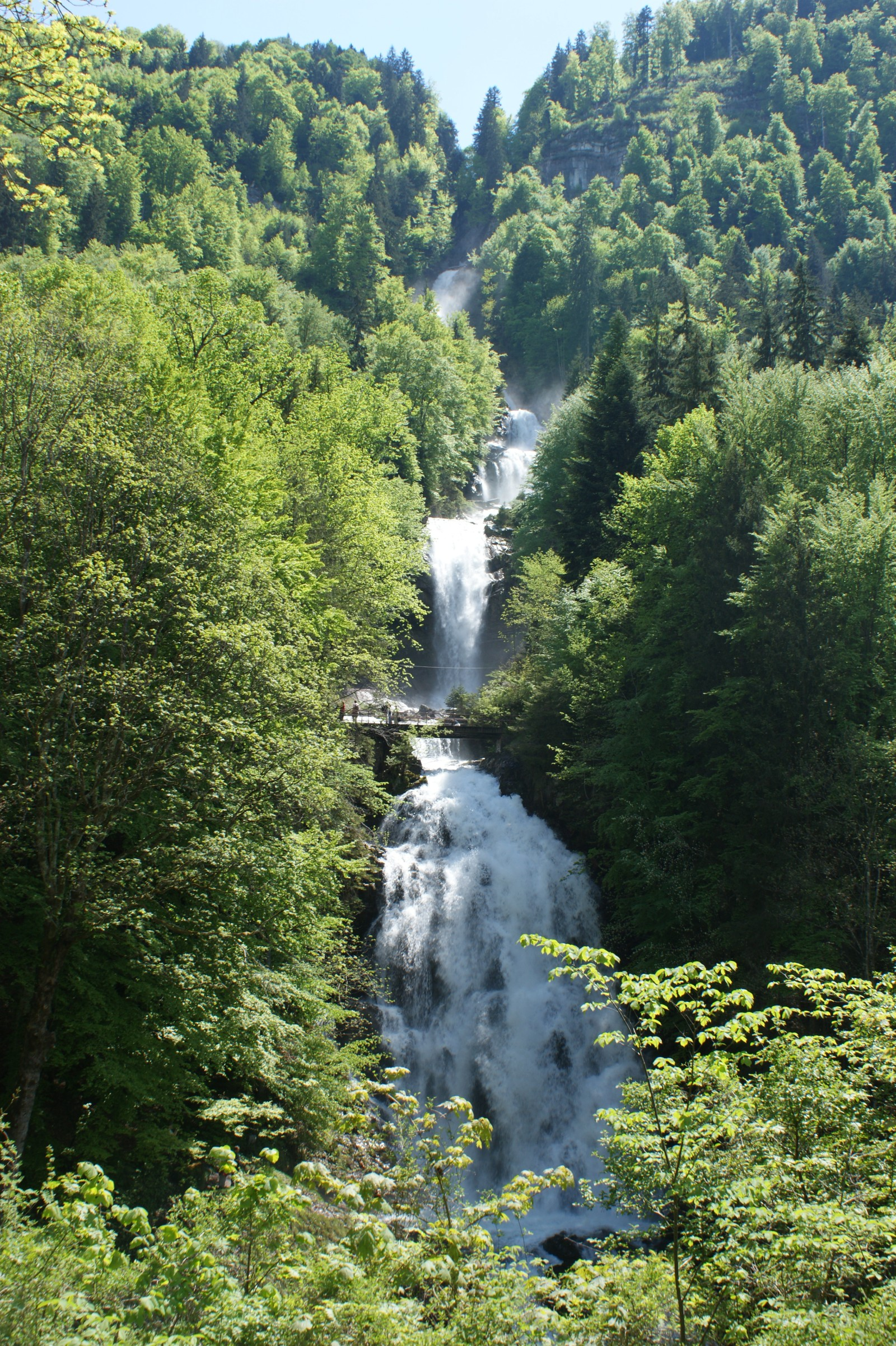
Der Giessbach

- Wychelfluebächli[A 52] (links), 0,9 km, 0,80 km², , 563,7 m ü. M.
- Fulbach (rechts), 7,0 km, 11,24 km², 0,39 m³/s, , 563,7 m ü. M.
- Lammbach (rechts), 3,5 km, 6,52 km², 0,26 m³/s, , 563,7 m ü. M. → Zuflüsse
- Margelbächli[A 53] (links), 3,8 km, 2,74 km², , 563,7 m ü. M.
- Glyssibach (rechts), 3,0 km, 1,99 km², 0,26 m³/s, , 563,7 m ü. M.
- Trachtbach (rechts), 2,3 km, 1,5 km², , 563,7 m ü. M.
- Ruungraben[A 54] (links), 1,0 km[5], , 563,7 m ü. M.
- Wangbächli[A 55] (rechts), 0,8 km[5], , 563,7 m ü. M.
- Milibach (Mülibach) (rechts), 4,8 km, 4,83 km², 0,26 m³/s, , 563,7 m ü. M.
- Hellgraben Bach (rechts), 2,2 km, 2,04 km², , 563,7 m ü. M.
- Ofenbielengraben (rechts), 2,4 km, 0,95 km², , 563,7 m ü. M.
- Giessbach (links), 8,7 km, 25,34 km², 1,51 m³/s, , 563,7 m ü. M. → Zuflüsse
- Dornigräbli[A 56] (rechts), 1,5 km, , 563,7 m ü. M.
- Mälbächli[A 57] (links), 0,7 km, 1,05 km², , 563,7 m ü. M.
- Mattengraben (rechts), 2,1 km, 1,40 km², , 563,7 m ü. M.

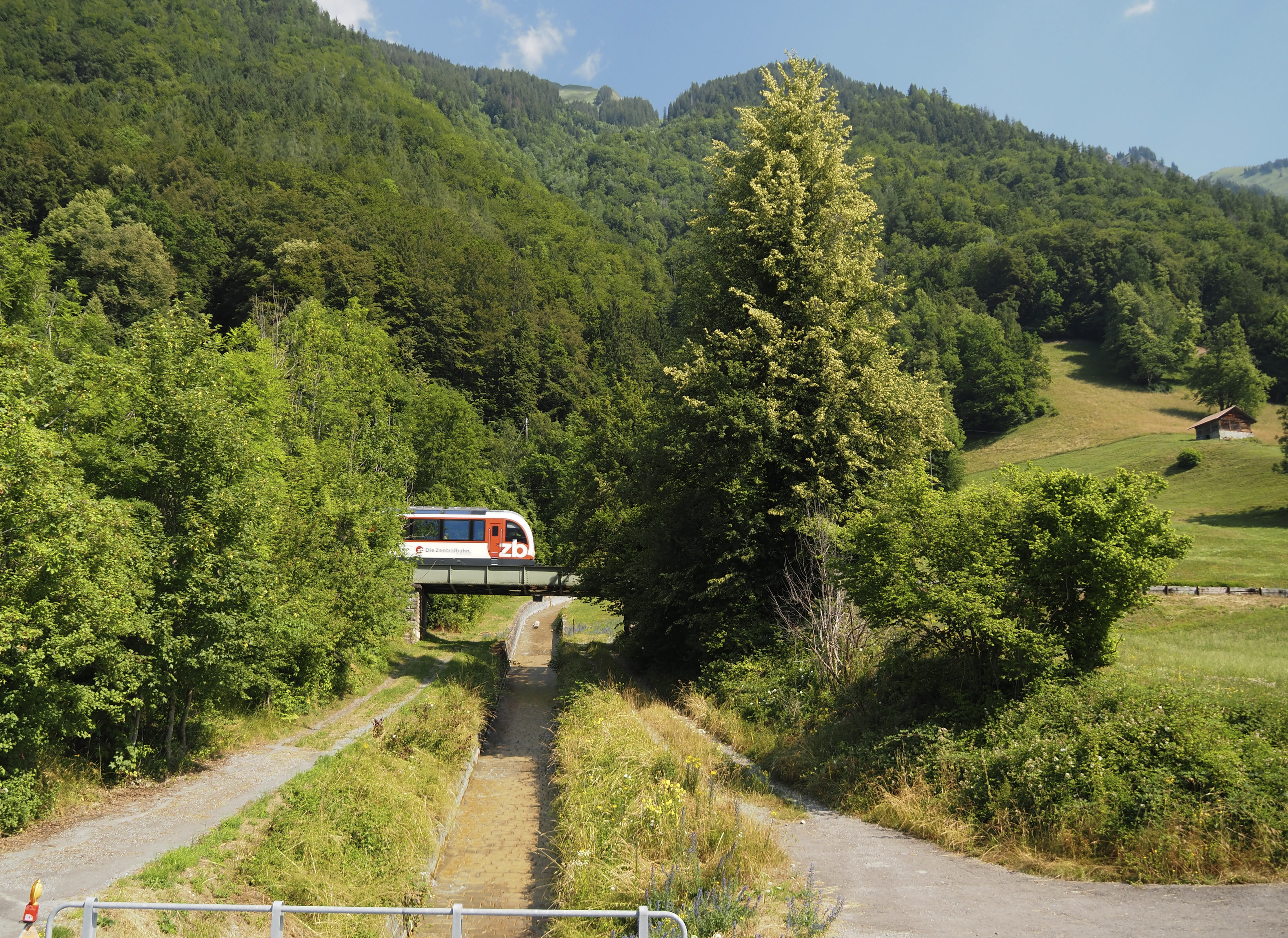
Der Mattengraben

- Underweidligraben (rechts), 2,1 km, 1,89 km², , 563,7 m ü. M.
- Lindigräbli[A 58] (rechts), 0,3 km[5], , 563,7 m ü. M.
- Bolouwigraben[A 59] (rechts), 1,1 km[5], , 563,7 m ü. M.
- Minachrigraben[A 60] (rechts), 1,5 km[5], , 563,7 m ü. M.
- Hirscherenbach (rechts), 2,1 km, 1,46 km², , 563,7 m ü. M.
- Büelgräbli[A 61] (links), 0,6 km[5], , 563,7 m ü. M.
- Brandgräbli[A 62] (links), 0,6 km[5], 0,76 km², , 563,7 m ü. M.
- Geeregräbli[A 63] (links), 0,6 km, , 563,7 m ü. M.
- Schwendigräbli[A 64] (links), 0,5 km, , 563,7 m ü. M.
- Ischbächli[A 65] (links), 0,4 km, , 563,7 m ü. M.
- Louwigraben (rechts), 1,4 km, 1,60 km², , 563,7 m ü. M.
- Steinerebächli[A 66] (links), 0,5 km, 0,65 km², , 563,7 m ü. M.
- Marderbach[A 67] (links), 0,2 km, 0,54 km², , 563,7 m ü. M.
- Mülibach (links), 5,8 km, 8,22 km², 0,48 m³/s, , 563,7 m ü. M.
- Blattegräbli[A 68] (links), 0,1 km, , 563,7 m ü. M.
- Grytgraben (rechts), 1,6 km[5], , 563,7 m ü. M.
- Farlouwigraben (rechts), 1,5 km, 1,08 km², , 563,7 m ü. M.
- Senggräbli[A 69] (links), 0,7 km[5], , 563,7 m ü. M.
- Dirrefluegraben[A 70] (rechts), 1,2 km[5], , 563,7 m ü. M.
- Milisbach[A 71] (rechts), 0,3 km[5], , 563,7 m ü. M.
- Underholzgräbli[A 72] (rechts), 1,3 km[5], , 563,7 m ü. M.
- Reindligraben[A 73] (rechts), 1,0 km, 0,78 km², , 563,7 m ü. M.
- Mätteligraben[A 74] (rechts), 1,6 km[5], , 563,7 m ü. M.
- Talachergraben[A 75] (rechts), 1,5 km[5], , 563,7 m ü. M.
- Inners Brandgräbli[A 76] (links), 0,3 km[5], , 563,7 m ü. M.
- Rumpelgraben[A 77] (rechts), 1,7 km[5], , 563,7 m ü. M.
- Weidlibächli[A 78] (rechts), 0,2 km[5], , 563,7 m ü. M.
- Obermoosgräbli[A 79] (rechts), 1,7 km[5], , 563,7 m ü. M.

- Blattenbächli[A 80] (rechts), 1,9 km[5], , 563,7 m ü. M.
- Üssers Brandgräbli[A 81] (links), 1,5 km[5], , 563,7 m ü. M.
- Erschwandenbach[A 82] (links), 2,4 km, 1,68 km², , 563,7 m ü. M.
- Moosgraben[A 83] (rechts), 2,4 km[5], , 563,7 m ü. M.
- Hopferenbach[A 84] (links), 1,5 km, 0,55 km², , 563,7 m ü. M.
- Lindebach (links), 1,1 km, 0,73 km², , 563,7 m ü. M.
- Schalouene[A 85] (links), 0,5 km[5], , 563,7 m ü. M.
- Houetabach (links), 3,2 km, 2,37 km², , 563,7 m ü. M.
- Heggiwaldgraben[A 86] (rechts), 2,3 km[5], , 563,7 m ü. M.
- Schlossweidgräbli[A 87] (rechts), 0,2 km[5][5], , 563,7 m ü. M.
- Chrottegräbli[A 88] (links), 1,8 km[5], , 563,7 m ü. M.
- Lütschine (links), 9,2 km (mit Schwarzer Lütschine 29,3 km), 386,38 km², 19,72 m³/s, , 563,7 m ü. M. → Zuflüsse
- Allmigraben[A 89] (rechts), 1,3 km, 1,97 km², , 563,7 m ü. M.
- Lochgraben[A 90]  (rechts), 1,6 km, 0,72 km², , 563,7 m ü. M.

### Vom Brienzersee bis zum Thunersee

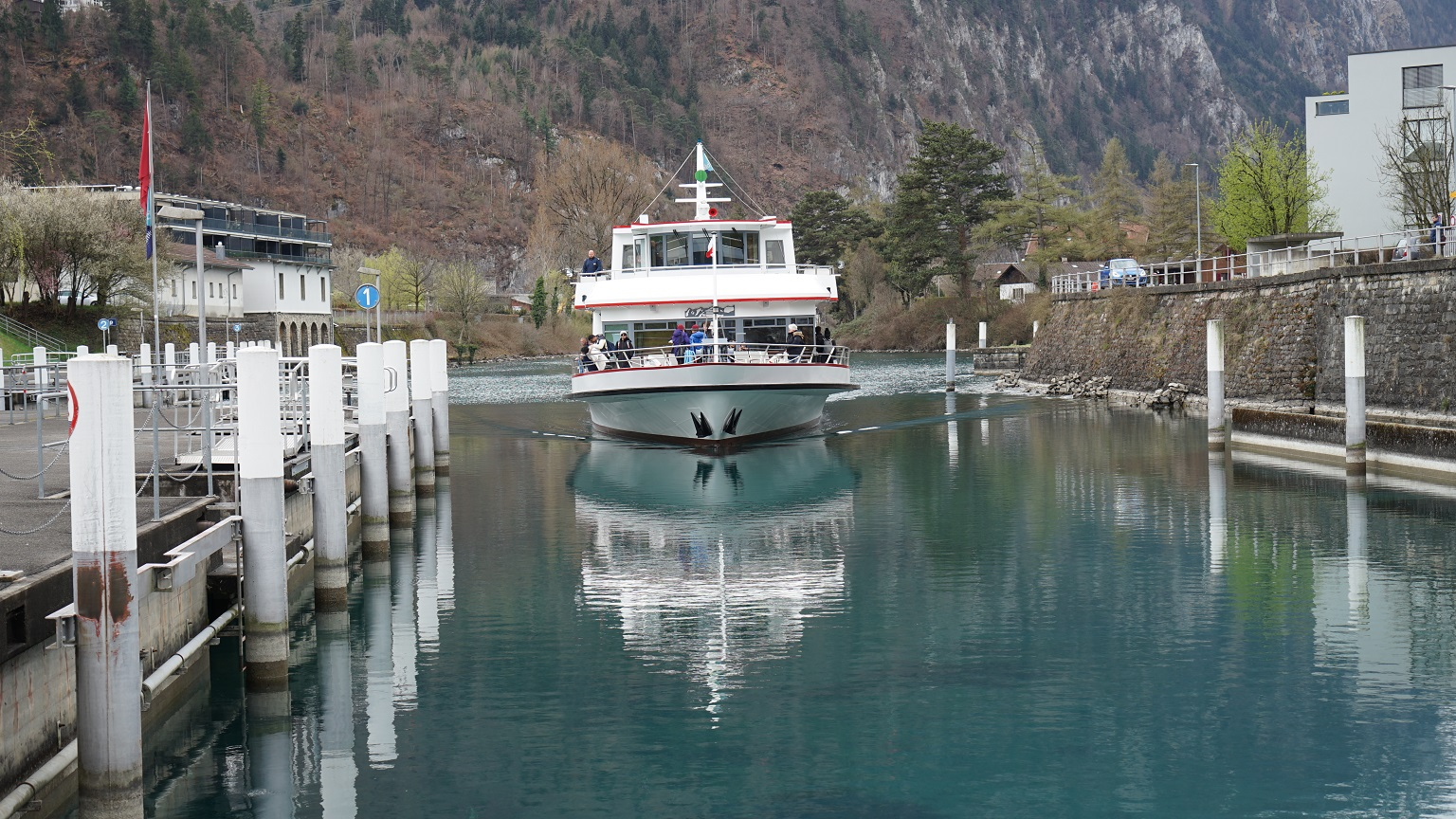
Der Schifffahrtskanal Interlaken

- Flöbach[A 91] (rechts), 1,2 km, 0,56 km², , 563,7 m ü. M.
- Moosgräbli  (links), 0,6 km[5]
- Äbnitgraben[A 92] (rechts), 1,3 km, , 563,7 m ü. M.
- Marchgraben[A 93] (rechts), 0,8 km, , 563,6 m ü. M.
- Marchgrabe[A 94] (rechts),  1,1 km[5], , 563,6 m ü. M.

- Nassgräbli[A 95] (rechts), 1,0 km[5], , 563,6 m ü. M.
- Wild Chrache[A 96] (rechts), 0,7 km[5], , 563,6 m ü. M.
- Blattschleif(graben)[A 97] (rechts), 0,7 km[5], , 563,6 m ü. M.
- Festischleif(graben)[A 98] (rechts), 0,3 km[5], , 563,6 m ü. M.
- → Schifffahrtskanal[8] (links), , 562,7 m ü. M.
- Bärlouigrabe[A 99][9] (links), 0,6 km[5], , 557,6 m ü. M.

### Thunersee

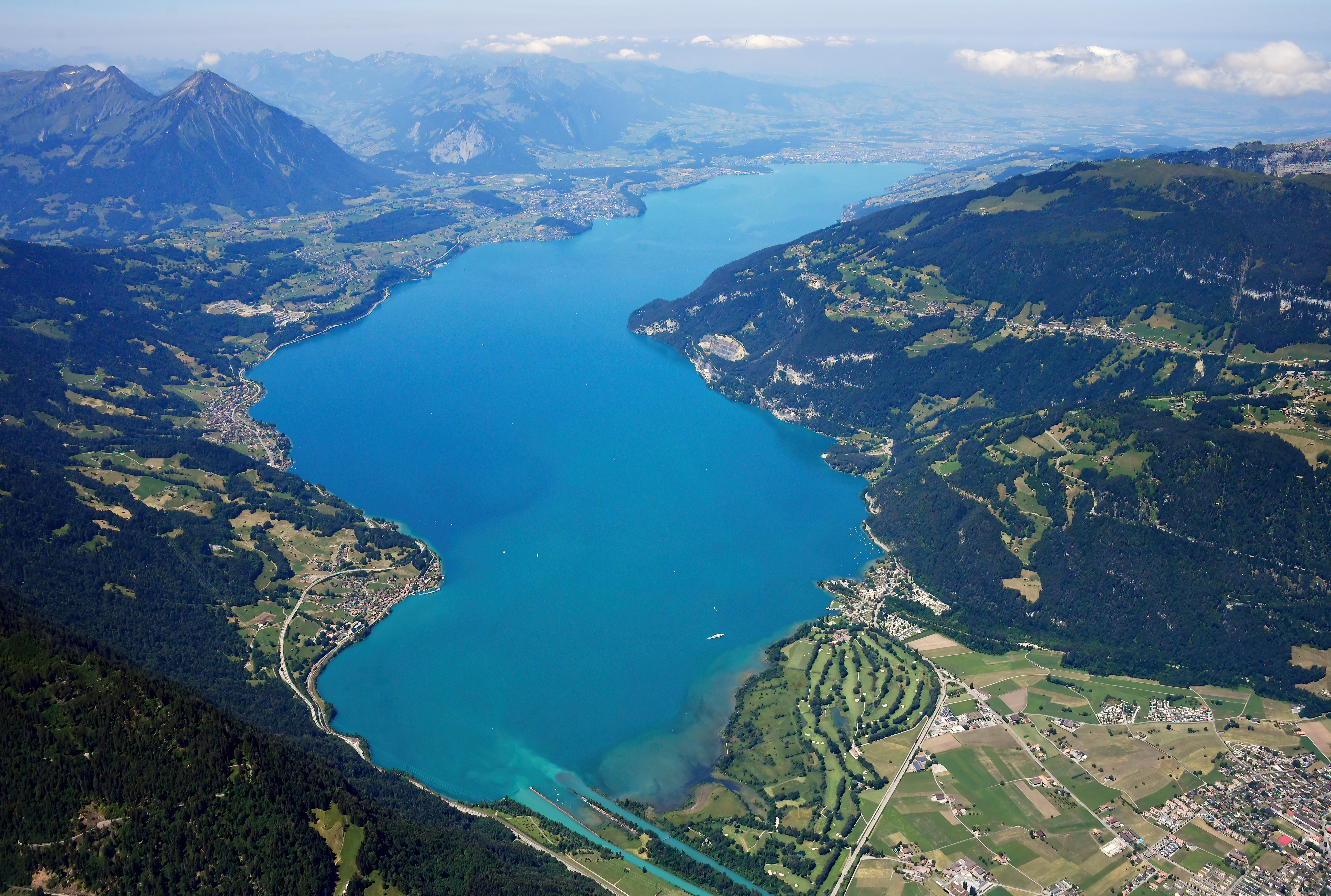
Der Thunersee

(Die Reihenfolge der Zuflüsse orientiert sich an der fiktiven Seeachse)
- ← Schifffahrtskanal (links), 2,7 km[5], , 557,6 m ü. M.
- Ussere Balmgrabe[A 100]  (links), 0,5 km[5], , 557,6 m ü. M.
- Innere Balmgrabe[A 101] (links), 0,6 km[5], , 557,6 m ü. M.
- Fysterengrabe[A 102] (links), 0,8 km[5], , 557,6 m ü. M.
- Gwattgrabe[A 103] (links), 0,6 km[5], , 557,6 m ü. M.
- Ussere Leespitzgrabe[A 104]  (links), 0,7 km[5], , 557,6 m ü. M.
- Innere Leespitzgrabe[A 105]  (links), 0,7 km[5], , 557,6 m ü. M.
- Chopfengrabe[A 106] (links), 0,5 km[5], , 557,6 m ü. M.
- Leegrabe[A 107] (links), 1,9 km[5], , 557,6 m ü. M.
- Holzetbach (links), 1,8 km, 1,33 km², , 557,6 m ü. M.
- Dorfbach[A 108] (links), 3,2 km, 0,99 km², , 557,6 m ü. M.
- Budelbach[A 109] (links), 1,9 km, 0,99 km², , 557,6 m ü. M.

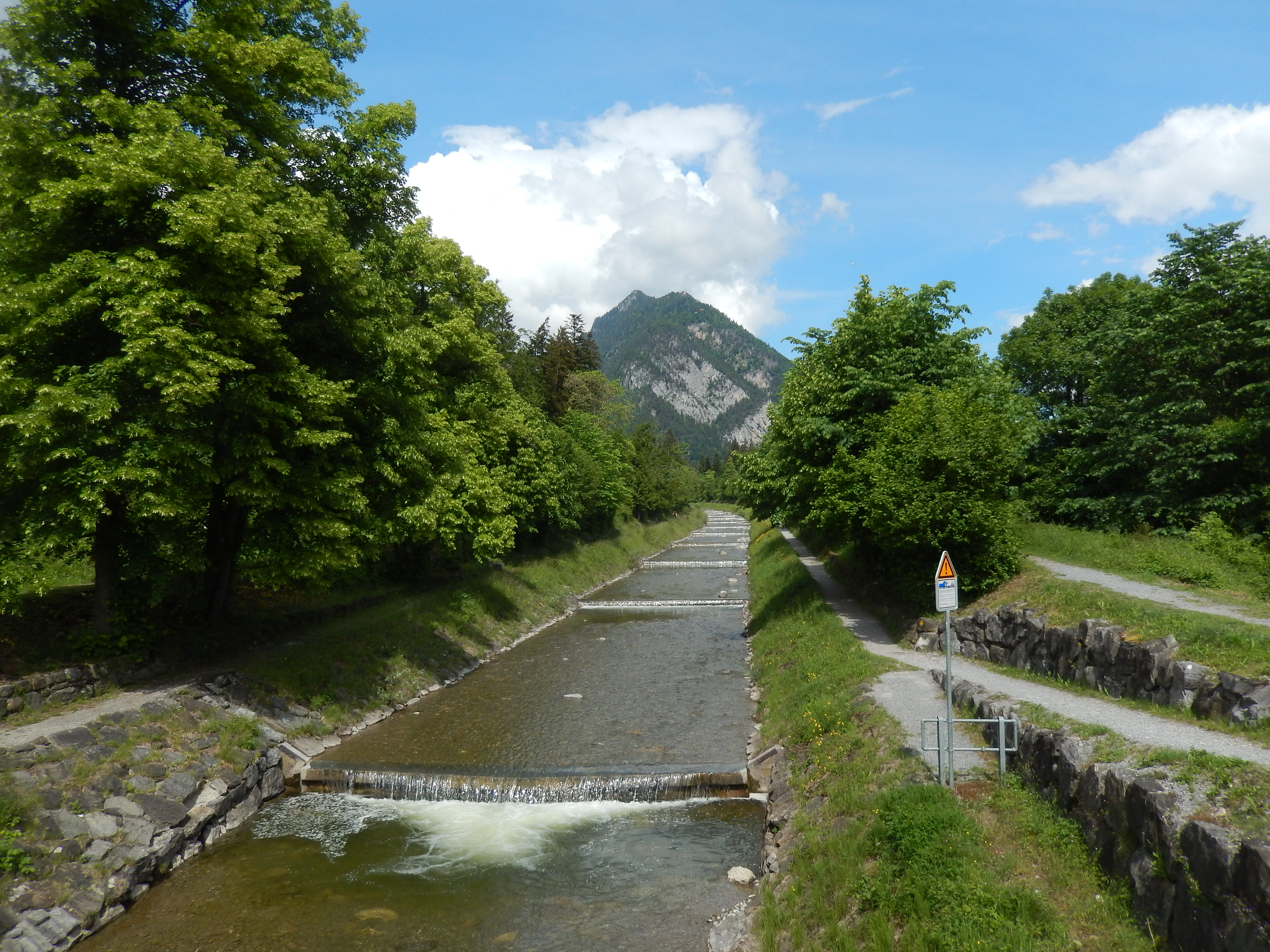
Der Lombach

- Lombach (rechts), 14,6 km, 46,75 km², 3,16 m³/s, , 557,6 m ü. M. → Zuflüsse
- Bäregrabegräbli[A 110] (Chüblisbadquelle) (rechts), 0,5 km[5], , 557,6 m ü. M.
- Bletschligrabe[A 111] (rechts), 0,8 km[5], , 557,6 m ü. M.
- Bättrichschleif(gräbli)[A 112] (rechts), 0,2 km[5], , 557,6 m ü. M.
- Bättrichgräbli[A 113] (rechts), 0,1 km[5], , 557,6 m ü. M.
- Marchgrabe[A 114] (rechts), 0,4 km[5], , 557,6 m ü. M.
- Riedgräbli[A 115] (rechts), 0,3 km[5], , 557,6 m ü. M.
- Plattegräbli[A 116] (rechts), 0,6 km, , 557,6 m ü. M.
- Sundbach (Sundgrabe) (rechts), 5,2 km, 9,68 km², 0,63 m³/s, , 557,6 m ü. M. → Zuflüsse

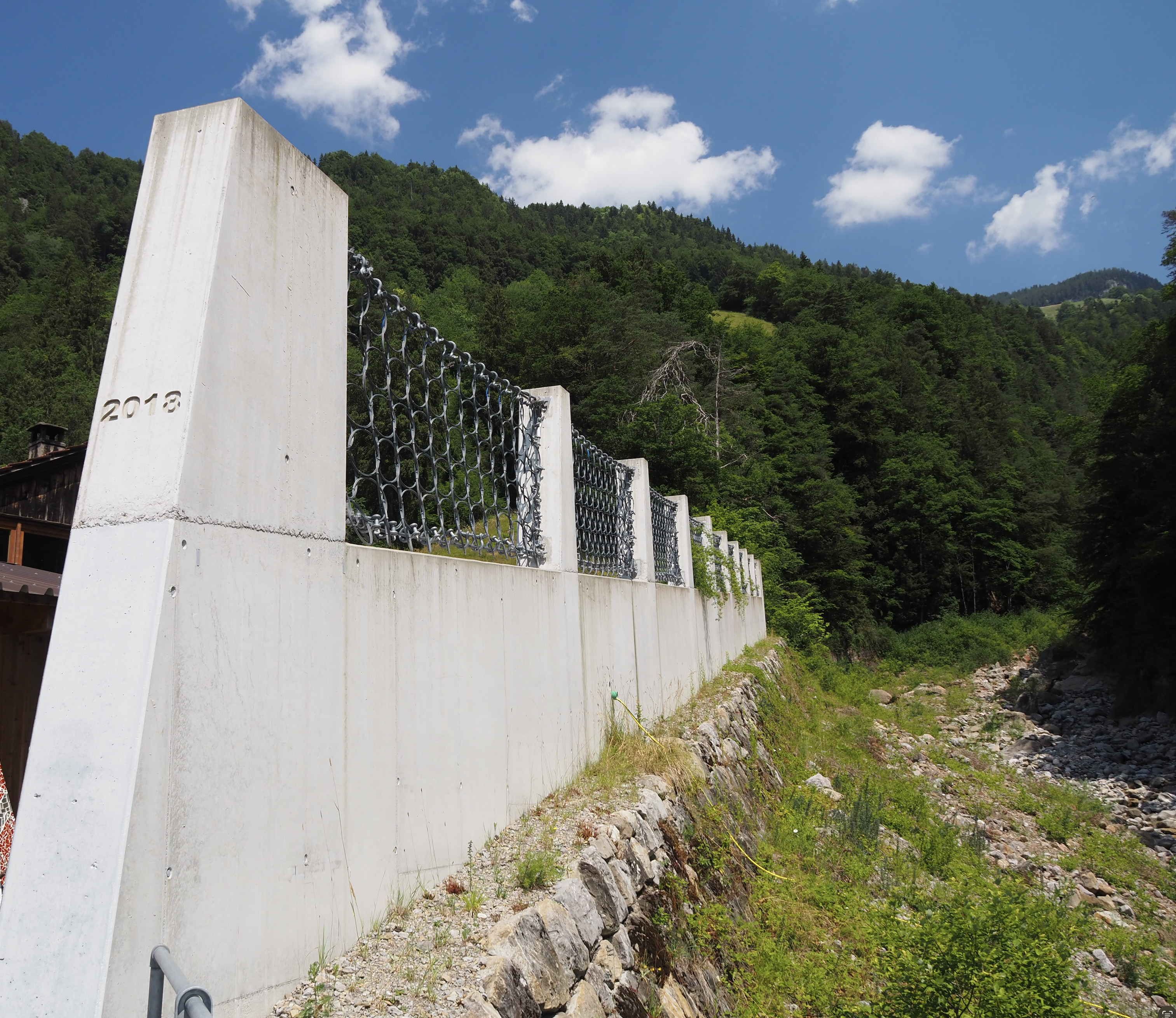
Der Sundbach (Sundgrabe)
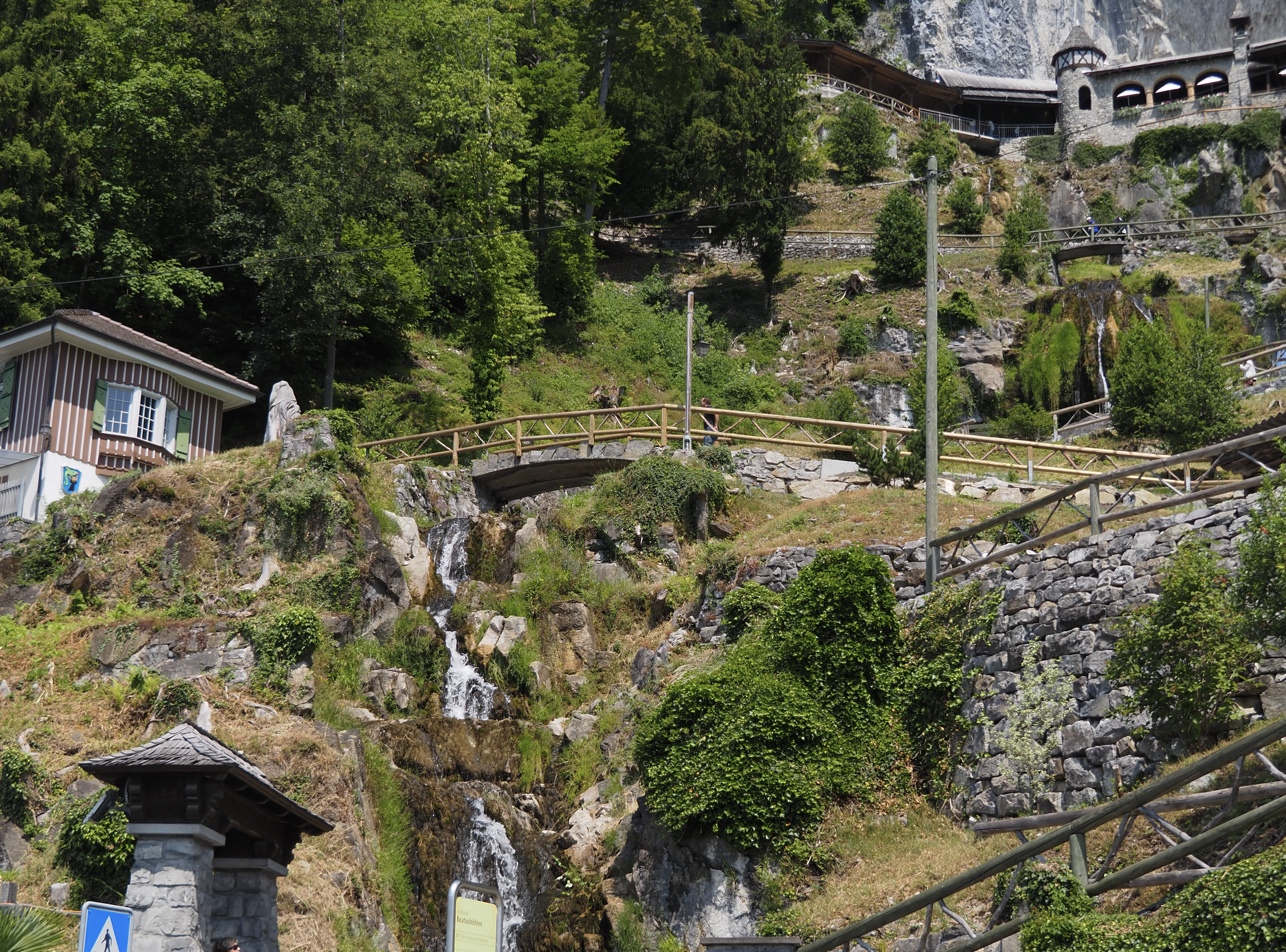
Der Hölibach bei den St. Beatus-Höhlen

- Marchgräbli[A 117] (links), 2,9 km, 0,62 km², , 557,6 m ü. M.
- Wiseligräbli[A 118] (links), 1,0 km, , 557,6 m ü. M.
- Fitzligrabe[A 119]  (rechts), 2,9 km, 0,91 km², , 557,6 m ü. M.
- Hölibach[A 120] (rechts), 0,2 km, , 557,6 m ü. M.
- Eybach (links), 3,2 km, 3,08 km², 1,0 km, , 557,6 m ü. M.
- Chrutbach (rechts), 2,6 km, 1,51 km², , 557,6 m ü. M.
- Spissibach (links), 3,5 km, 2,60 km², , 557,6 m ü. M.
- Tuffbach[10] (links), 1,6 km, 0,87 km², , 557,6 m ü. M.
- Budelbach[A 121] (rechts), 2,3 km, 1,17 km², , 557,6 m ü. M.
- Griesbach (links), 2,7 km, 2,03 km², , 557,6 m ü. M.
- Froumattengräbli[A 122] (links), 0,4 km[5], , 557,6 m ü. M.
- Fritzenbach[A 123] (links), 1,6 km, 1,27 km², , 557,6 m ü. M.
- Gröbelbach (Chrattigbach) (links), 1,9 km, 3,02 km², , 557,6 m ü. M.
- Angerebach[A 124] (links), 1,3 km, 1,1 km², , 557,6 m ü. M.

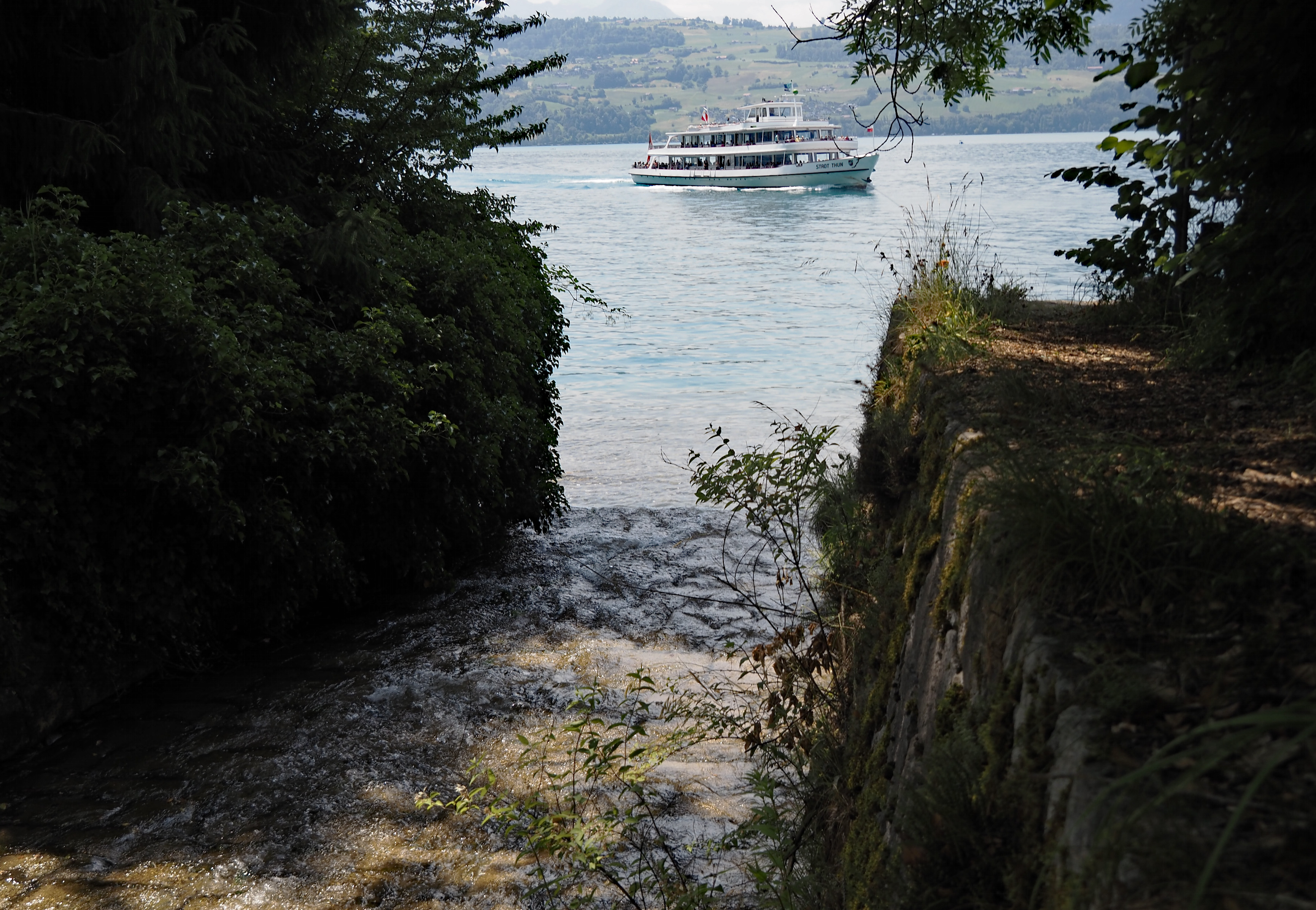
Der Grönbach

- Grönbach (rechts), 8,8 km, 15,29 km², 1,15 m³/s, , 557,6 m ü. M.
- Schüpfgrabe[A 125] (links), 0,3 km, , 557,6 m ü. M.
- Eggegrabe[A 126] (links), 1,7 km, 2,25 km², , 557,6 m ü. M.
- Waldmattligrabe[A 127] (links), 1,4 km, 0,58 km², , 557,6 m ü. M.
- Stillebach (rechts), 1,5 km, 0,97 km², , 557,6 m ü. M.

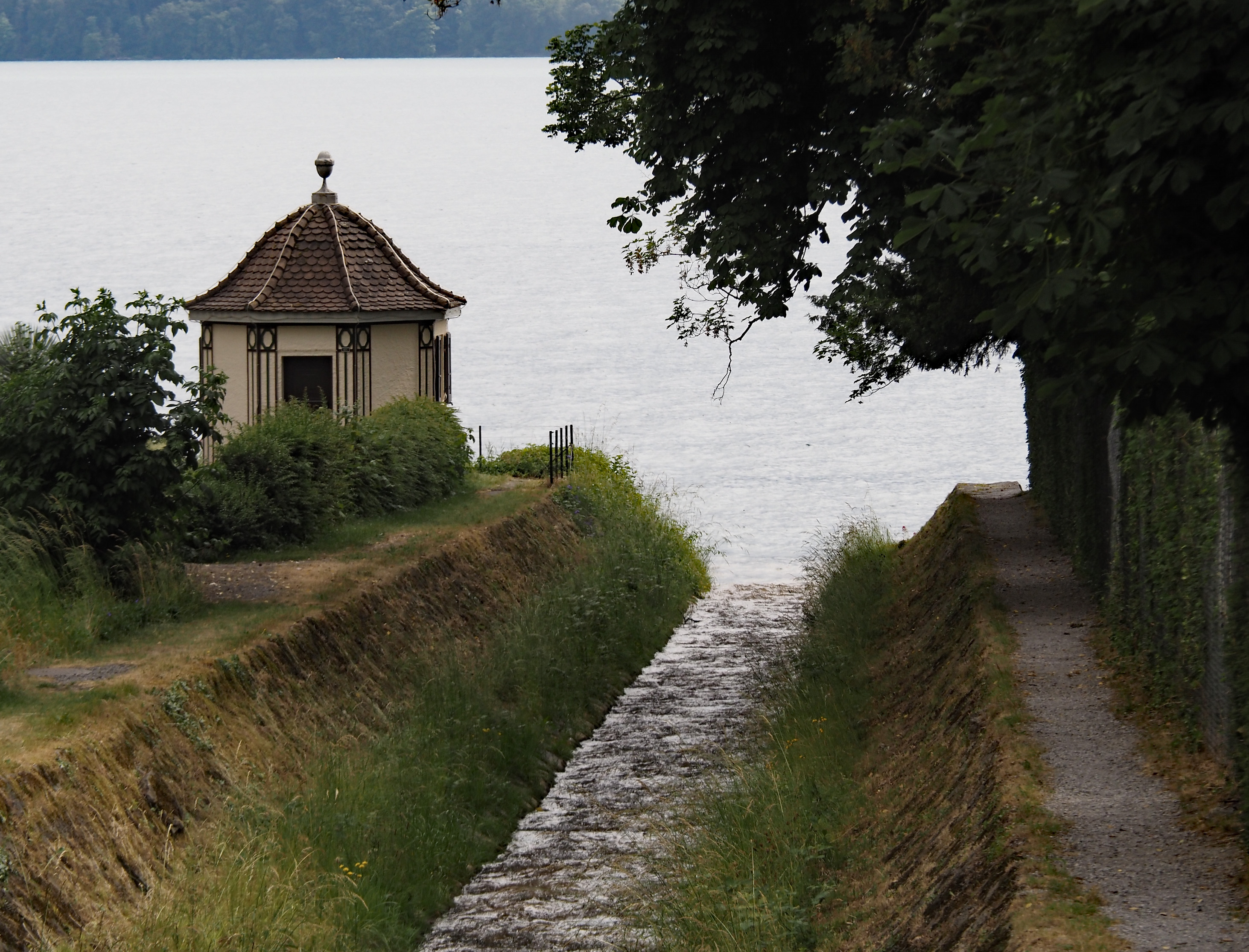
Der Guntebach

- Dorfbach[A 128] (links), 1,7 km, 2,49 km², , 557,6 m ü. M.
- Ralliggräbli[A 129] (rechts), 1,2 km, 1,13 km², , 557,6 m ü. M.
- Stampach (rechts), 2,7 km, 2,08 km², , 557,6 m ü. M.
- Pfannebach[A 130] (Lindegrabe) (rechts), 0,5 km, 0,51 km², , 557,6 m ü. M.
- Guntebach (rechts), 7,2 km, 7,98 km², 0,40 m³/s, , 557,6 m ü. M.
- Eygräbli[A 131] (rechts), 1,6 km, , 557,6 m ü. M.
- Örtlibach (Herzogenacherbach) (rechts), 2,9 km, 2,23 km², , 557,6 m ü. M.
- Sagigrabe[A 132][11] (links), 1,8 km[5], , 557,6 m ü. M.
- Auslass des Kraftwerks Spiez (links, Ableitung aus der Kander und der Simme und vom Stauweiher bei Spiez)[12]
- Eichgräbli[A 133] (rechts), 0,2 km[5], , 557,6 m ü. M.
- Glesibach[A 134] (rechts), 0,7 km, , 557,6 m ü. M.
- Steichänel[A 135] (rechts), 0,9 km, , 557,6 m ü. M.

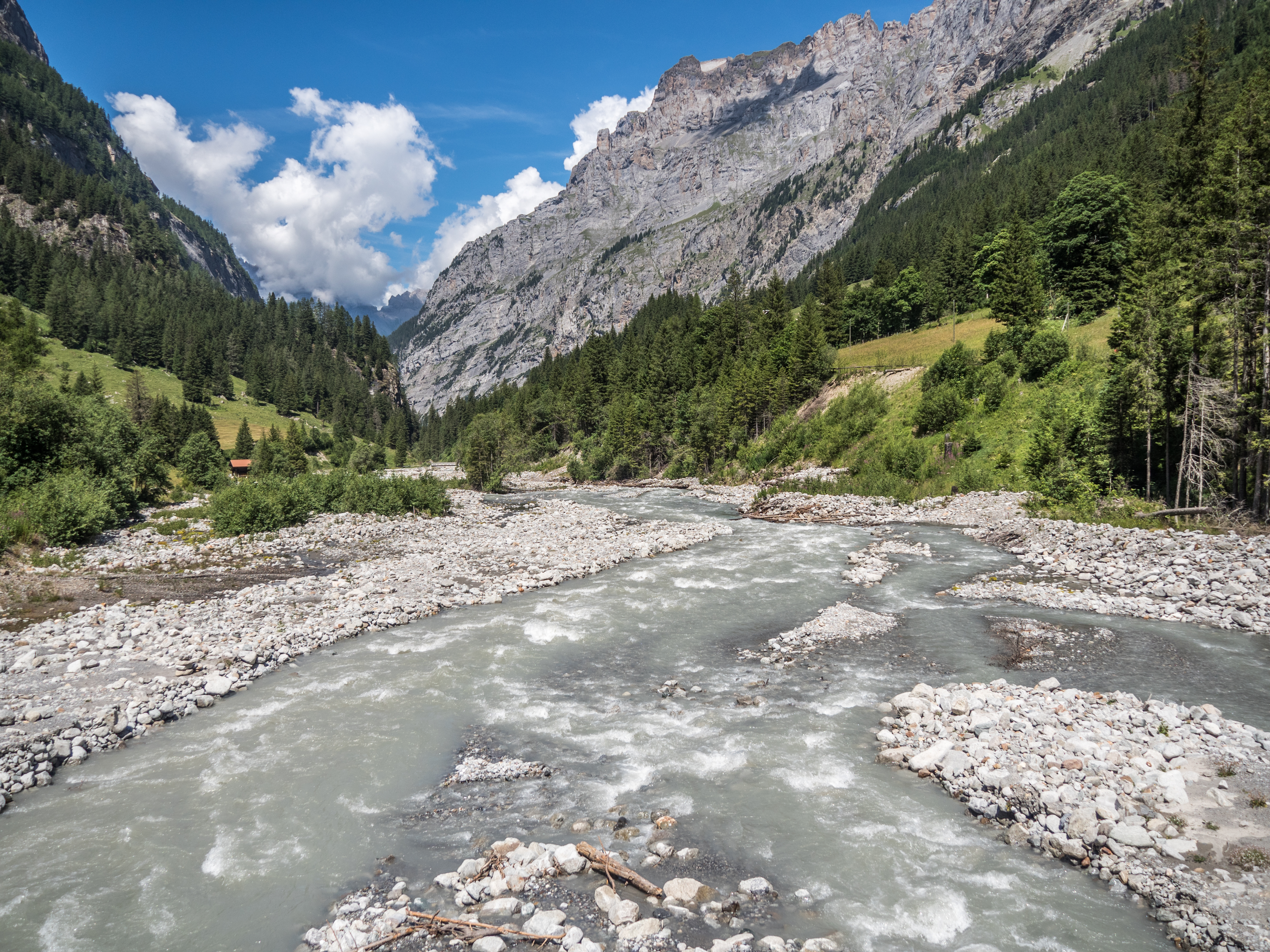
Die Kander
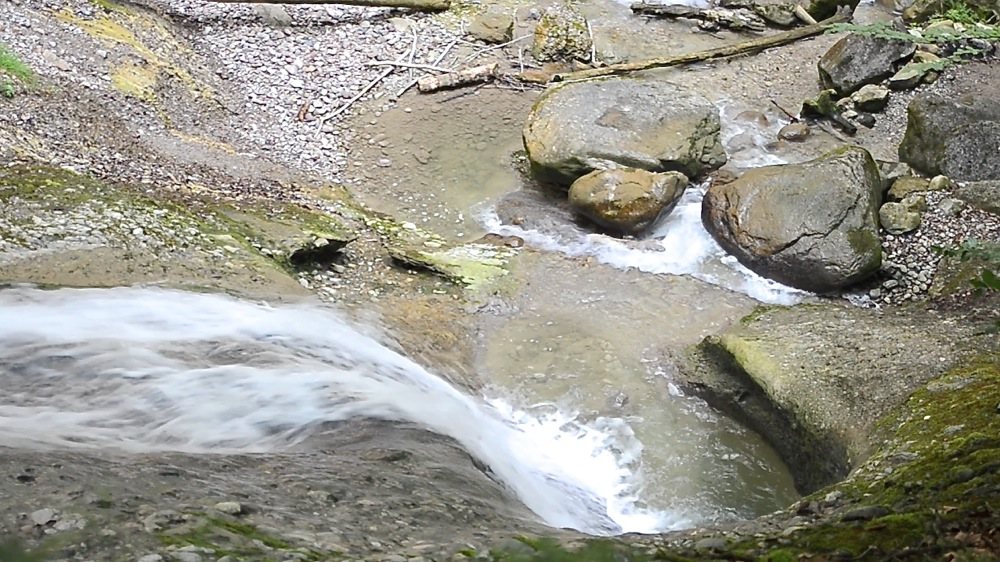
Der Hünibach

- Manebächli (rechts), 1,1 km, , 557,6 m ü. M.
- Riderbach (rechts), 4,6 km, 3,79 km², , 557,6 m ü. M.
- Kander (links), 60,4 km, 1094,15 km², 42,60 m³/s, , 557,6 m ü. M. → Zuflüsse
- Dorfbach (rechts), 2,3 km, 1,27 km², , 557,6 m ü. M.
- Gwattgrabe[A 136]  (links), , 557,6 m ü. M.
- Louelibach (rechts), 1,4 km, , 557,6 m ü. M.
- Eichholzgräbli[A 137] (rechts), 1,0 km[5], , 557,6 m ü. M.
- Hünibach (Seegartenbach) (rechts), 4,5 km, 5,93 km², 0,25 m³/s, , 557,6 m ü. M. → Zuflüsse

### Vom Thunersee bis zum Wohlensee

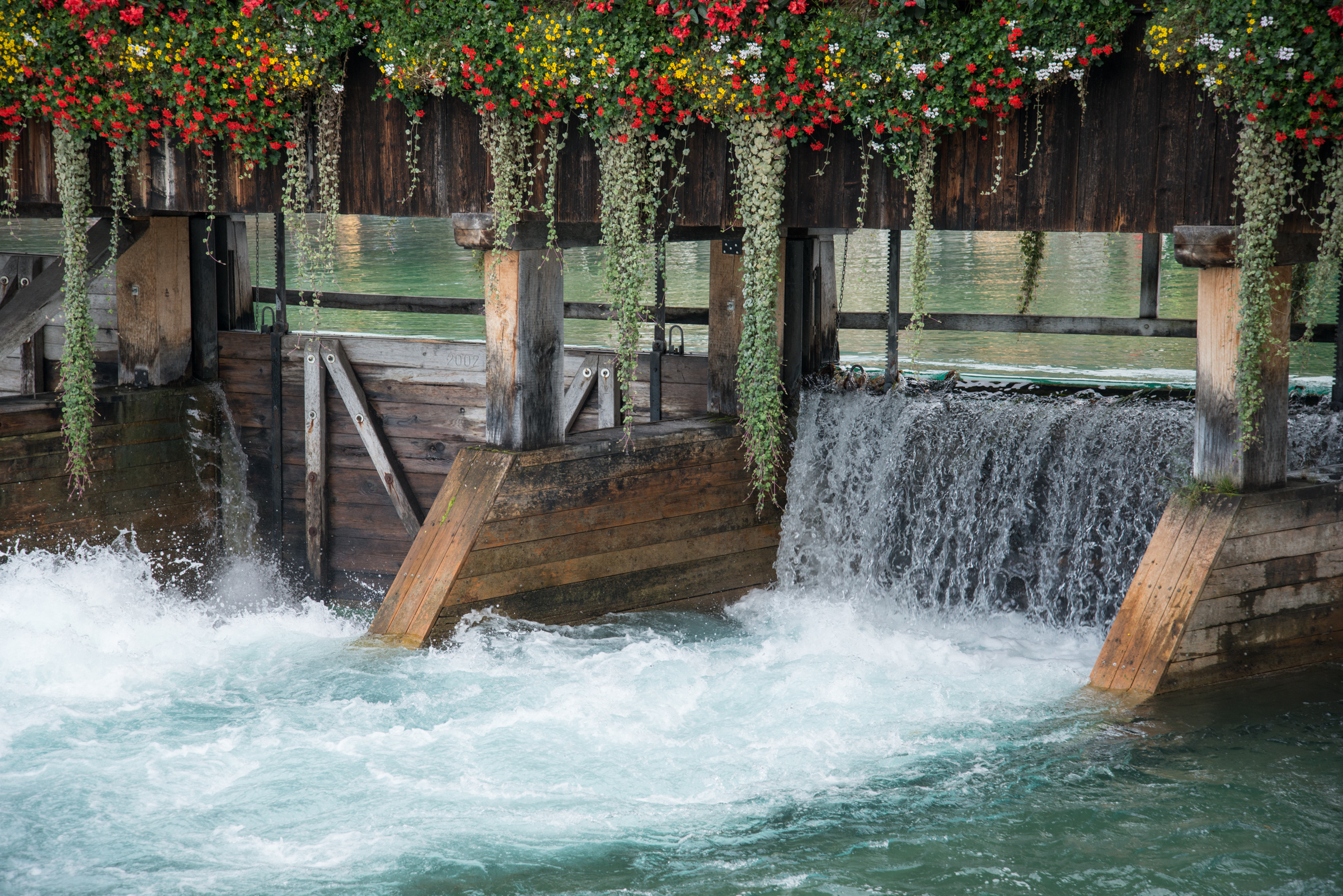
Obere Schleuse oder Scherzligschleuse an der Äusseren Aare in Thun

- → Schifffahrtskanal[13] (links), , 557,6 m ü. M.
- Wartgrabe[A 138] (rechts), 1,0 km[5], , 557,6 m ü. M.
- Göttibach[A 139] (rechts), 1,3 km, , 557,6 m ü. M.
- → Üsseri Aare[13] (linke Abzweigung), , 555,8 m ü. M.[14]
- Schwindbächli[A 140] (rechts), 0,8 km[5], , 557,7 m ü. M.
- Chratzbach[A 141] (rechts), 1,5 km, , 557,6 m ü. M.
- ← Üsseri Aare[15] (links), 1,1 km[5], , 556,2 m ü. M.
- Mülibach[16] (rechts), 2,8 km[5], , 546,8 m ü. M.

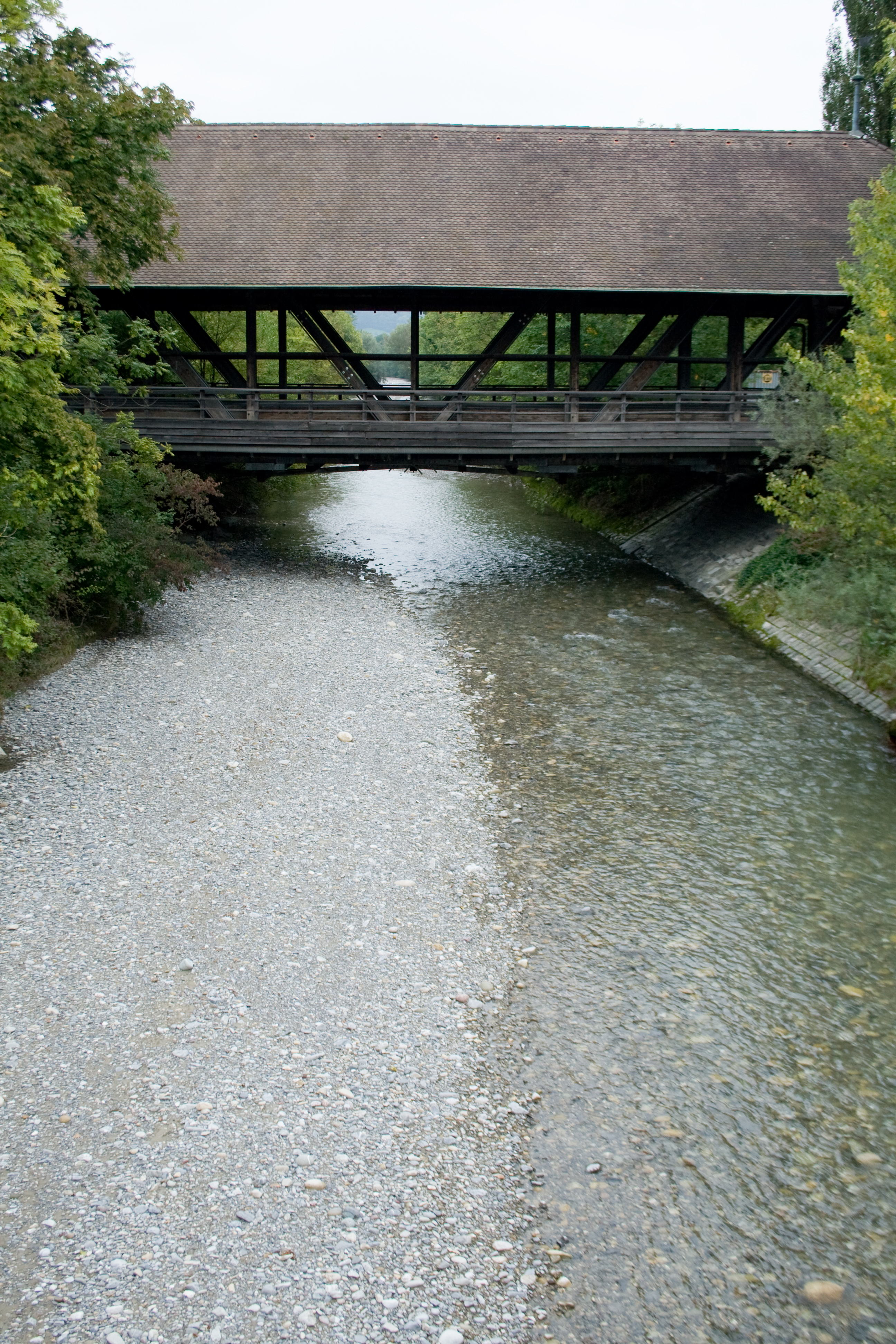
Die Zulg
Der Glütschbach
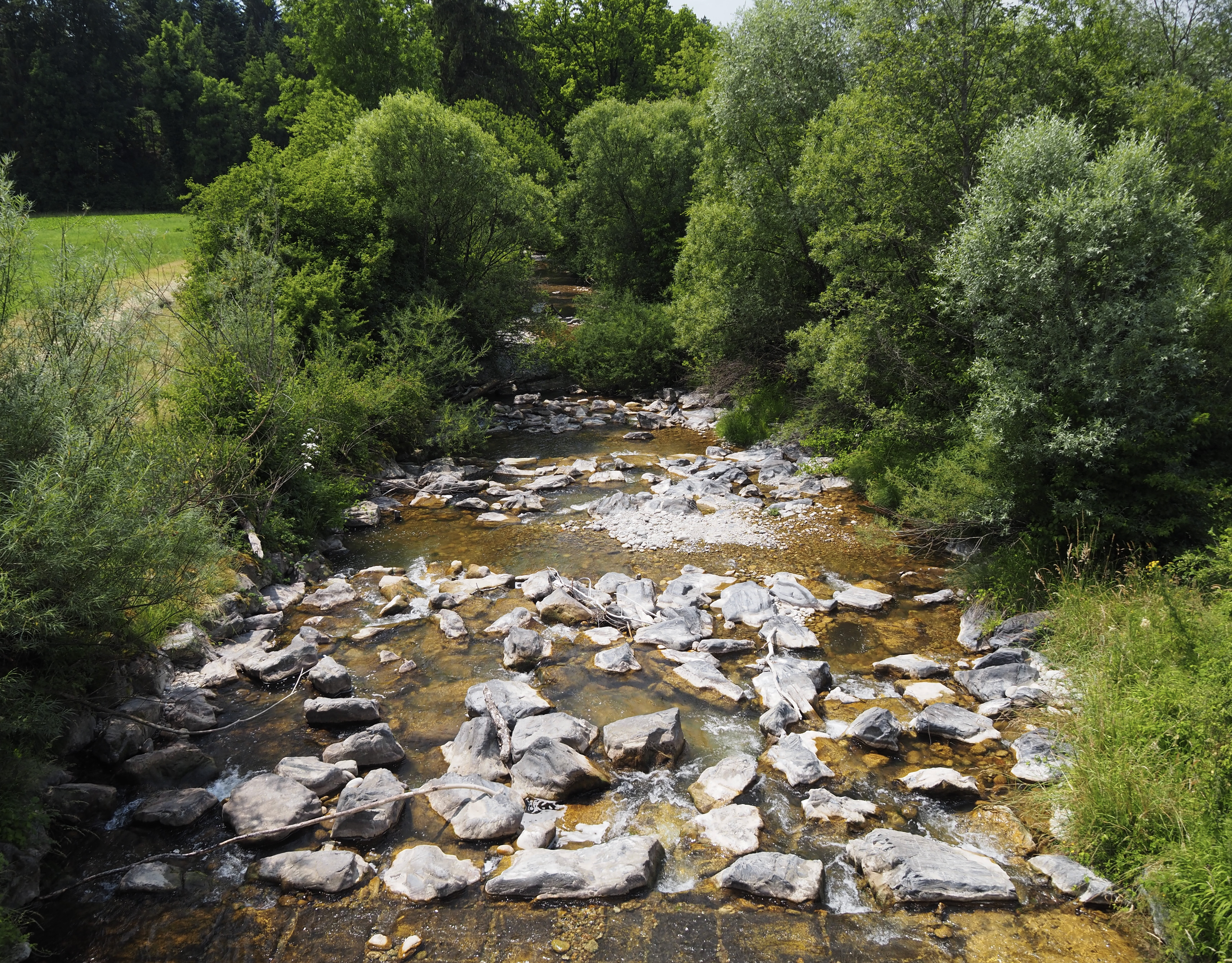
Die Rotache

- Zulg (rechts), 23,4 km, 88,15 km², 2,40 m³/s, , 546,2 m ü. M. → Zuflüsse
- Zelggässligraben[A 142] (rechts), 2,9 km, 2,95 km², , 543,2 m ü. M.
- Chrebsbach[A 143] (rechts), 2,2 km, 3,02 km², , 542 m ü. M.
- Entlastungskanal[A 144] (links), , 537,5 m ü. M.
- Glütschbach (Giesse) (links), 23,9 km, 54,99 km², 1,54 m³/s, , 537,5 m ü. M. → Zuflüsse
- Rotache (rechts), 18,9 km, 37,6 km², 0,70 m³/s, , 535,7 m ü. M.
- Chise (rechts), 21,5 km, 71,18 km², 2,10 m³/s, , 533,6 m ü. M. → Zuflüsse
- Gestelegraben[A 145] (links), 0,5 km[5], , 529,5 m ü. M.
- Wartholzgrabe[A 146] (links), 0,3 km[5], , 528 m ü. M.
- Fargrabe[A 147] (links), 0,2 km[5], , 527 m ü. M.
- Neumattgrabe[A 148] (links), 0,5 km[5], , 523,9 m ü. M.
- Wintergrabe[A 149] (links), 0,7 km, , 522,8 m ü. M.
- Rohrgrabe[A 150] (links), 0,3 km, , 522,4 m ü. M.
- Schützefargrabe[A 151] (links), 0,3 km, , 521,6 m ü. M.
- Cheergrabe[A 152] (links), 1,7 km, 1,84 km², , 521,4 m ü. M.

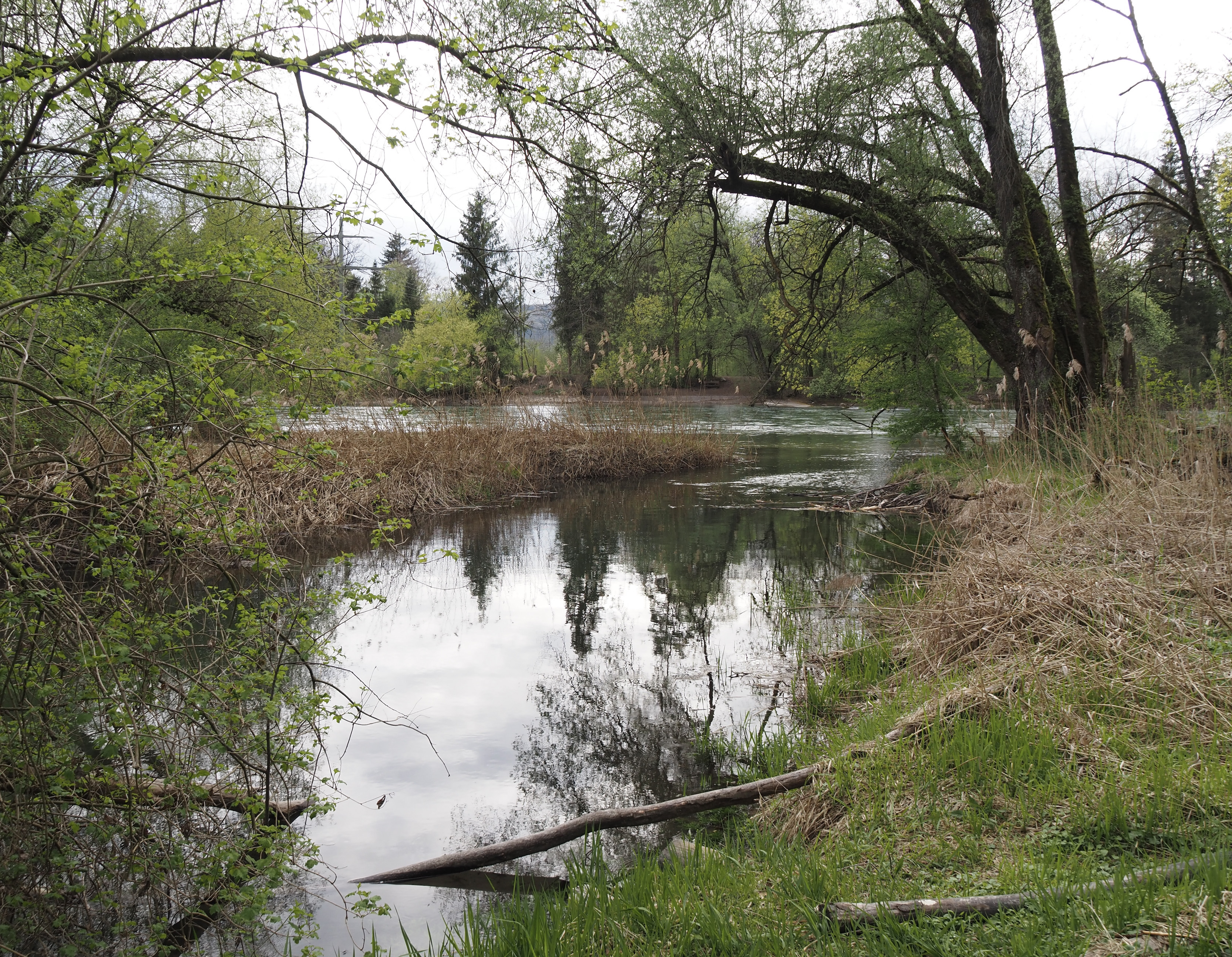
Mündung der Giesse in die Aare
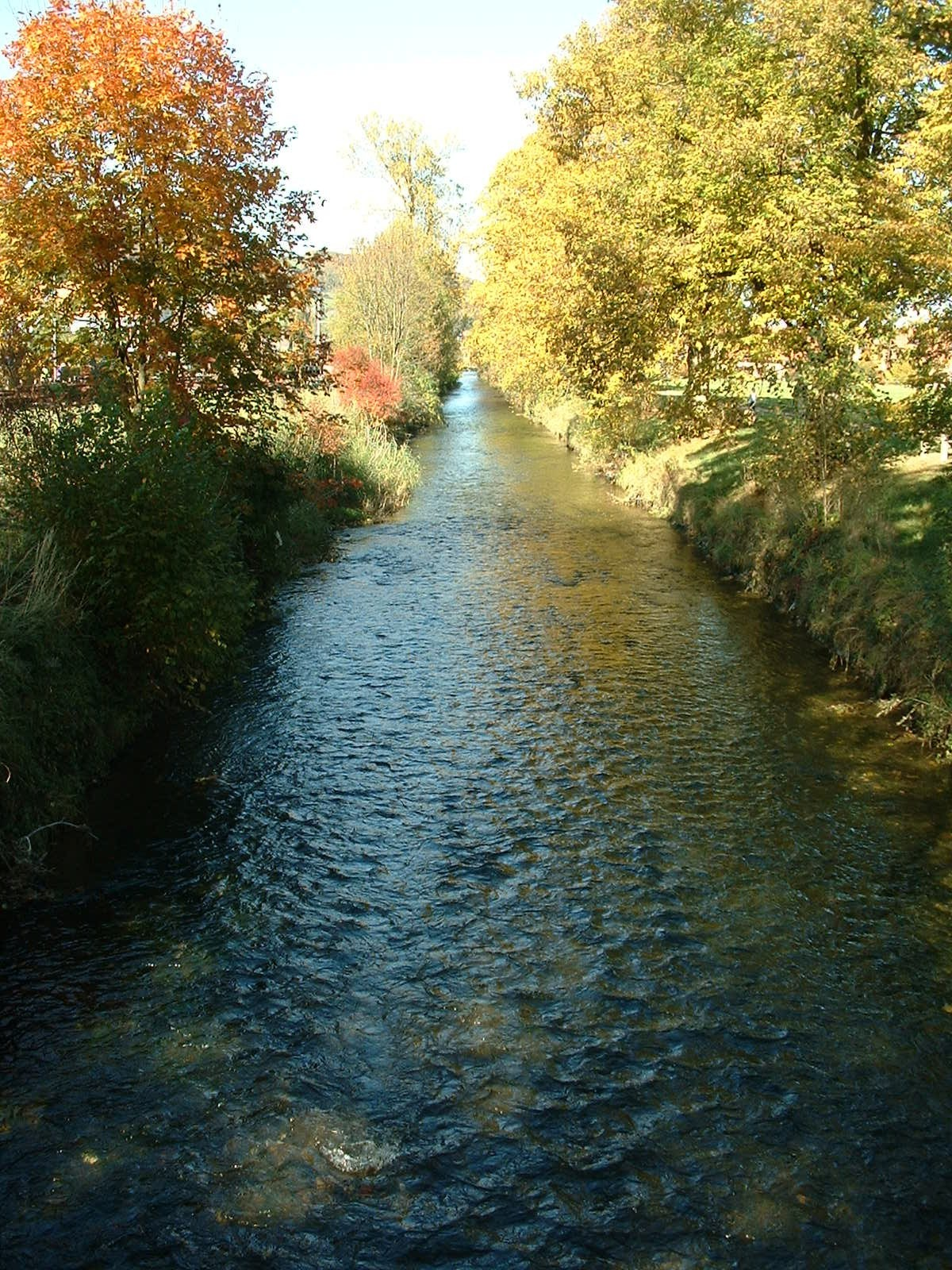
Die Gürbe
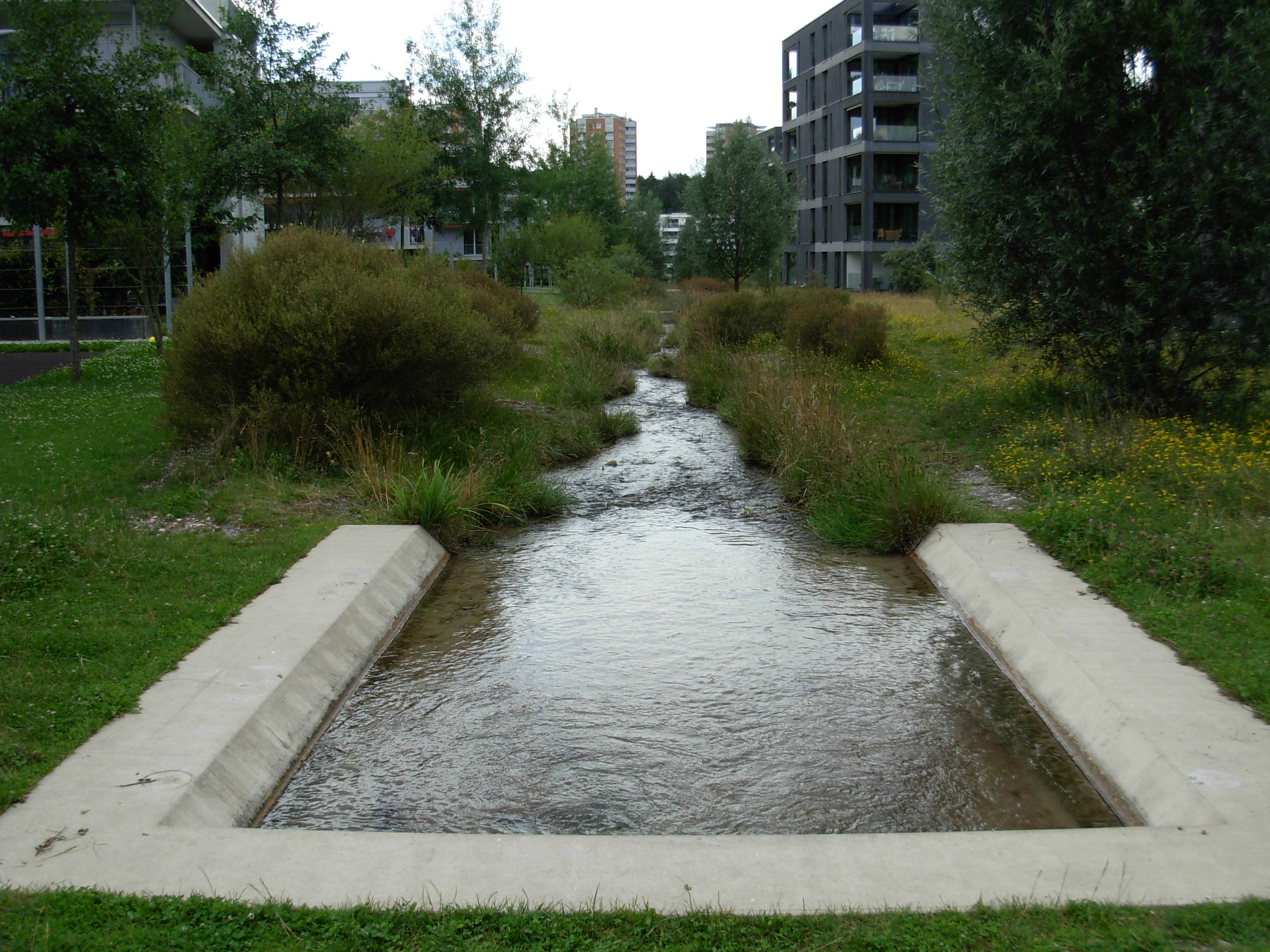
Der Sulgenbach
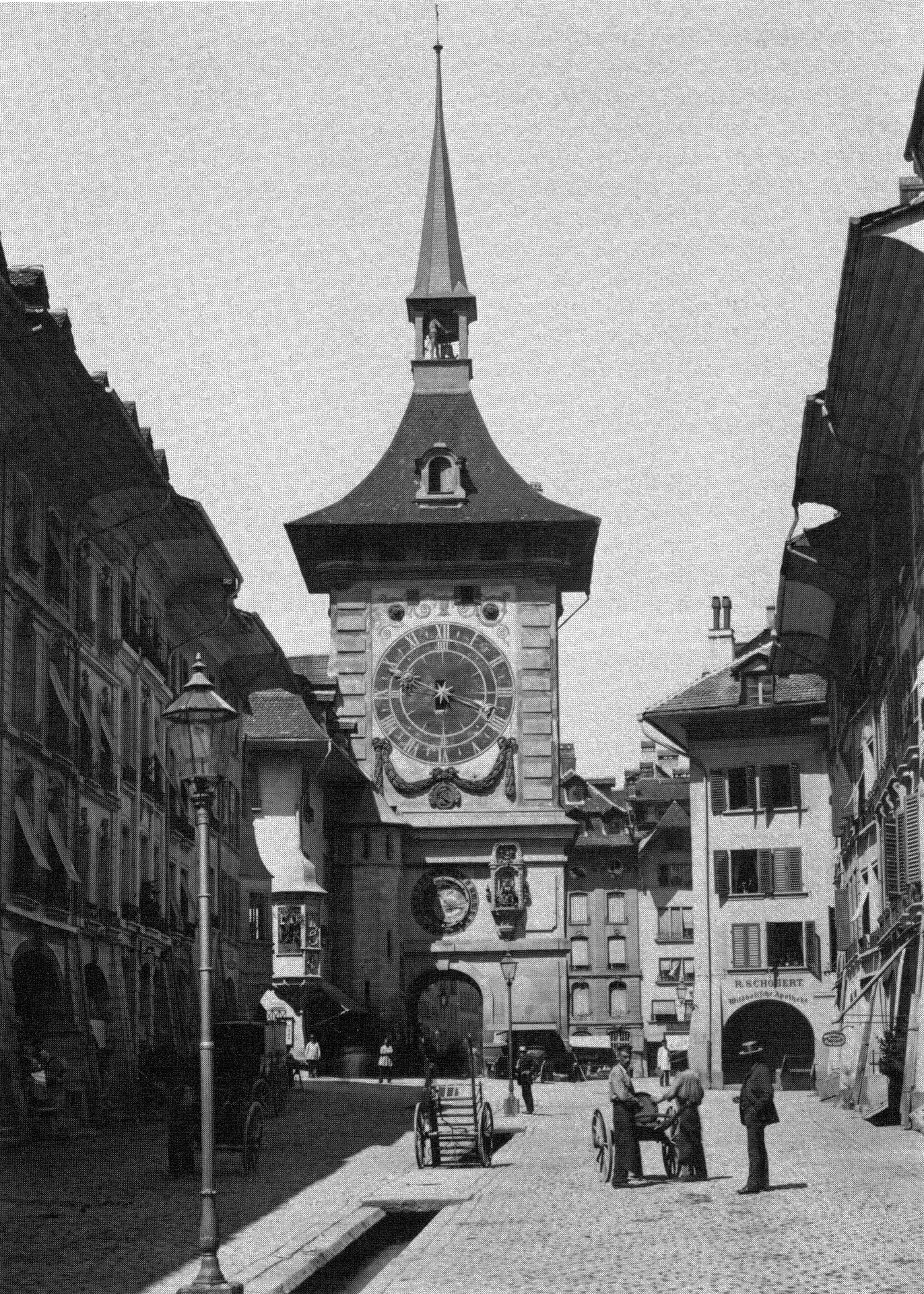
Der Stadtbach vor der Zytglogge in Bern

Die Worble
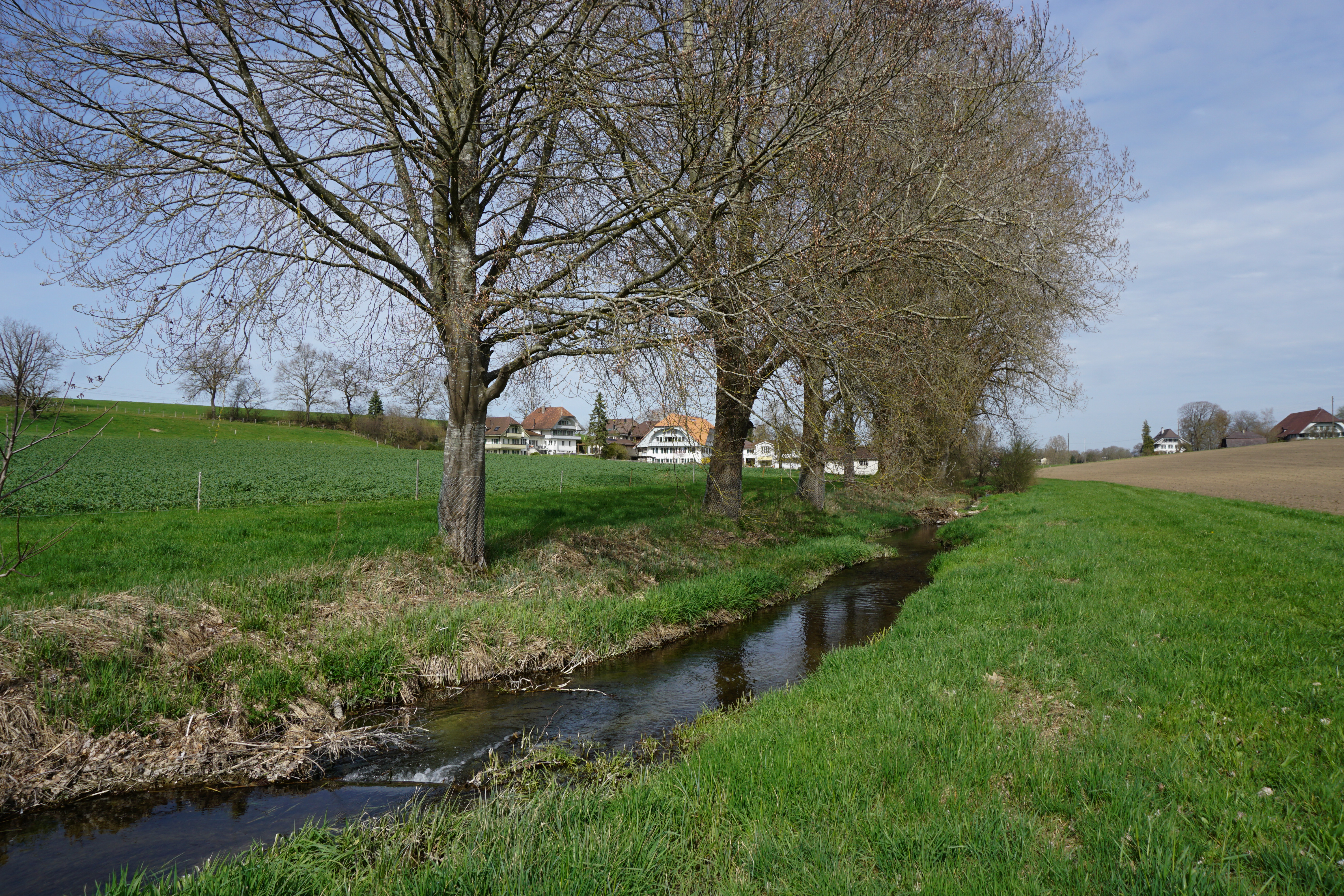
Der Chräbsbach
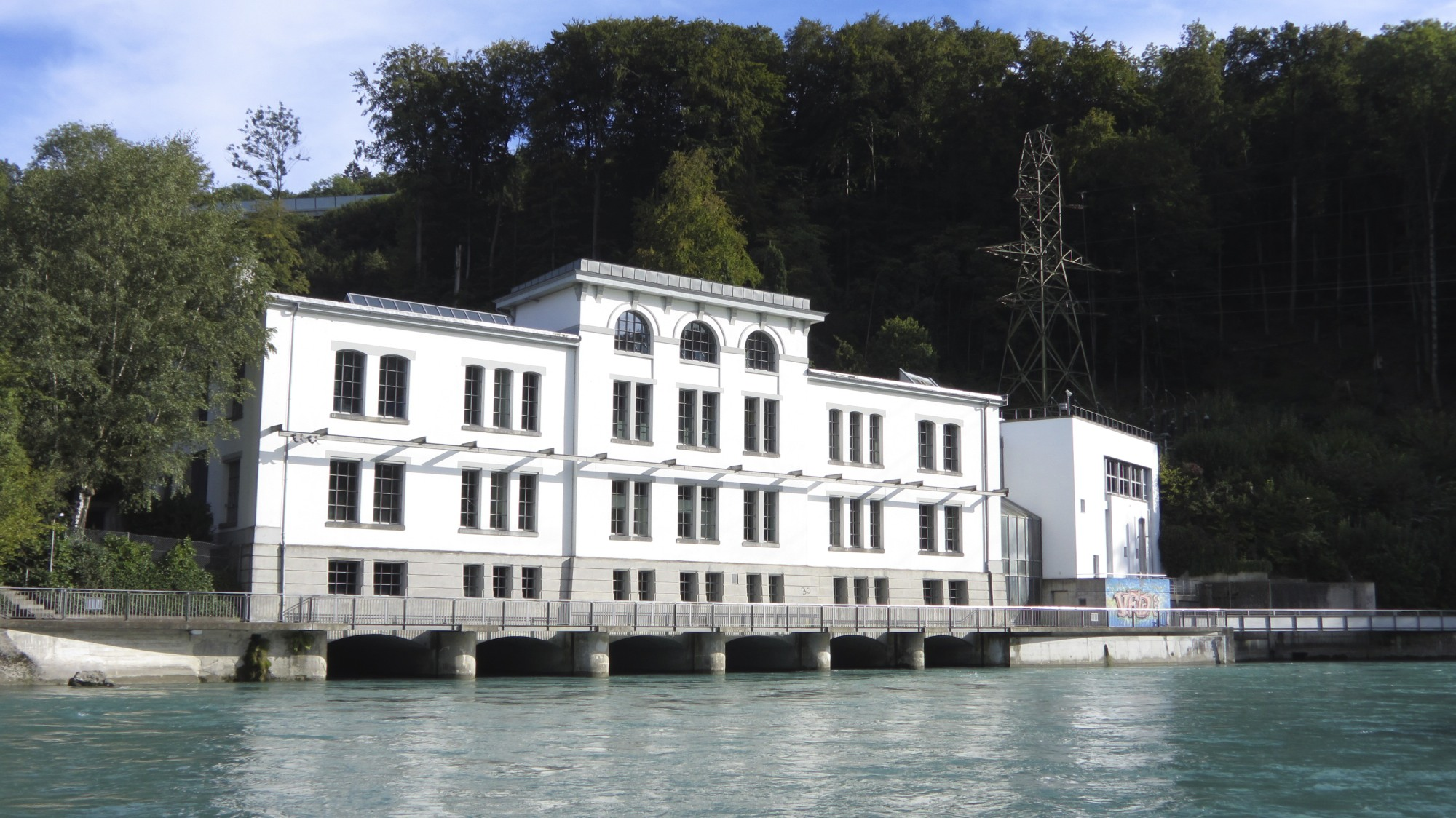
Kraftwerk Felsenau

- Giesse (rechts), 12,7 km, 45,41 km², 1,10 m³/s, , 513,5 m ü. M.
- Märchligebach[A 153]  (rechts), 1,0 km, , 509,9 m ü. M.
- Gürbe (links), 29,6 km, 143,05 km², 3,08 m³/s, , 504,8 m ü. M. → Zuflüsse
- Giesse Elfenau[A 154] (rechts), 2,6 km, , 503,8 m ü. M.
- → Dalmazibach[17] (rechts), , 502,3 m ü. M.
- ← Dalmazibach[A 155] (rechts), 1,0 km[5], , 501 m ü. M.
- Sulgebach[A 156] (links), 10,1 km, , 501,5 m ü. M. → Zuflüsse
- Stadtbach von Bern, im 13. Jahrhundert durch die neu gegründete Stadt geleitet → Zuflüsse
- → Mattenbach[13] (links), , 500,7 m ü. M.
- ← Mattenbach[A 157] (links), 0,3 km[5], , 497,2 m ü. M.
- → Verbindungsstollen Kraftwerk Felsenau[13] (links), , 496,6 m ü. M.
- Worble (rechts), 12,2 km, 69,78 km², 1,70 m³/s, , 489 m ü. M.
- Steinibach (rechts), 2,3 km, 2,16 km², , 487,4 m ü. M.
- Chräbsbach (rechts), 7,2 km, 21,37 km², 0,44 m³/s, , 486,1 m ü. M. → Zuflüsse
- ← Verbindungsstollen Kraftwerk Felsenau (links), 0,6 km[5], ,  481,9 m ü. M.
- Herreschwandebach[A 158] (rechts), 0,9 km[5], , 483,3 m ü. M.

### Wohlensee

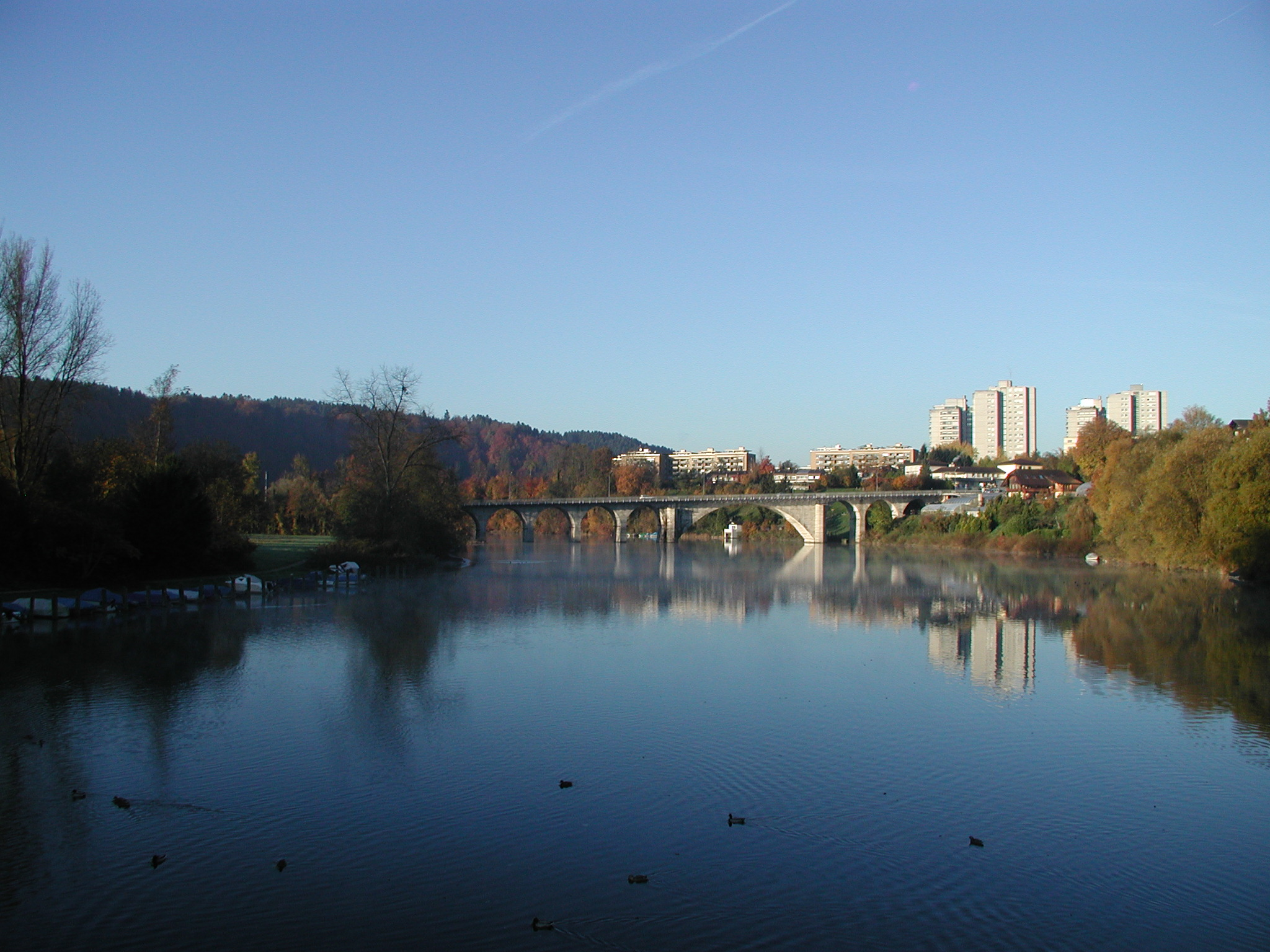
Der Wohlensee

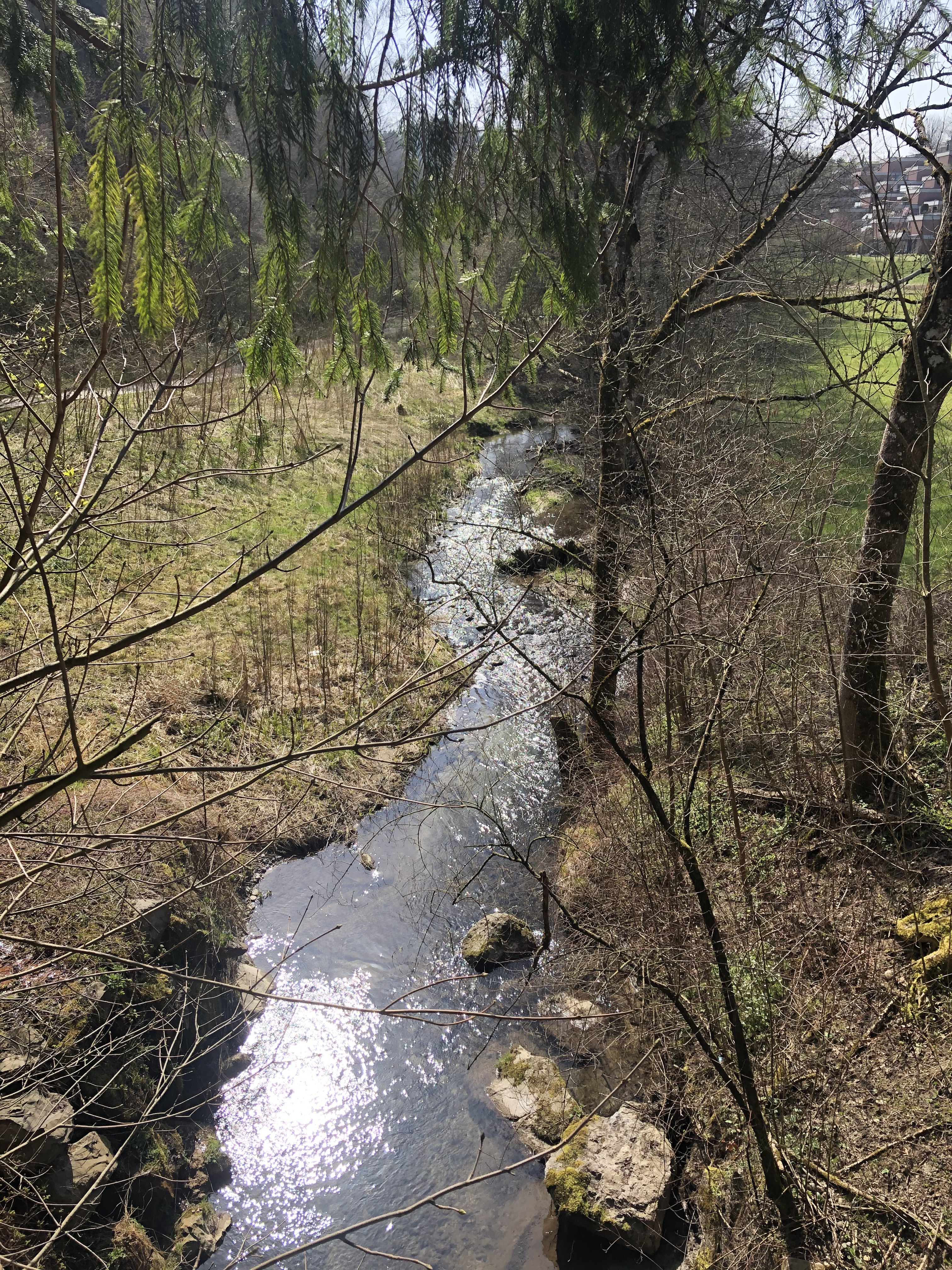
Der Gäbelbach

(Die Reihenfolge der Zuflüsse orientiert sich an der fiktiven Seeachse)
- Drakaugrabe[A 159] (links), 1,4 km, 0,81 km², , 480,9 m ü. M.
- Glasbach (rechts), 2,4 km, 2,26 km², 1,4 km, 0,81 km², , 480,9 m ü. M.
- Glasgrabe[A 160] (links), 0,9 km, 2,70 km², , 480,9 m ü. M.
- Wisebächli[A 161] (rechts), 0,3 km, , 480,9 m ü. M.
- Höhlbach[A 162] (rechts), 0,2 km, , 480,9 m ü. M.
- Bodemattbach[A 163] (rechts), 0,2 km, , 480,9 m ü. M.
- Schlossmattbach[A 164] (rechts), 0,4 km, , 480,9 m ü. M.
- Haslibach[A 165] (links), 1,6 km, 0,76 km², , 480,9 m ü. M.
- Burggrabebach[A 166] (rechts), 3,5 km, 3,1 km², , 480,9 m ü. M.
- Gäbelbach (links), 9,8 km, 25,68 km², 0,47 m³/s, , 480,9 m ü. M. → Zuflüsse
- Eichelackergraben[18]  (links), 0,6 km, , 480,9 m ü. M.
- Schufelgrabe[A 167] (Wohlengraben) (rechts), 1,6 km, 1,20 km², , 480,9 m ü. M.
- Mülibach (rechts), 5,4 km, 7,94 km², 1,16 m³/s, , 480,9 m ü. M.
- Fuchshalebach[A 168] (rechts), 1,0 km, , 480,9 m ü. M.
- Hofewaldbach[A 169] (rechts), 0,5 km, , 480,9 m ü. M.
- Spachweidbach[A 170] (rechts), 1,4 km, 1,67 km², , 480,9 m ü. M.
- Teuftalbach[A 171] (links), 0,2 km, 1,59 km², , 480,9 m ü. M.
- Chrummacher(bach)[A 172]  (links), 0,3 km, , 480,9 m ü. M.
- Obereibächli[A 173]  (links), 0,2 km, , 480,9 m ü. M.
- Jurtewaldbach[A 174] (rechts), 0,3 km[5], , 480,9 m ü. M.
- Heugräbe[A 175] (rechts), 1,2 km, 1,53 km², , 480,9 m ü. M.
- Chrummeriedbach[A 176] (rechts), 0,4 km, , 480,9 m ü. M.
- Leubach  (rechts), 5,2 km, 7,96 km², 0,14 m³/s, , 480,9 m ü. M.
- Fluebach[A 177]  (links), 0,3 km, , 480,9 m ü. M.
- Fluebach[A 178] (links), 0,2 km, , 480,9 m ü. M.
- Fluebach[A 179] [sic!] (links), 0,2 km, , 480,9 m ü. M.
- Fluebach[A 180] [sic!]  (links), 0,1 km, , 480,9 m ü. M.

### Vom Wohlensee bis zum Bielersee

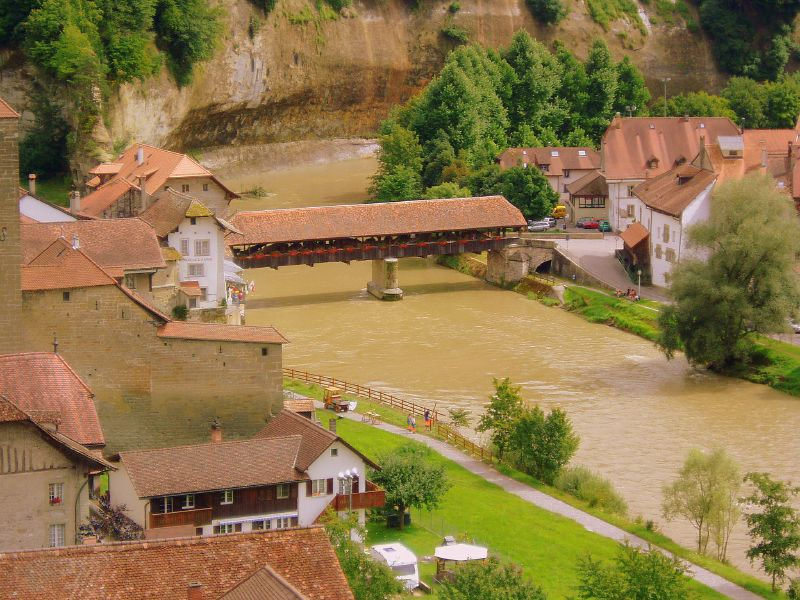
Die Saane

- Gummebach[A 181] (rechts), 0,2 km, , 461,4 m ü. M.
- Fuchseriedbach[A 182] (links), 1,0 km[5], , 461,4 m ü. M.
- Dräjersriedbach[A 183] (rechts), 0,8 km, , 461,4 m ü. M.
- Steiriselbach[A 184] (rechts), 0,7 km, , 461,3 m ü. M.
- Rain[A 185] (links), 0,5 km, , 461,3 m ü. M.
- Brünnerain[A 186] (links), 0,3 km, , 461,2 m ü. M.
- Rewagbächli[A 187] (links), 0,3 km, , 461,2 m ü. M.

- Isleregrabe[A 188] (rechts), 0,6 km, , 461,1 m ü. M.
- Saane (links), 125,9 km, 1.892,86 km², 53,3[19], , 461,1 m ü. M. → Zuflüsse
- Kesselgraben[A 189][20] (rechts), 1,9 km, 1,52 km², , 461,1 m ü. M.
- Giesse-Kanal, um 1960 als Drainagekanal in der Haselau, der Wilerau und dem Naturschutzgebiet Oltigenmatt, einer Auenlandschaft von nationaler Bedeutung, gebaut[A 190][20] (links), 3,4 km, 2,20 km², , 461,1 m ü. M.
- Gummeligrabe[A 191][20] (links), 0,2 km[5], , 461,1 m ü. M.
- Halegrabe[A 192][20] (links), 0,5 km[5], , 461,1 m ü. M.
- Chästelgrabe[A 193][21][20] (rechts), 0,6 km, 0,56 km², , 461,1 m ü. M.
- Haslibach[20] (Ägelseegraben) (links), 3,7 km, 2,88 km², , 461,1 m ü. M.
- → Unterirdische Zuleitung zum Kraftwerk Kallnach (oberhalb des Wasserkraftwerks Niederried-Radelfingen)[22]
- St. Vrene-Kanal[A 194] (rechts), 2,4 km[5], , 451,8 m ü. M.
- → Fischpass (beim Kraftwerk Niederried-Radelfingen)
- Steiggrabe[A 195] (rechts), 0,8 km[5], , 451,8 m ü. M.
- Gouchet[A 196] (rechts), 0,4 km, , 451,2 m ü. M.
- Sandgrabe[A 197]  (rechts), 0,4 km[5], , 451,2 m ü. M.
- Salzbach (rechts), 3,4 km, 3,08 km², , 451,2 m ü. M.
- Mööslibach[A 198] (links), 2,7 km[5], 2,71 km², , 451,2 m ü. M.
- Büünebächli[A 199] (rechts), 0,3 km[5], , 451,1 m ü. M.
- Mülibach (rechts), 5,1 km, 6,62 km², 0,12 m³/s, , 451,1 m ü. M.

Ausmündungsbauwerk der alten Aare
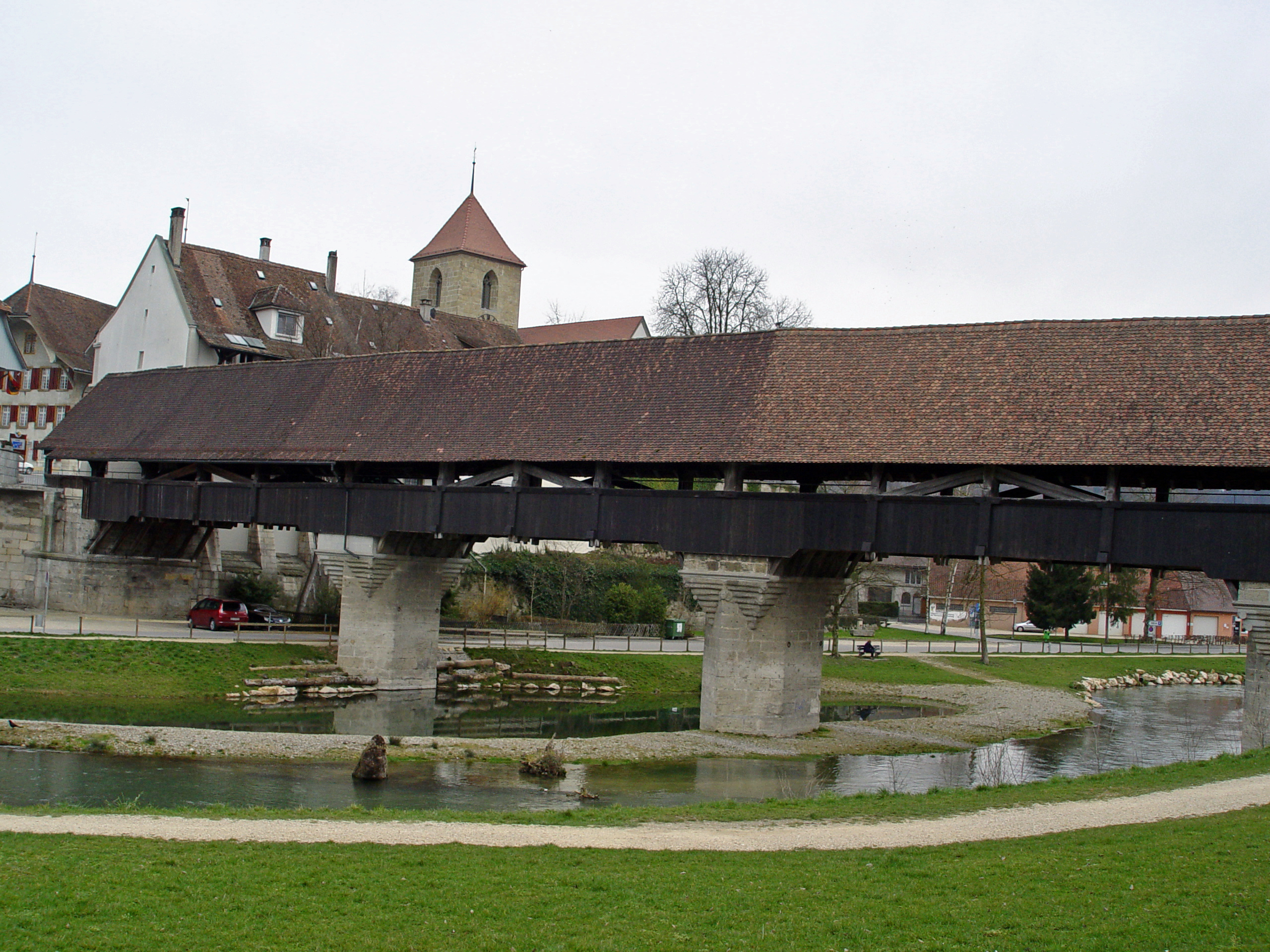
Die Alte Aare bei Aarberg
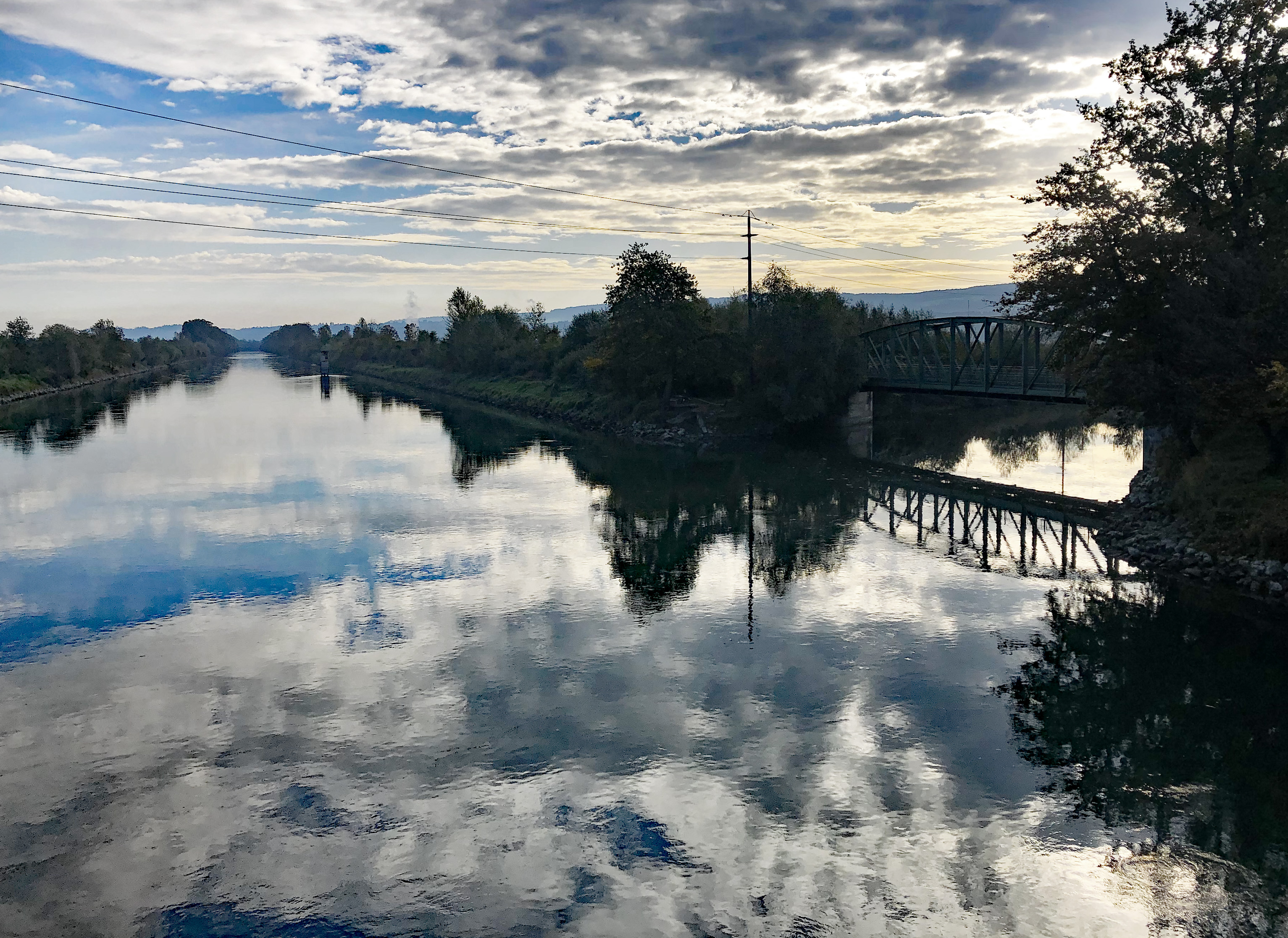
Mündung des Unterwasserkanals des Kraftwerks Kallnach (rechts)

- → Alte Aare[23]  (rechts), , 451,1 m ü. M.  → Zuflüsse
- → Fischpass[A 200] (beim Kraftwerk Aarberg)[13] (links), , 451,1 m ü. M.
- ← Fischpass[24] (links), 0,3 km[5], , 439,9 m ü. M.
- Unterwasserkanal (vom Kraftwerk Kallnach)[24] (links), 3,3 km, , 438,1 m ü. M.
- Brönngrabe[A 201][24][25] (links), , 437,4 m ü. M.
- → Unterwasser-Kanal[A 202][26] (beim Kraftwerk Hagneck), , 437,6 m ü. M.
- → Fischpass Kraftwerk Hagneck

### Bielersee

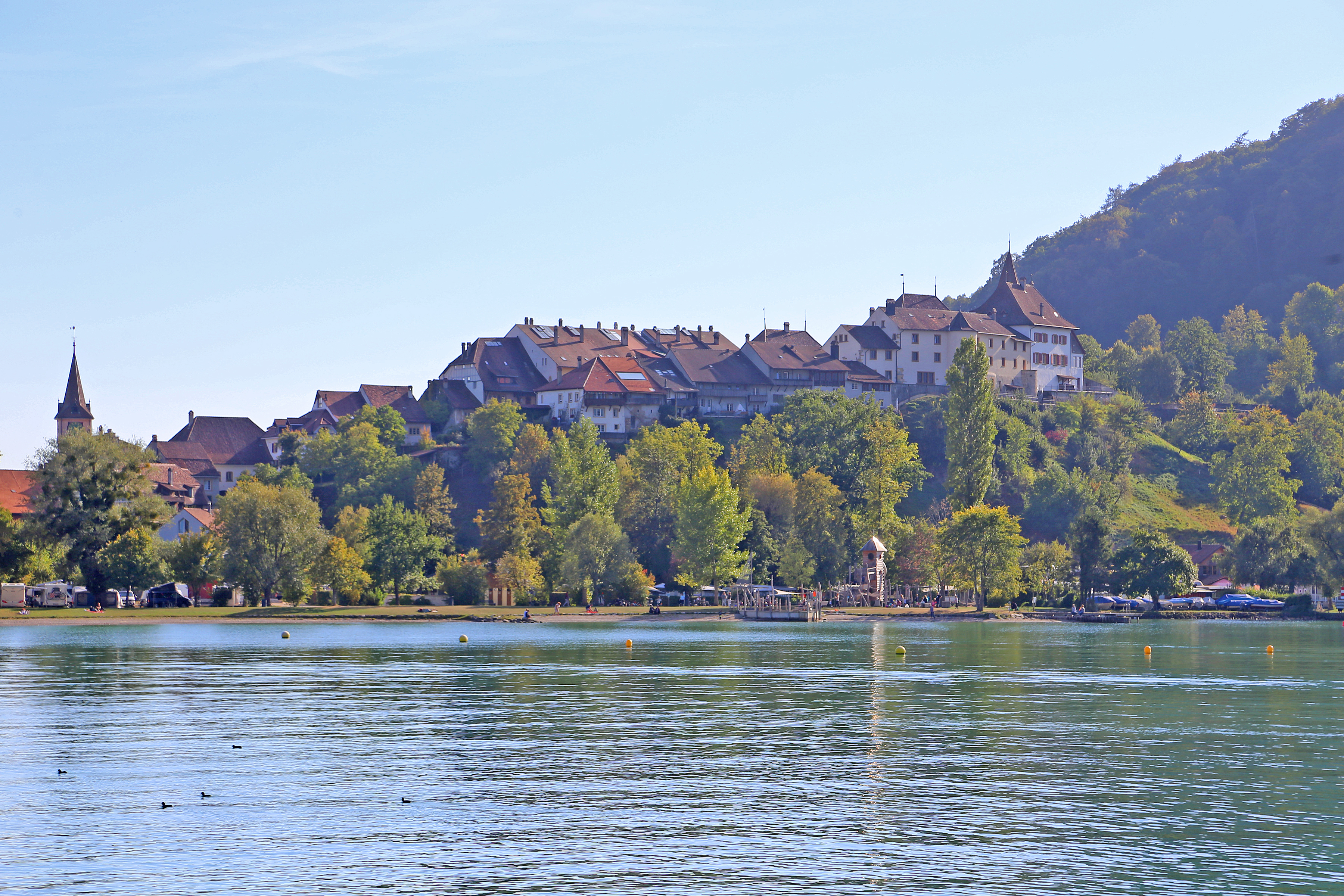
Der Bielersee

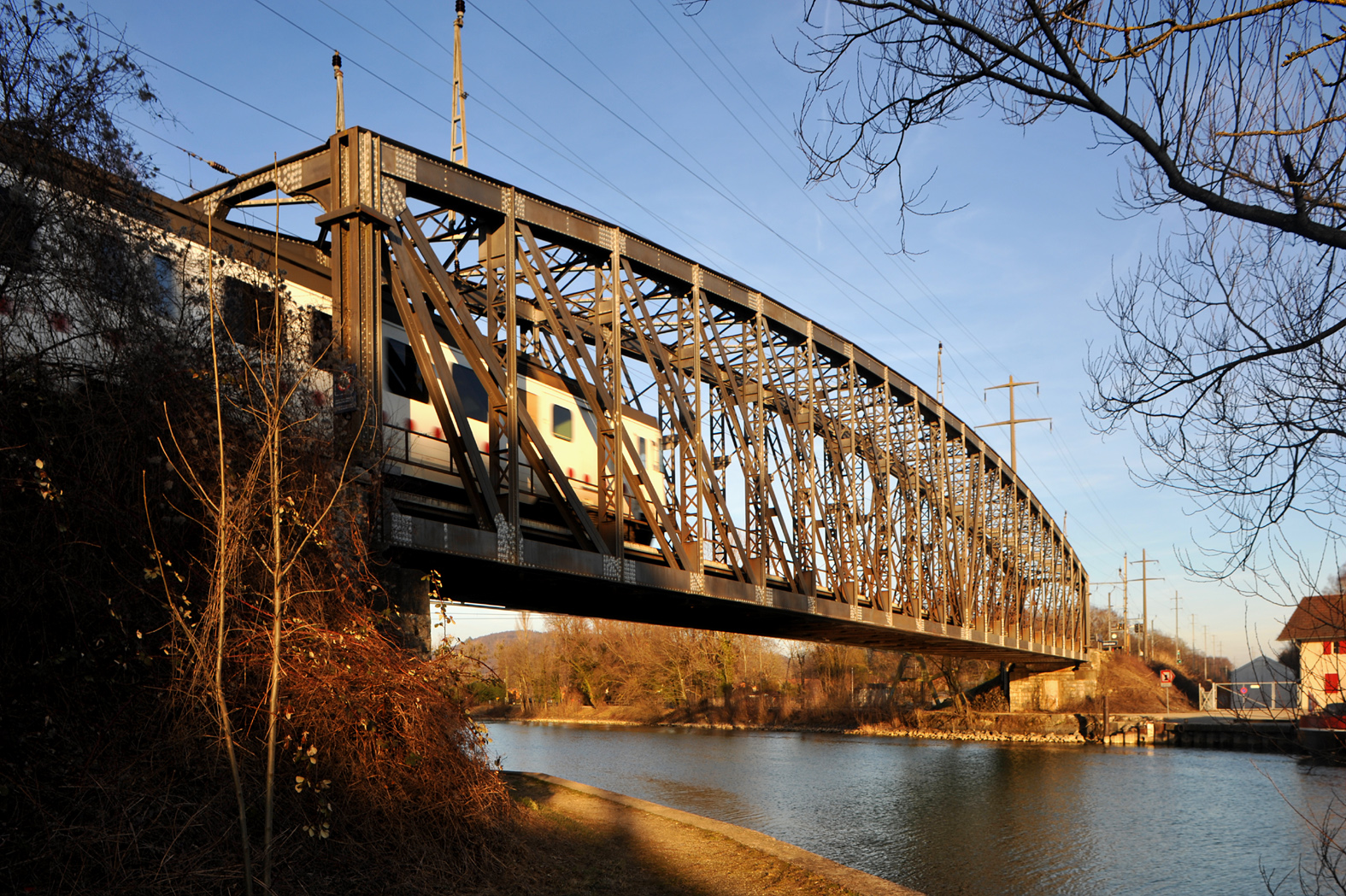
Der Zihlkanal

(Die Reihenfolge der Zuflüsse orientiert sich an der fiktiven Seeachse)

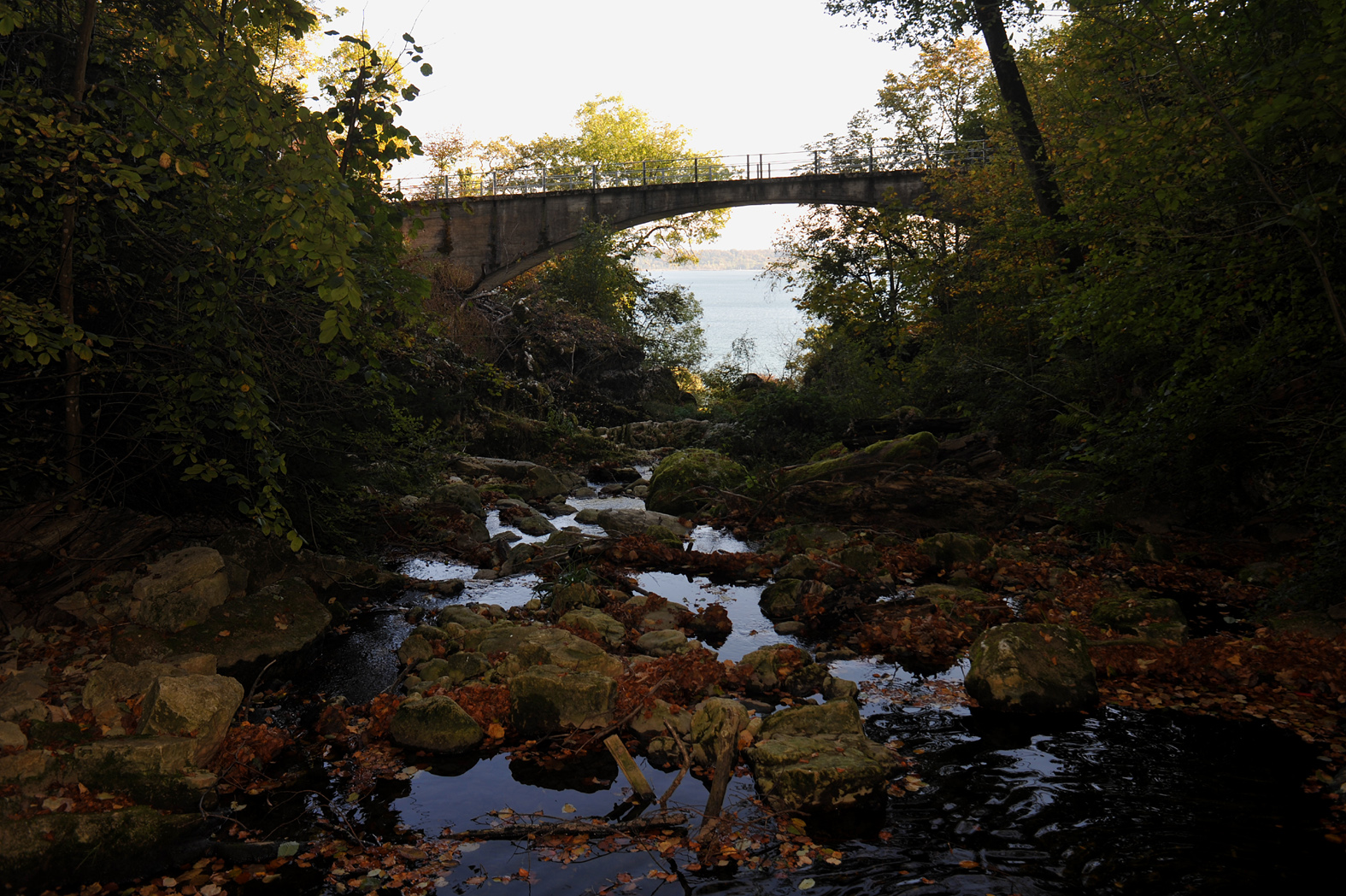
Der Twannbach
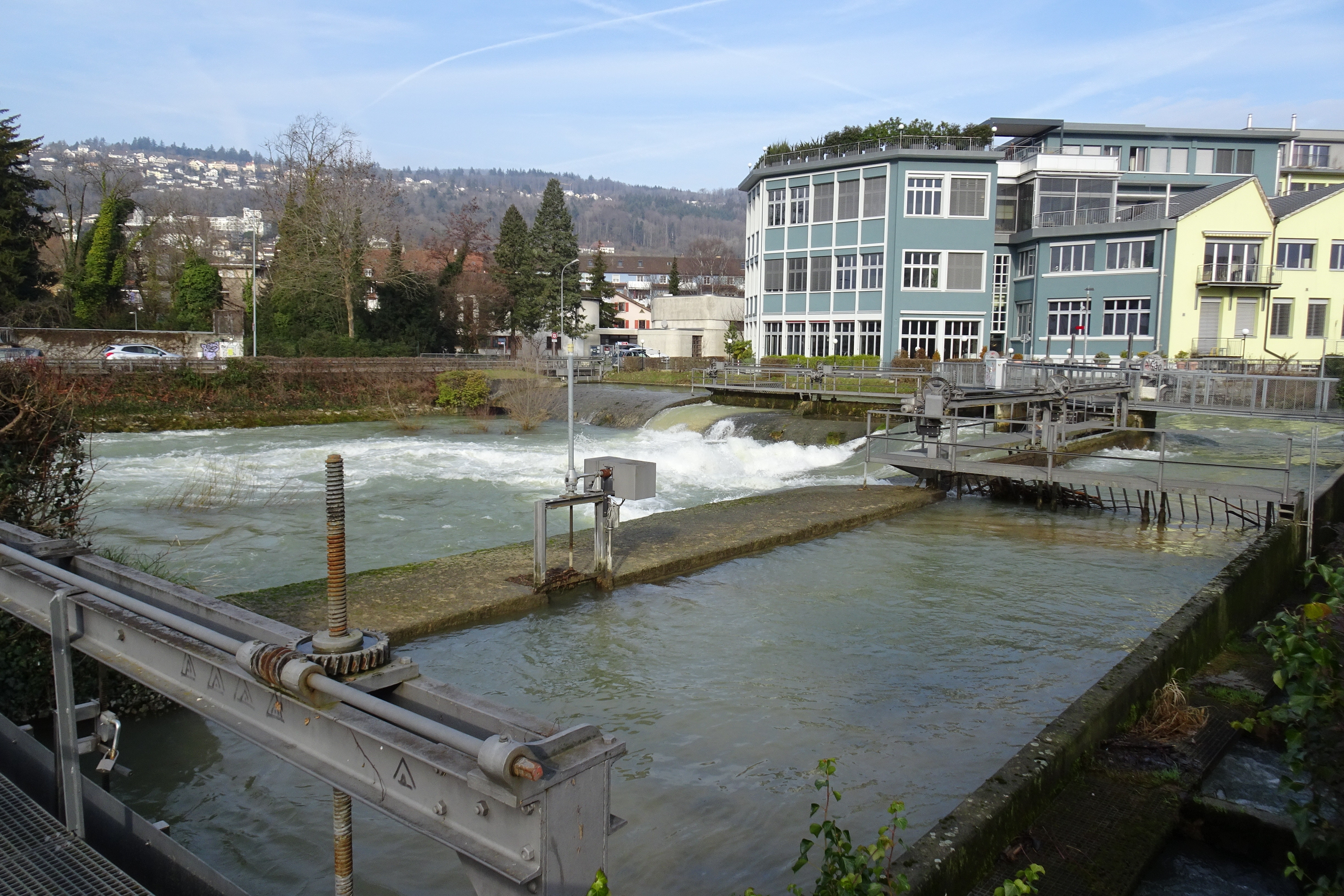
Die Schüss

- Zihlkanal[27]  (links),  , 429,3 m ü. M. → Zuflüsse
- ← Unterwasser-Kanal (beim Kraftwerk Hagneck), 0,7 km[5], , 429,3 m ü. M.
- Tuneluslouf[A 203] (Länggrabe) (rechts), 7,1 km, 9,9 km², 0,19 m³/s, , 429,3 m ü. M.
- Twannbach (La Douanne) (links), 5,8 km, 18,83 km², 0,62 m³/s, , 429,3 m ü. M. → Zuflüsse
- Holgrabe[A 204] (rechts), 0,3 km, , 429,3 m ü. M.
- Fuchsegrabe[A 205] (rechts), 0,3 km, , 429,3 m ü. M.
- Chrosbach[A 206] (links), 1,5 km[5], , 429,3 m ü. M.
- Seeraingrabe[A 207] (rechts), 0,2 km[5], , 429,3 m ü. M.
- Fischgrabe[A 208] (rechts), 0,2 km[5], , 429,3 m ü. M.
- Seemattegrabe[A 209] (rechts), 0,3 km, , 429,3 m ü. M.
- Holachergrabe[A 210] (rechts), 0,3 km[5], , 429,3 m ü. M.
- Tanngrabe[A 211] (rechts), 0,7 km, , 429,3 m ü. M.
- Öligrabe[A 212] (rechts), 0,1 km, , 429,3 m ü. M.
- Hürligrabe[A 213] (rechts), 2,2 km, , 429,3 m ü. M.
- Chürzigrabe (rechts), 3,5 km, 5,67 km², , 429,3 m ü. M.
- Strandgräbe[A 214] (rechts), 0,2 km[5], , 429,3 m ü. M.
- Fluebach[A 215] (links), 0,1 km, , 429,3 m ü. M.
- Malehusbrunne[A 216] (rechts), 0,2 km[5], , 429,3 m ü. M.
- Schlösslibach[A 217] (rechts), 0,2 km[5], , 429,3 m ü. M.
- Gränzgrabe[A 218] (rechts), 0,3 km[5], , 429,3 m ü. M.
- Schüss (La Suze) (links), 43,4 km, 216,27 km², 6,15 m³/s, , 429,3 m ü. M. → Zuflüsse

### Vom Bielersee bis zur Emme

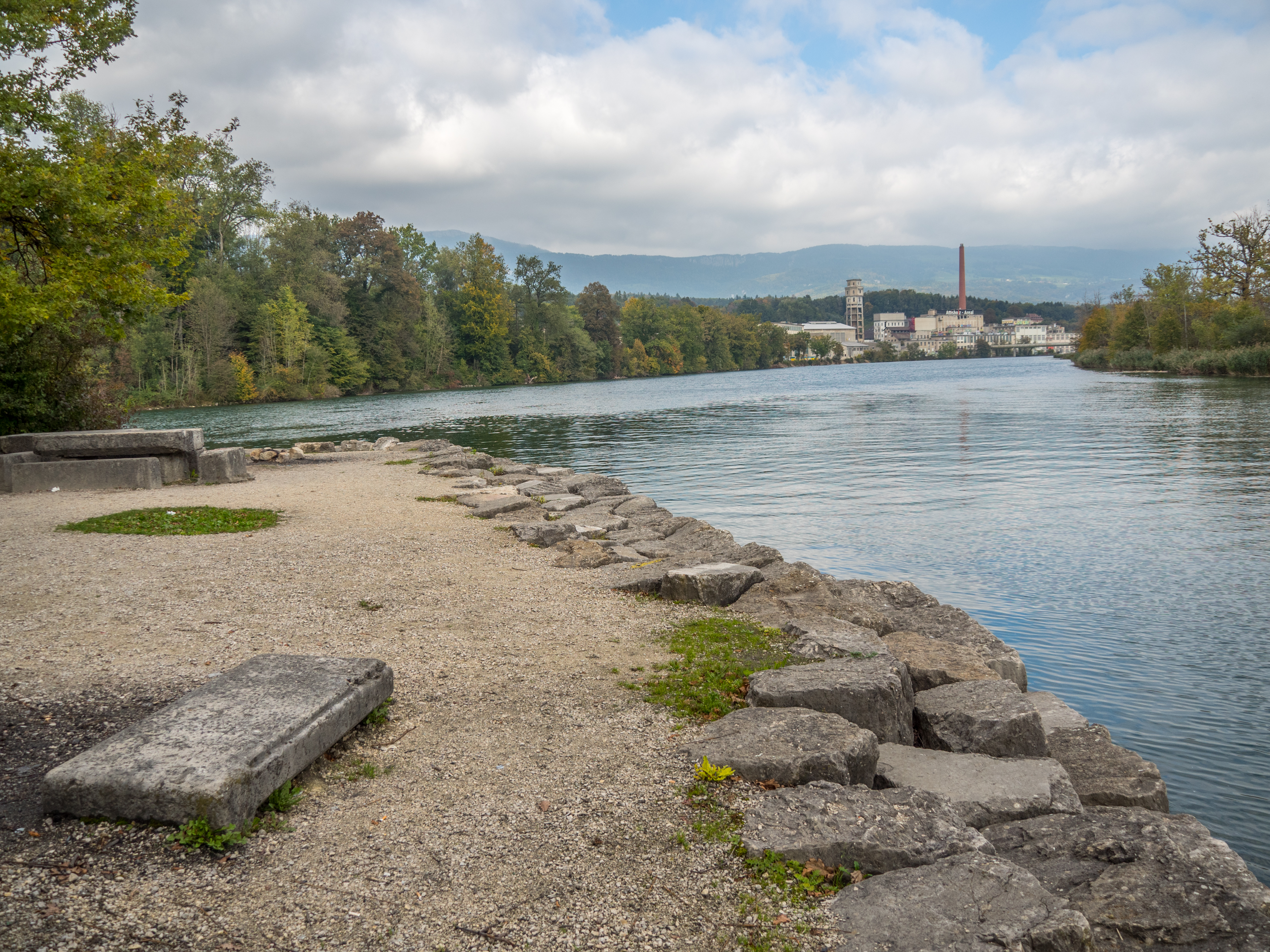
Mündung der Emme (rechts) in die Aare

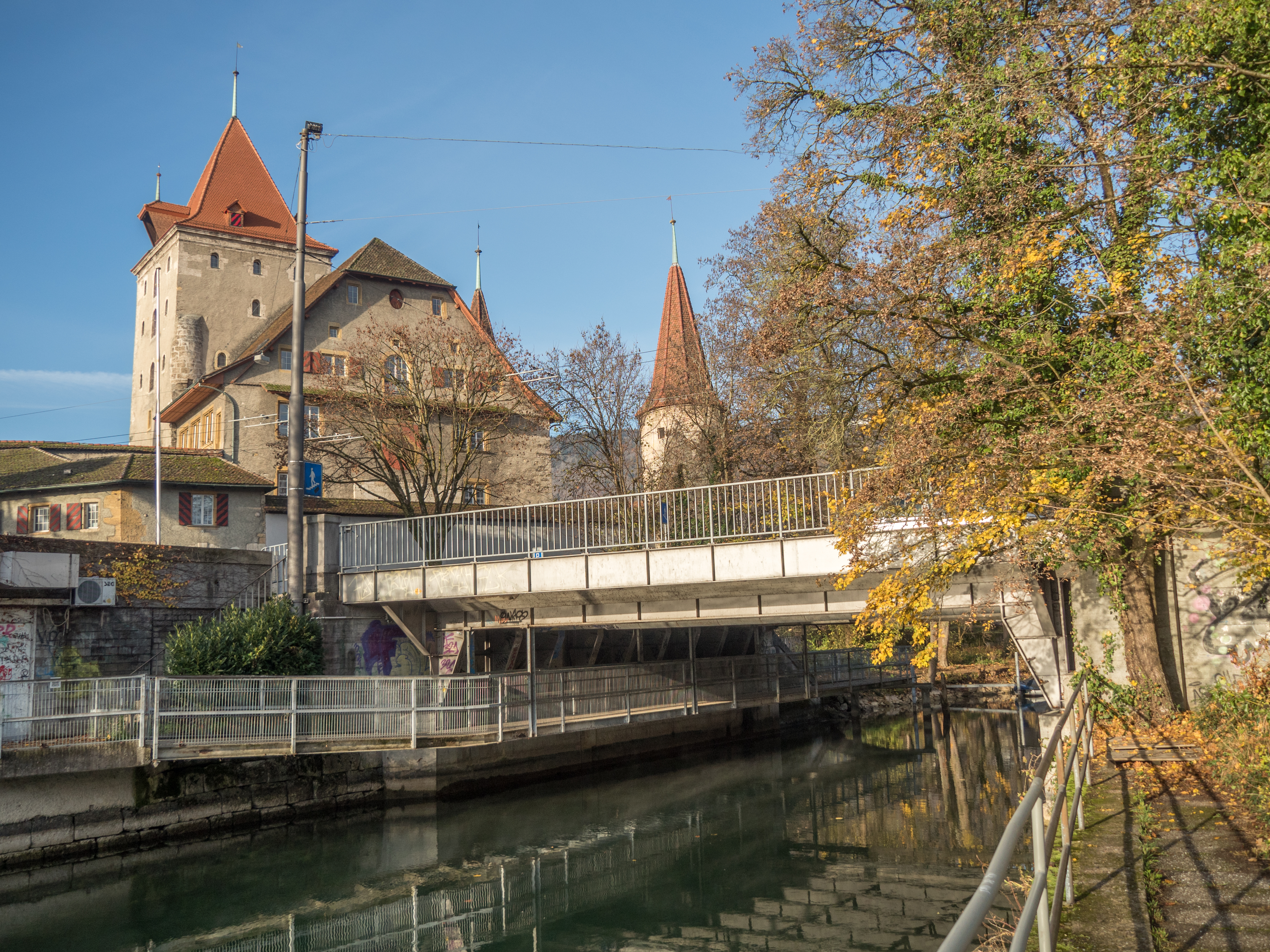
Die Zihl bei Nidau
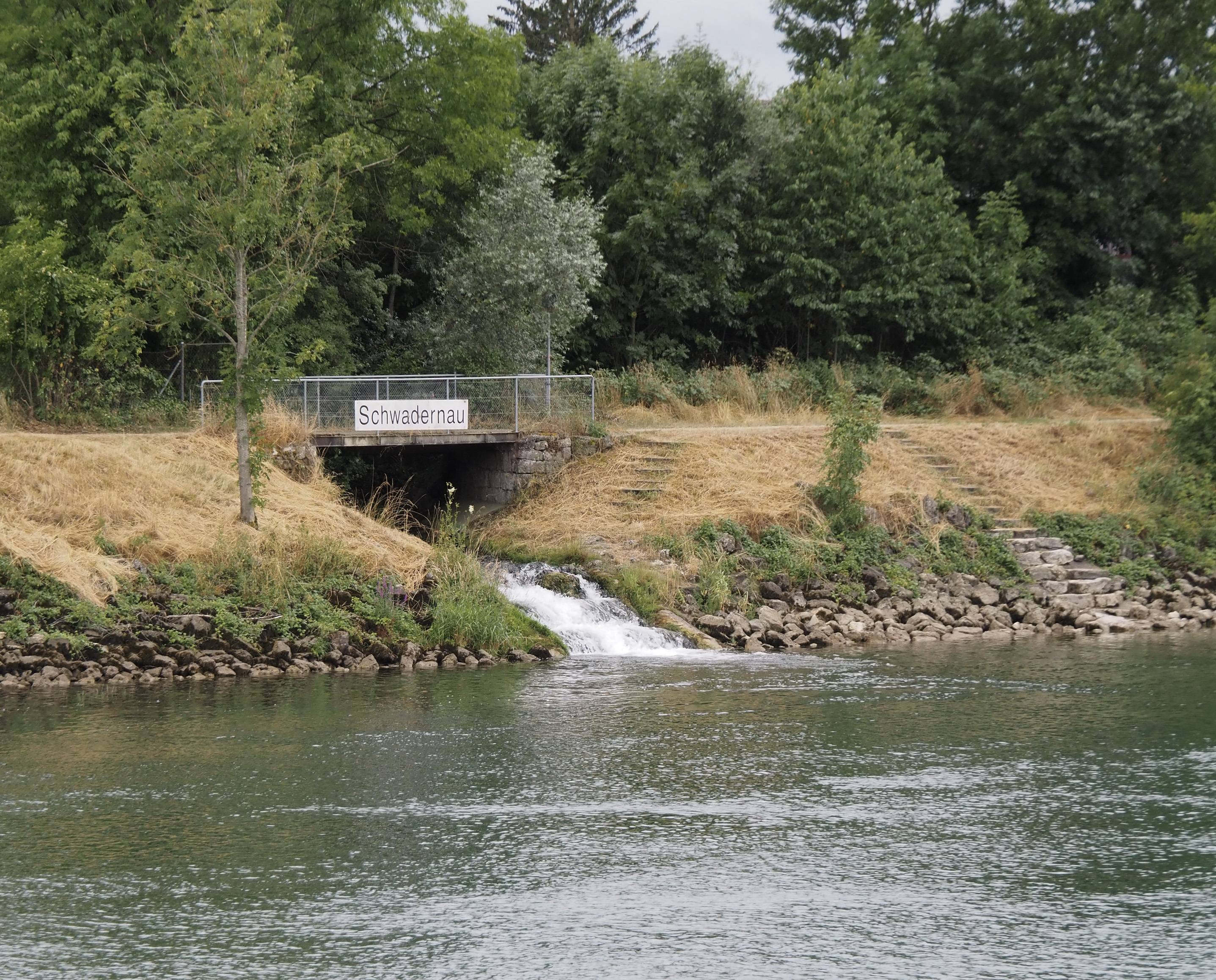
Der Sagibach
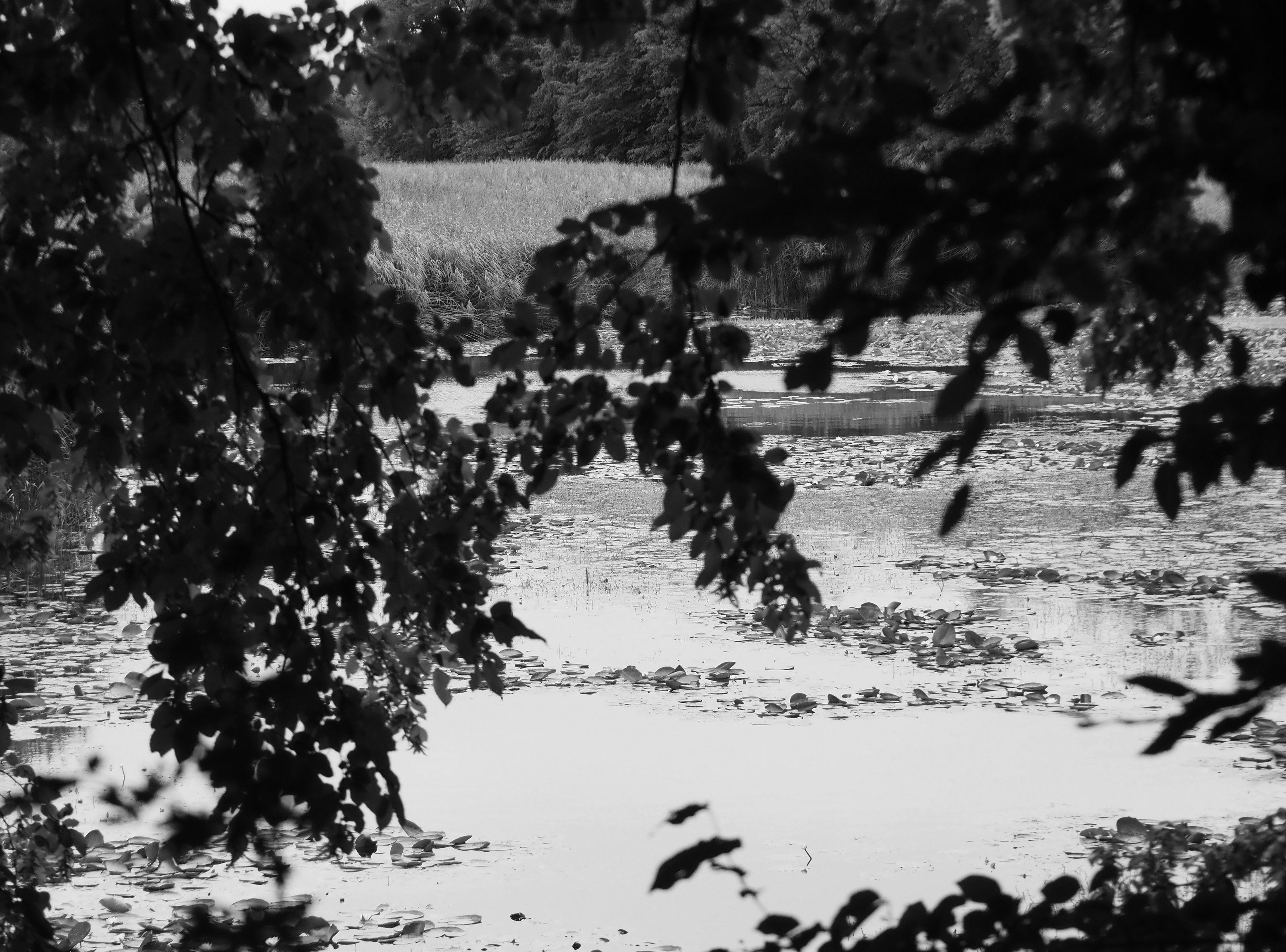
Naturschutzgebiet Alte Zihl

- Zihl[28][29] (links), 2,0 km[5], , 429,3 m ü. M.
- Schlyffegrabe[A 219][29] (rechts), 1,2 km[5], , 427,6 m ü. M.
- Grittbach[A 220][29] (rechts), 0,9 km[5], , 427,5 m ü. M.
- Guldhubelbächli[A 221][29] (rechts), 0,7 km[5], , 427,4 m ü. M.
- Sagibach (mit Jäissbach)[29] (rechts), 10,4 km, 20,6 km², 0,34 m³/s, , 427,3 m ü. M.

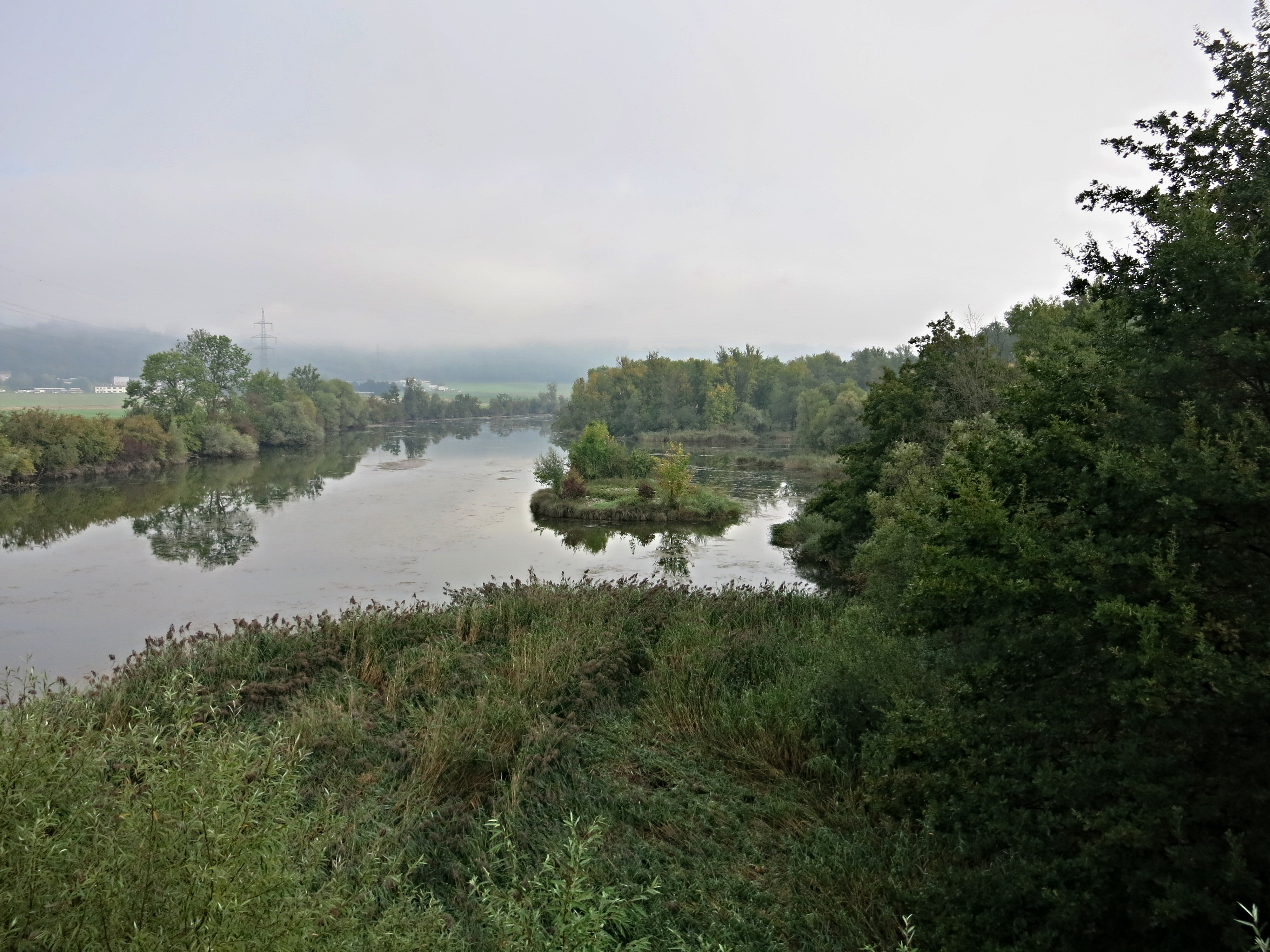
Naturschutzgebiet Alte Aare (Safnern)
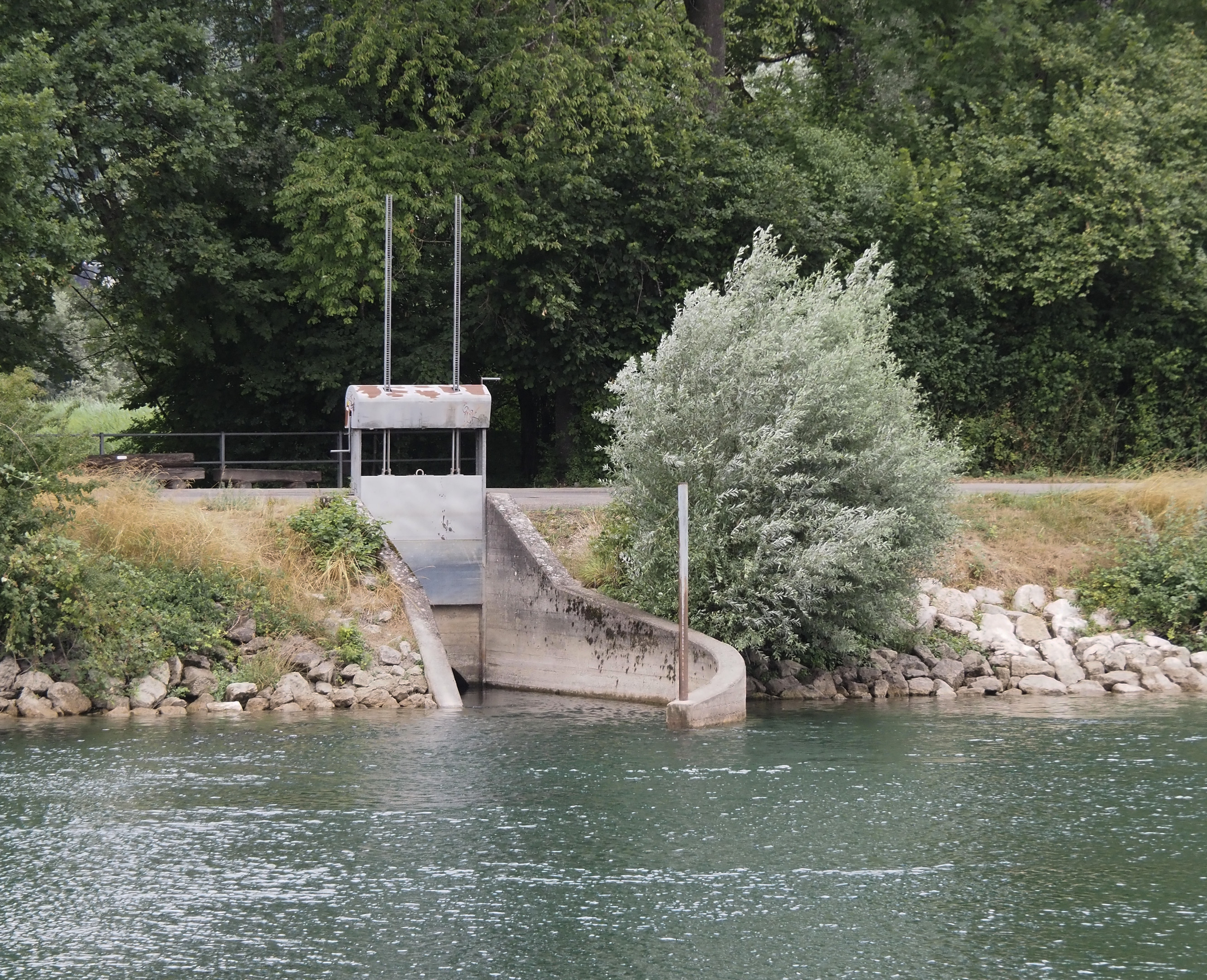
Schleuse zur Alten Aare
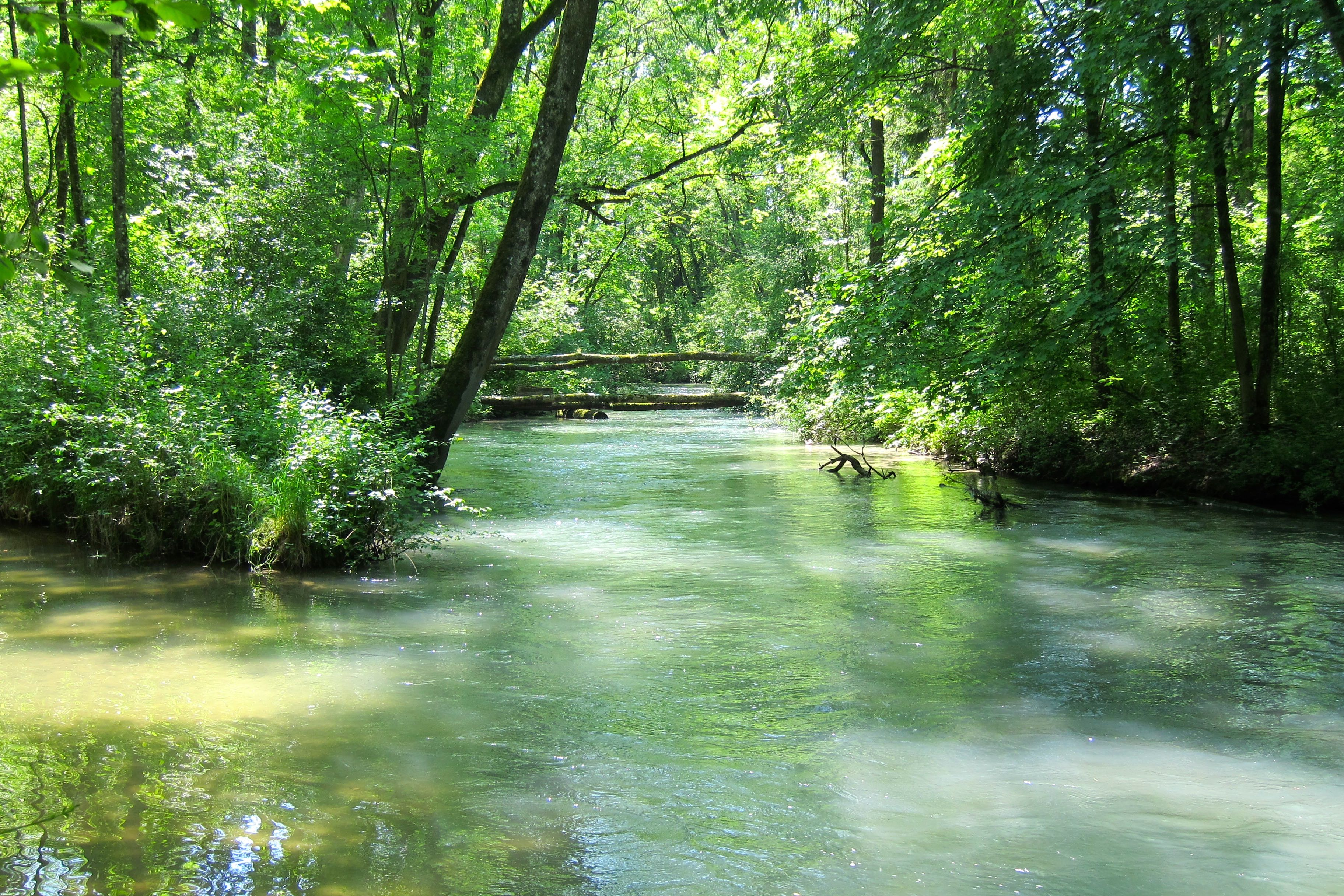
Die Alte Aare (Lyss)

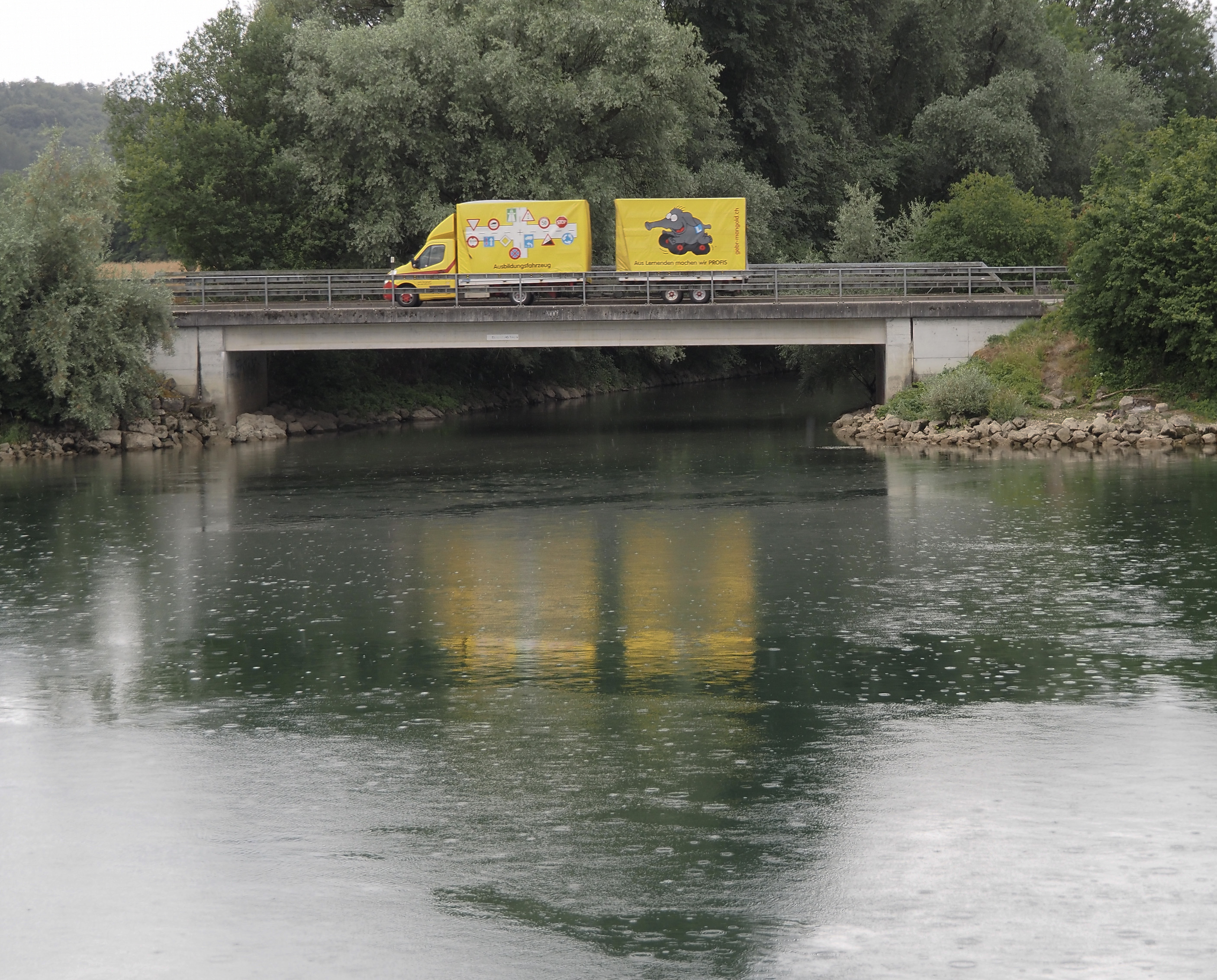
Mündung der Alten Aare in den Nidau-Büren-Kanal
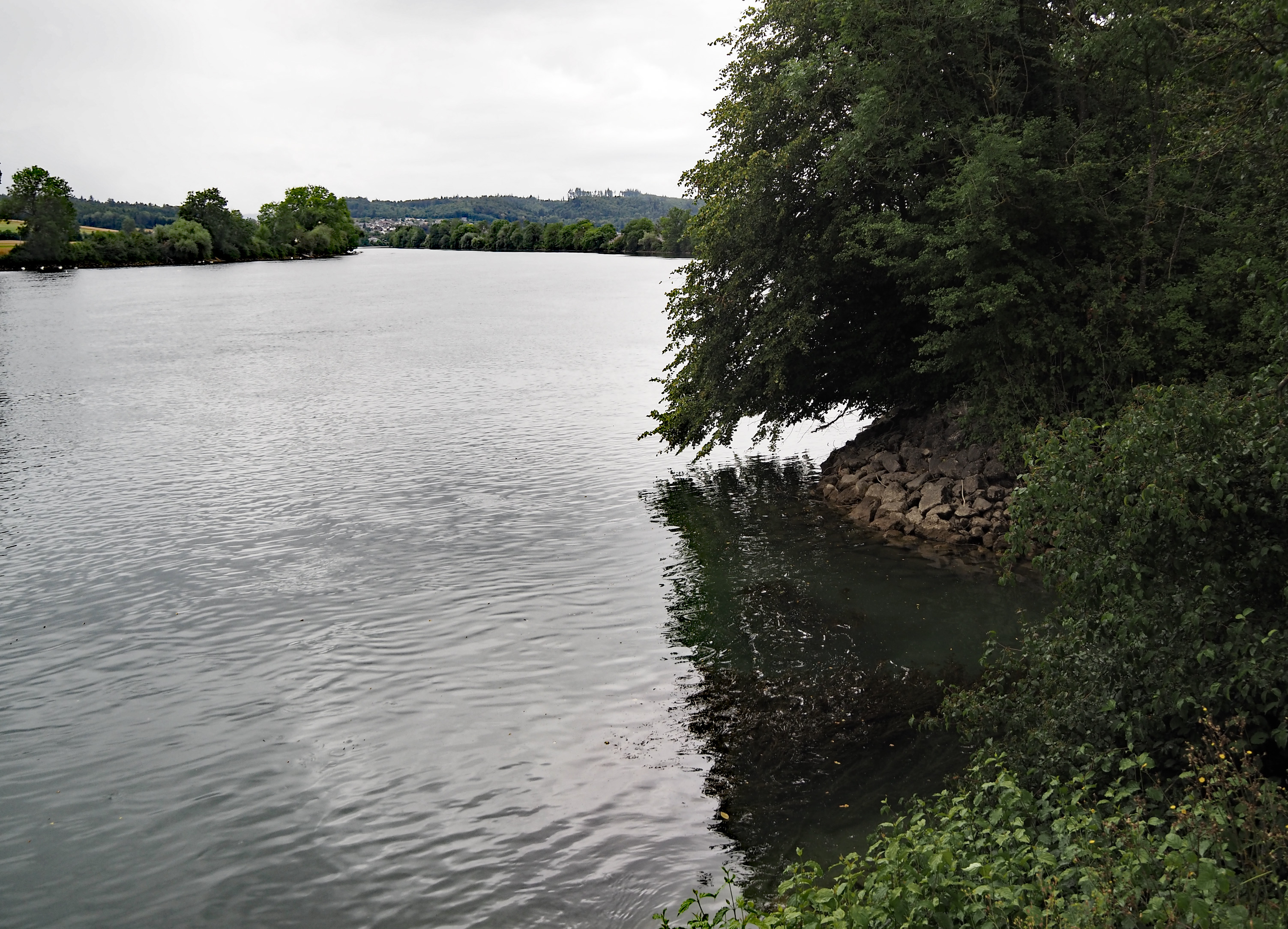
Mündung der Leugene (rechts) in die Aare
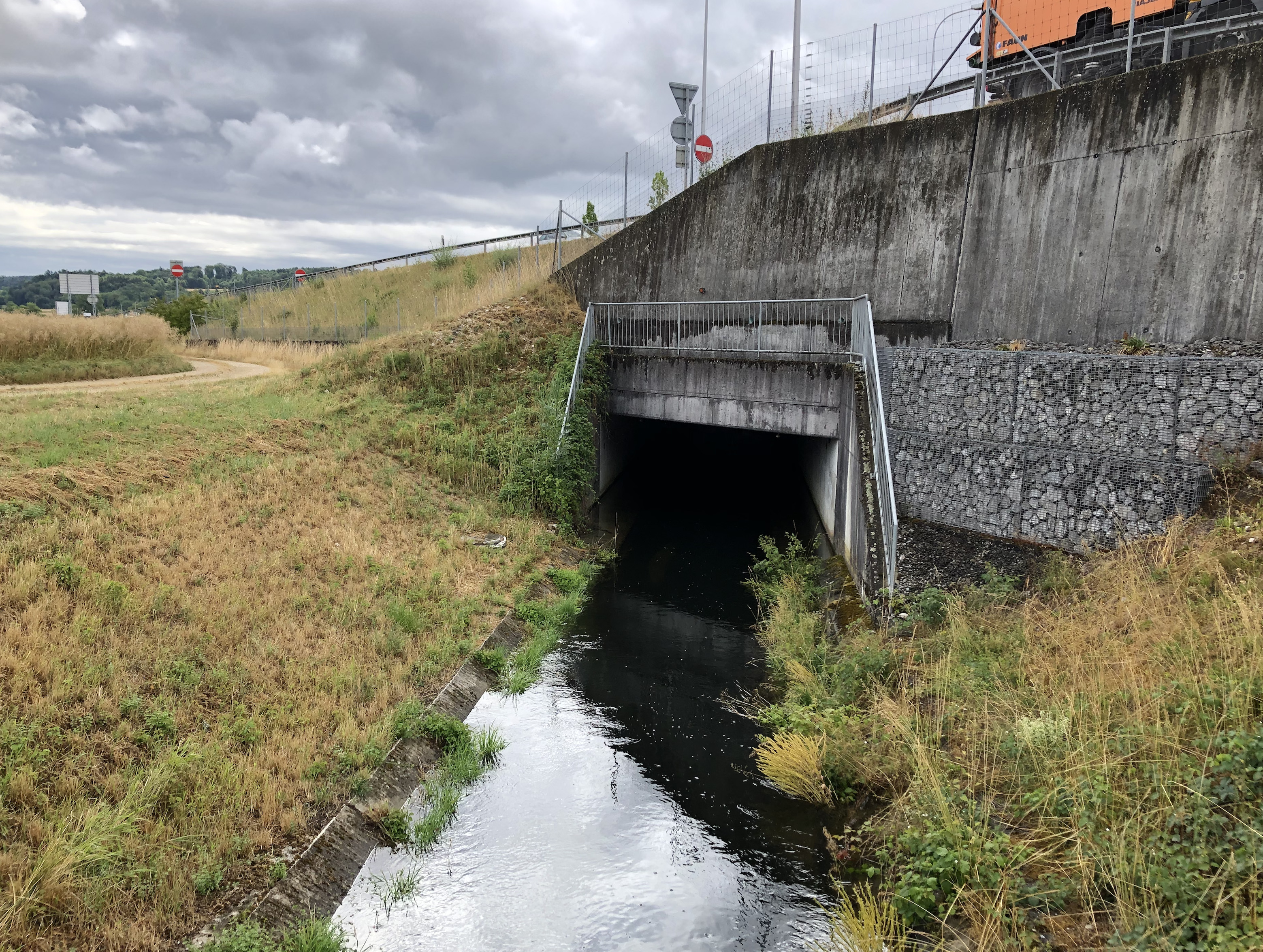
Der Aarmattenkanal

- Orpundbach[A 222][29] (links), 2,5 km, 3,85 km², , 427,3 m ü. M.
- Alte Zihl (rechts), , 426,9 m ü. M.
- → Alte Aare (Altarm am «Häftli» bei Safnern)[13][30] (links), , 426,8 m ü. M.
- ← Alte Aare (Altlauf von Aarberg)[29] (rechts), 16,1 km, , 426,8 m ü. M.
- ← Alte Aare (Altarm am «Häftli» bei Büren an der Aare)[30] (links), 6,5 km, , 426,8 m ü. M.
- Mülibach[A 223] (rechts), 1,9 km, 1,14 km², , 426,8 m ü. M.
- Siechebach[A 224] (rechts), 1,5 km, 0,51 km², , 426,8 m ü. M.
- Wüschbach[A 225] (rechts), 1,5 km, 0,51 km², , 426,8 m ü. M.
- Riedligrabe[A 226] (rechts), 0,6 km, , 426,7 m ü. M.
- Leugene (links), 10,1 km, 27,28 km², 0,49 m³/s, , 426,7 m ü. M.

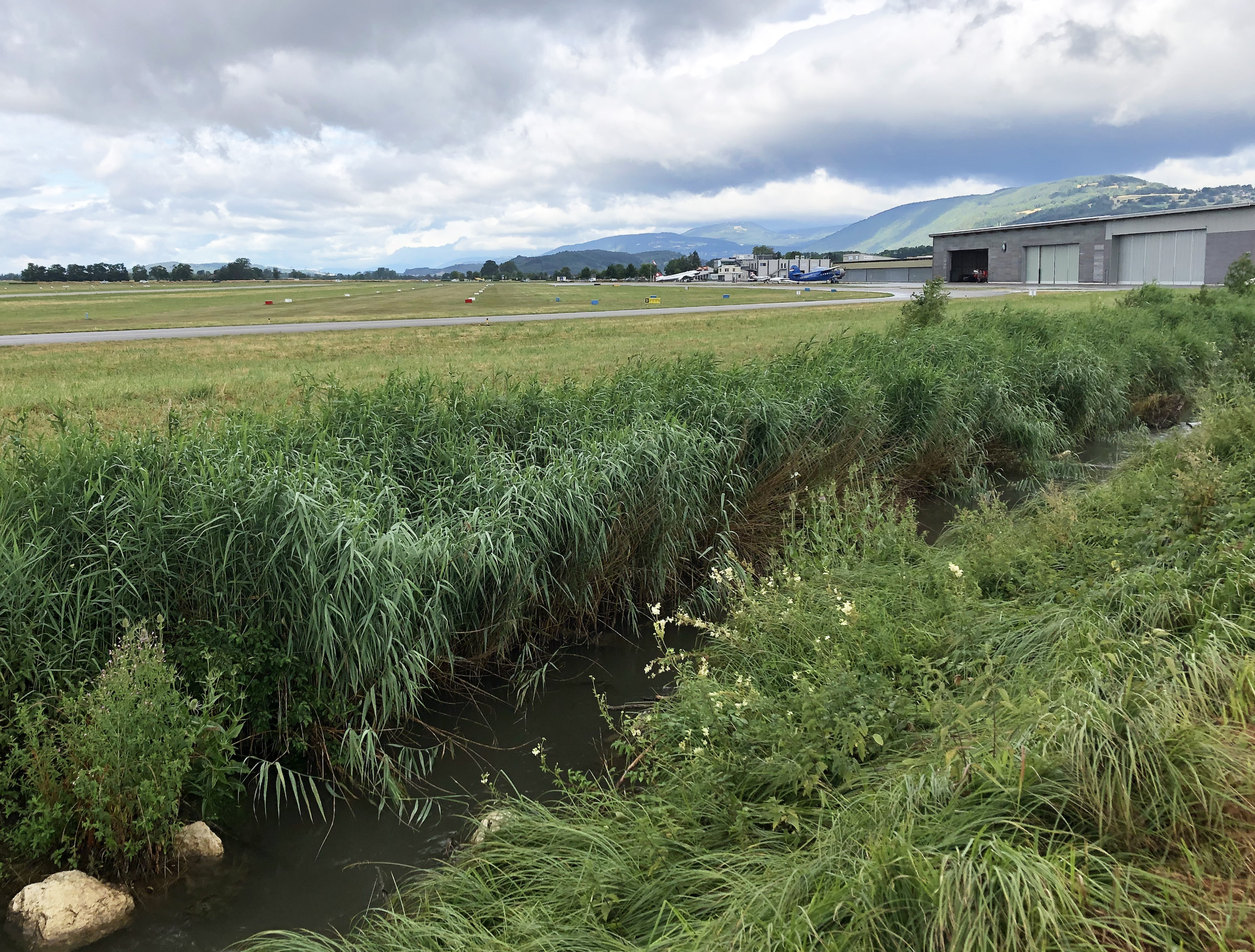
Der Witibach
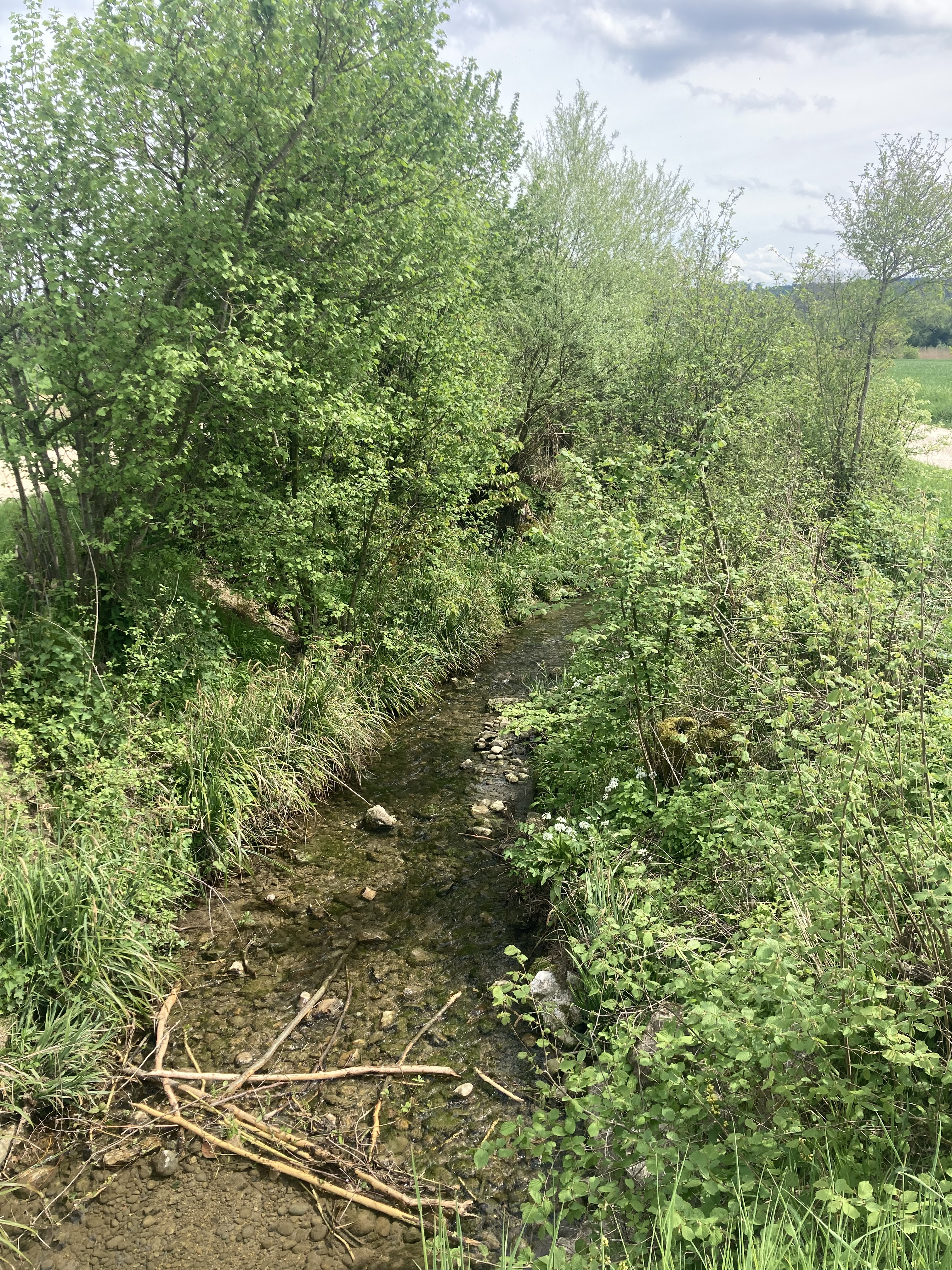
Der Giglerbach

- Staadkanal[A 227] (links), 1,2 km, 2,21 km², , 426,7 m ü. M.
- Dorfbach (Rütibach, Mülibach) (rechts), 8,5 km, 12,97 km², 0,22 m³/s, , 426,6 m ü. M.
- Linglisbach[A 228] (rechts), 1,5 km, 1,66 km², , 426,5 m ü. M.
- Hölzligraben[A 229] (links), 0,2 km[5], , 426,5 m ü. M.
- Dorfbach[A 230] (rechts), 2,7 km, 2,36 km², , 426,5 m ü. M.
- Aarmattenkanal[A 231] (links), 0,7 km, , 426,5 m ü. M.
- Haselbach[A 232] (rechts), 1,3 km, 1,87 km², , 426,5 m ü. M.
- Witibach (links), 6,0 km, 29,94 km², 0,70 m³/s, , 426,5 m ü. M.
- → Widikanal[A 233][17] (rechts), , 426,5 m ü. M.
- Giglerbach (links), 5,8 km, 2,27 km², , 426,5 m ü. M. → Zuflüsse
- ← Widikanal (rechts), 0,6 km[5], , 426,5 m ü. M.
- Dorfbach[A 234] (rechts), 2,8 km, 3,96 km², 0,07 m³/s, , 426,5 m ü. M.
- Widigraben[A 235] (links), 0,2 km, , 426,5 m ü. M.
- Lochbach (Haagbach) (links), 6,7 km, 14,07 km², 0,33 m³/s, , 426,4 m ü. M.
- Schiltmattgrabe[A 236] (rechts), 4,2 km, 1,59 km², , 426,4 m ü. M.
- Hagmattbach[A 237] (rechts), 4,8 km, , 426,4 m ü. M.
- Chrüzligraben[A 238] (links), 0,3 km[5], , 426,4 m ü. M.
- Bülletsbach (links), 3,8 km, 12,2 km², 0,27 m³/s, , 426 m ü. M.
- Grossgraben[A 239] (rechts), 1,0 km, , 426 m ü. M.
- Eimattbach[A 240] (rechts), 2,9 km, 6,85 km², 0,11 m³/s, , 426 m ü. M.
- Kanal Gländ[A 241] (links), 1,2 km, , 426 m ü. M.

- Bärenbach[A 242] (rechts), 1,8 km, 2,05 km², , 426 m ü. M.
- Wildbach (links), 7,6 km, 6,68 km², 0,16 m³/s, , 426 m ü. M.
- Brunngraben[A 243] (links), 0,9 km, , 425,6 m ü. M.
- Brühlgraben[A 244] (links), 1,1 km, , 425,6 m ü. M.
- Entlastung Wildmannsgraben[A 245][31]  (rechts), , 425,6 m ü. M.
- Hunnenbach[A 246] (Wildmannsgraben) (rechts), 4,3 km, 3,82 km², 0,06 m³/s, , 425,6 m ü. M.
- Obach (links), 3,6 km, , 425,6 m ü. M.
- Entlastung Dubenmoosbach[A 247][32] (rechts), , 425,6 m ü. M.
- St. Kathrinenbach (links), 7,0 km, , 425,6 m ü. M.
- Chräbsenbach[A 248] (links), 0,5 km, , 425,6 m ü. M.
- Emme (rechts), 69,1 km, 975,89 km², 19,1 m³/s[33], , 425,6 m ü. M. → Zuflüsse

### Von der Emme bis zur Wigger

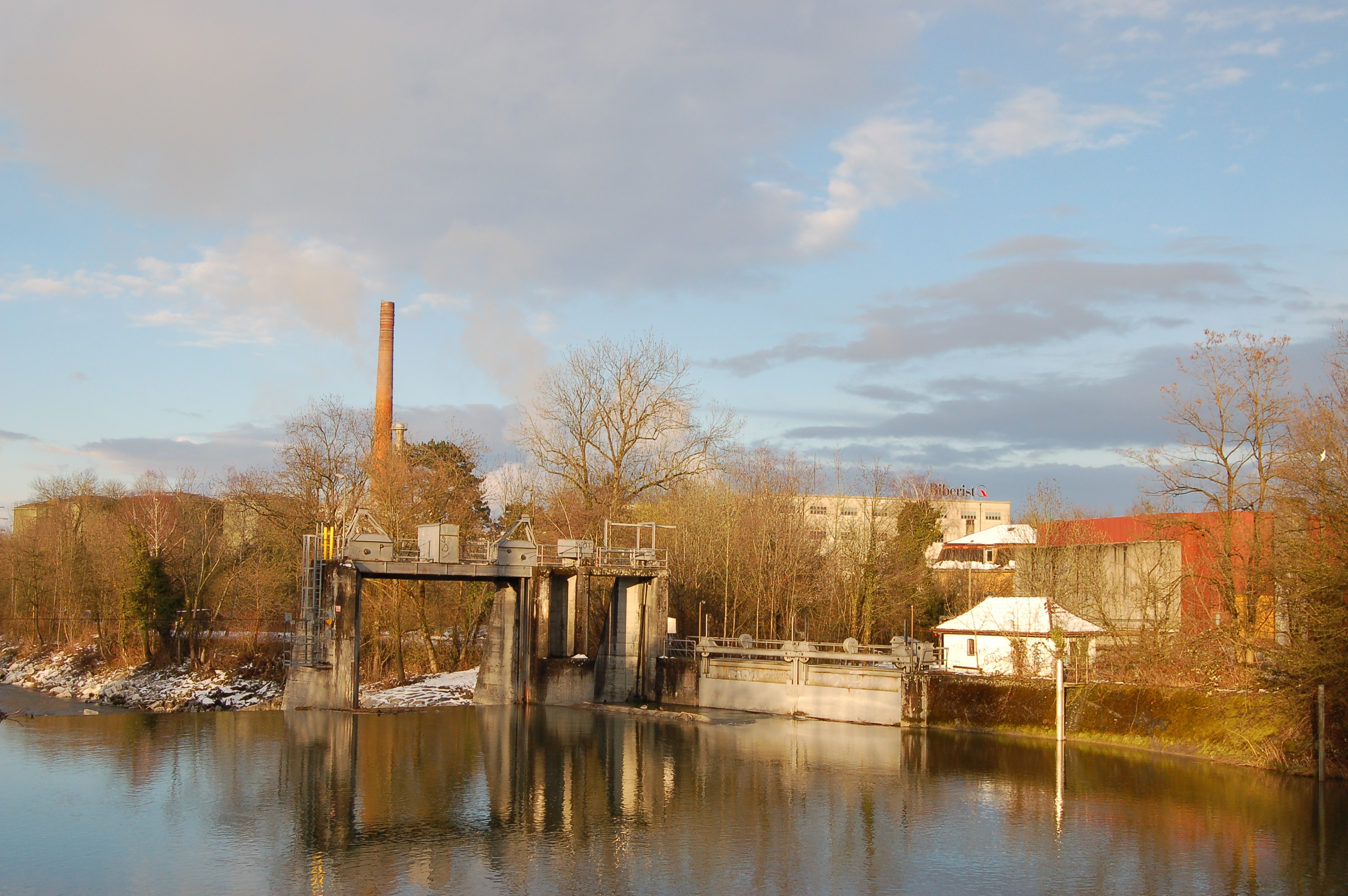
Schleuse am Industriekanal neben der Emme

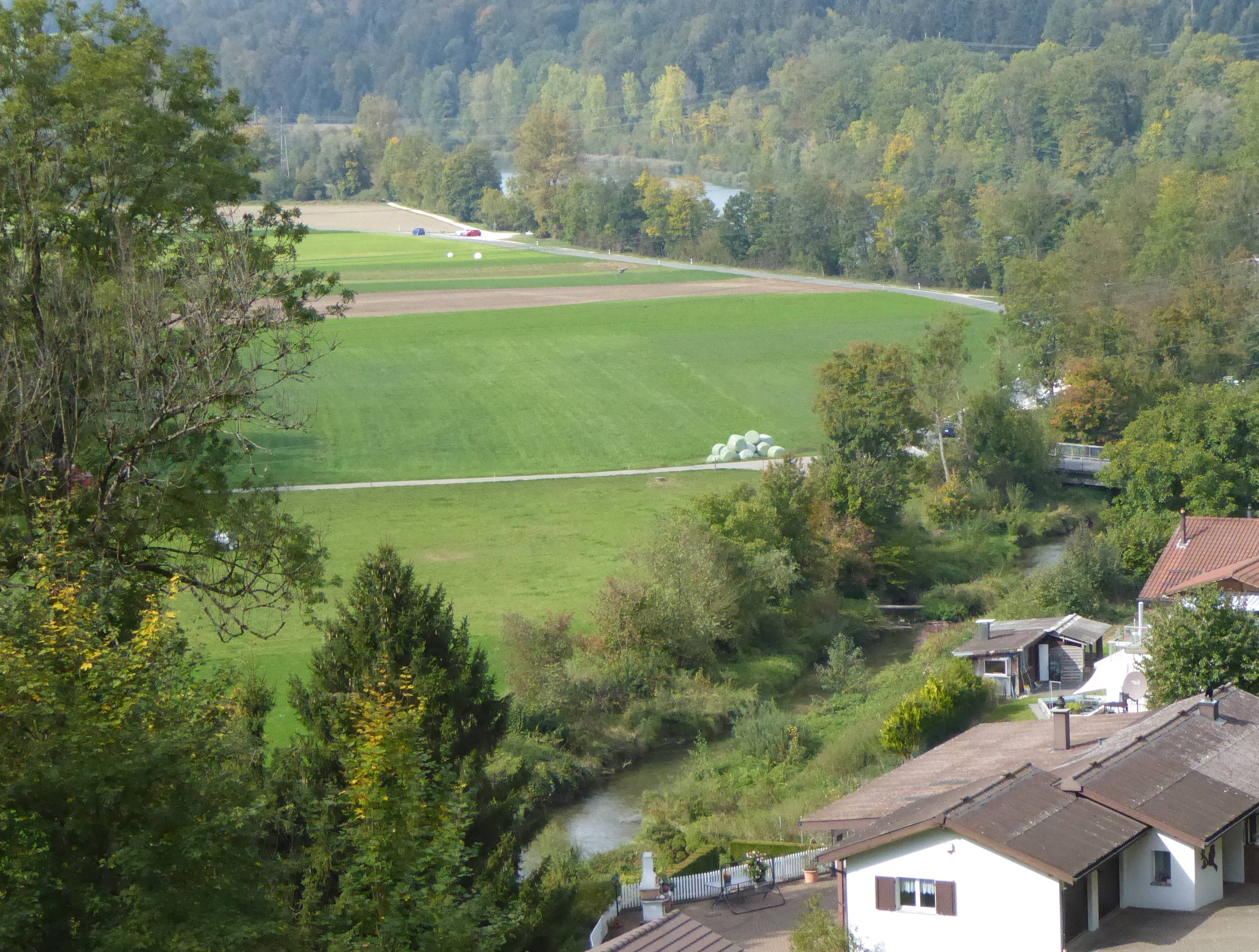
Die Önz
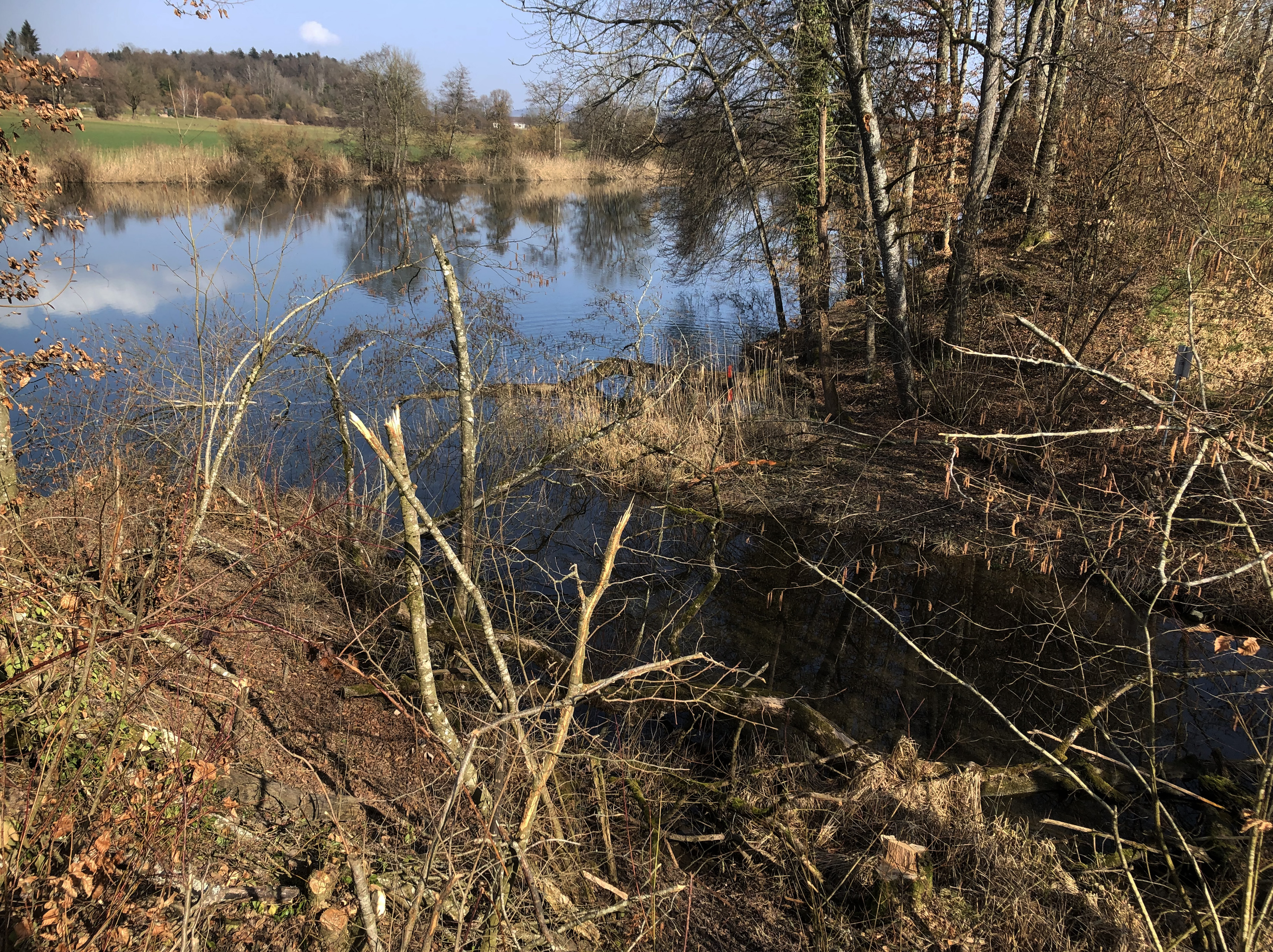
Der Sagibach

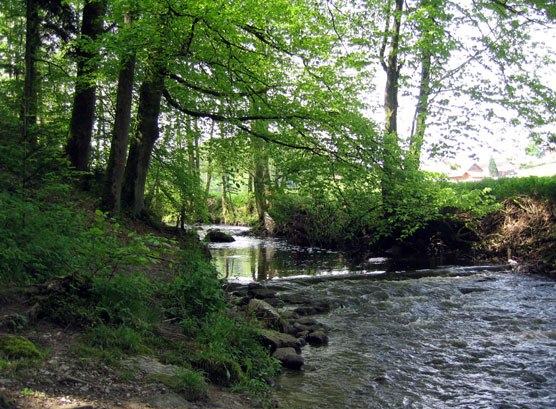
Die Pfaffneren
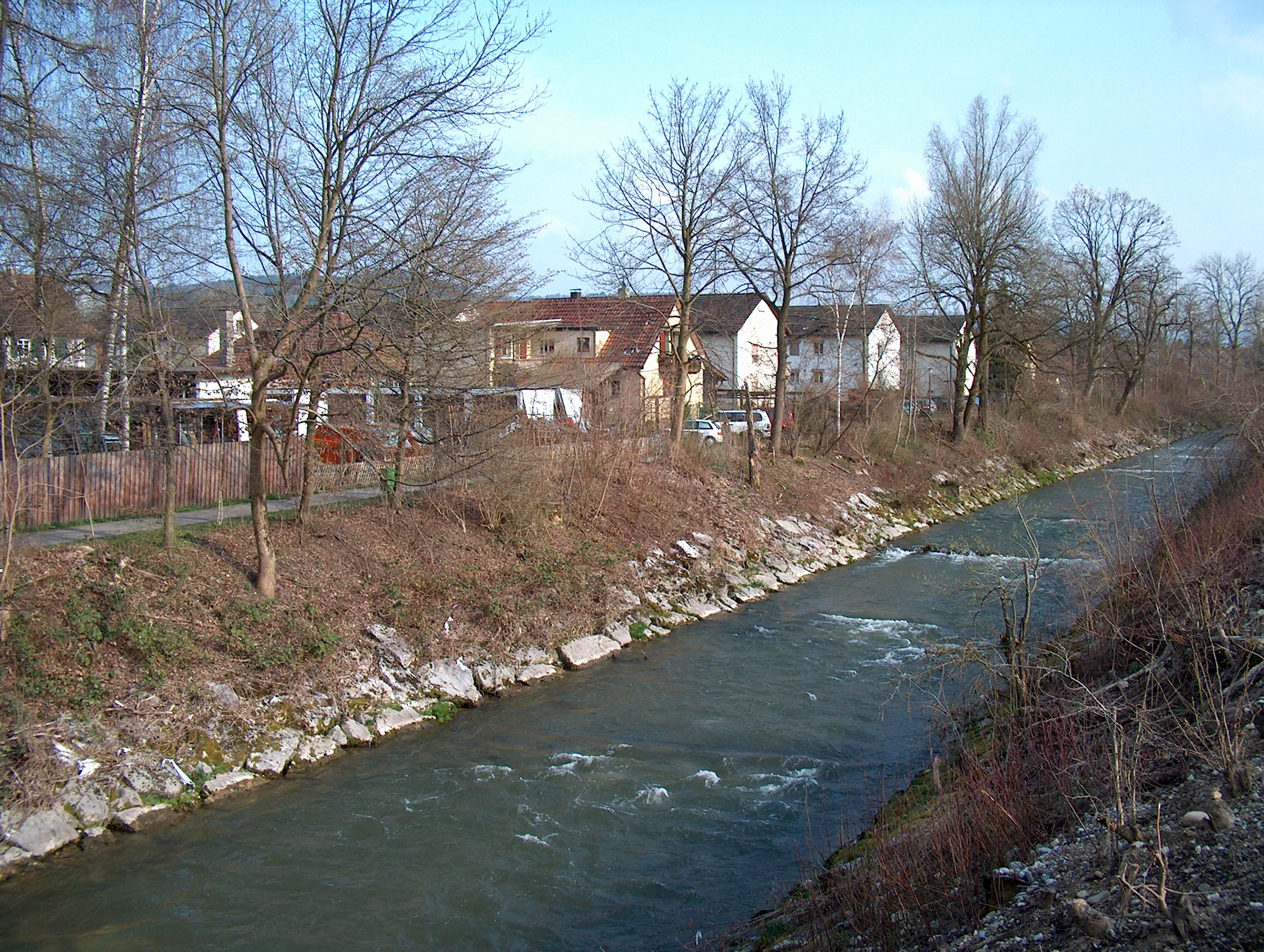
Die Wigger

- Industriekanal Emme[34] (rechts), , 425,6 m ü. M.
- Späckgraben[A 249] [35] (rechts), 1,1 km, , 425,6 m ü. M.
- Ostarm Dorfbach[A 250][36] (rechts), , 425,6 m ü. M.
- Westarm Dorfbach[A 251][36] (rechts), , 420,3 m ü. M.
- Inselibächli[A 252] (Mattenbächli) (links), 5,0 km[5], , 419 m ü. M.
- Aarbächli[A 253] (links), 1,3 km, 1,79 km², , 417,9 m ü. M.

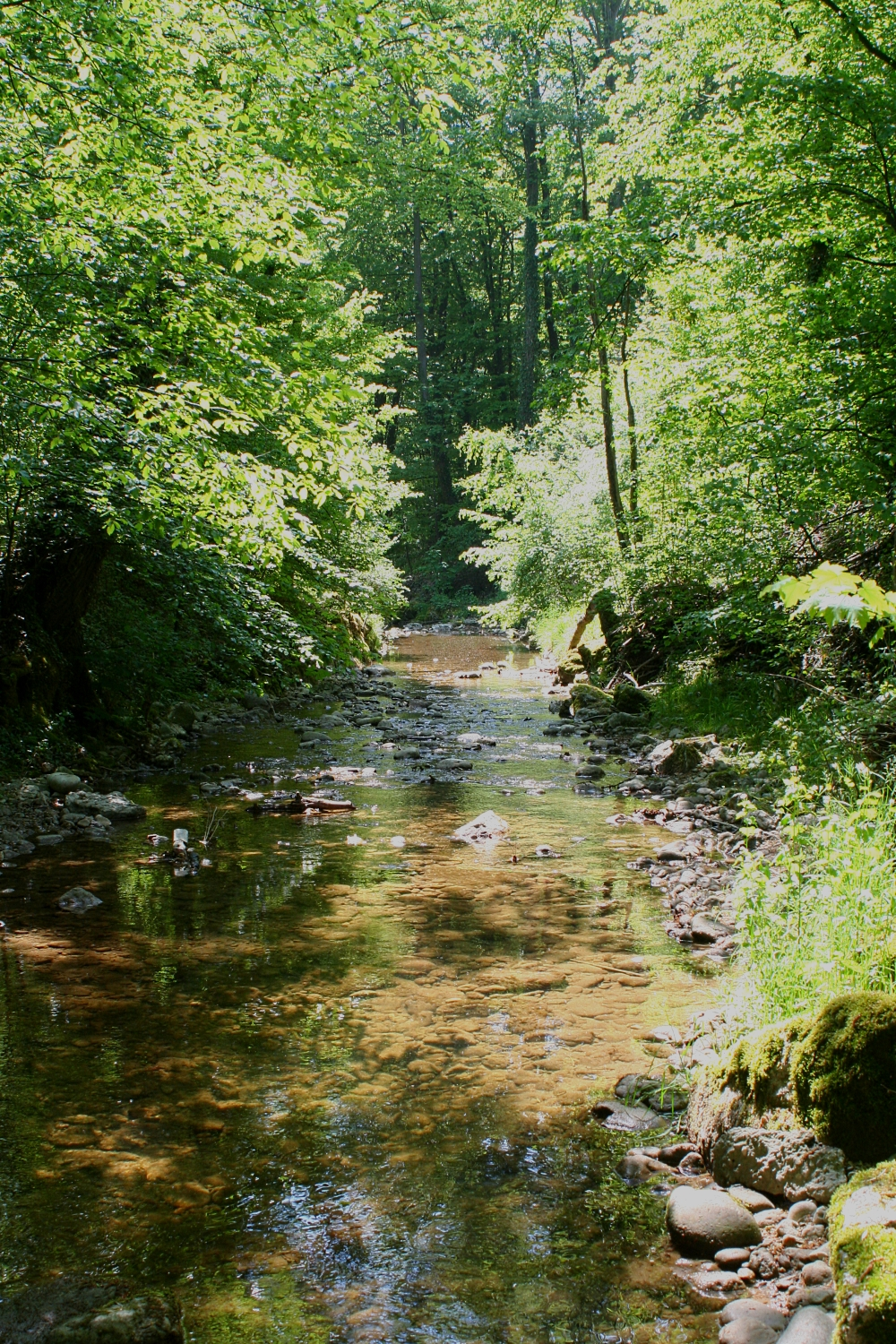
Die Siggern
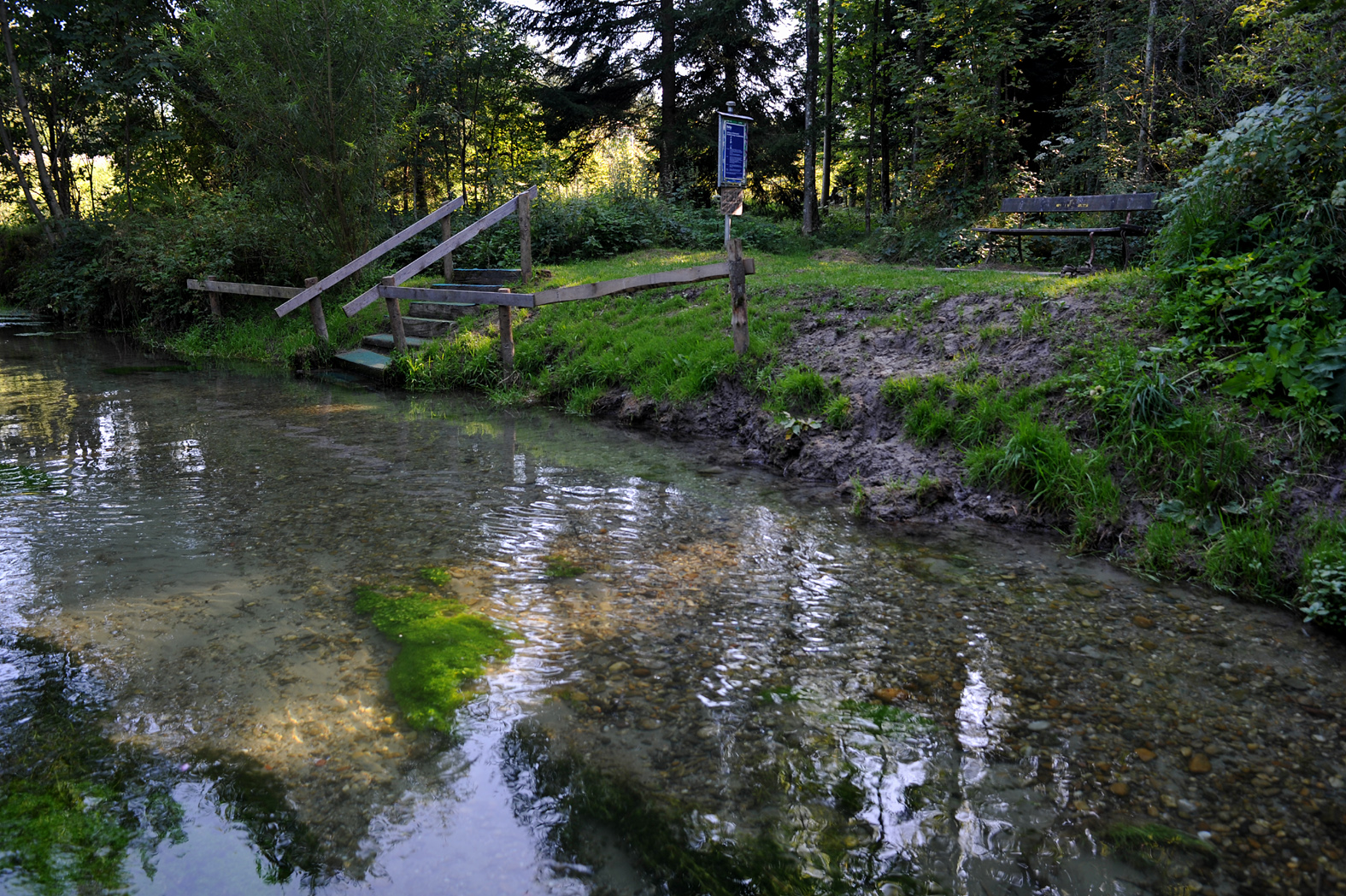
Die Ösch

- Rütibach[A 254][37] (rechts), , 417,9 m ü. M.
- Schachenbach[A 255]  (links), 0,1 km[5], , 417,9 m ü. M.
- Siggern (links), 8,3 km, 22,84 km², 0,74 m³/s, , 417,9 m ü. M.
- Russbach[38] (rechts), 3,1 km[5], , 417,5 m ü. M.
- Wehribach[A 256] (links), 4,6 km[5], 2,54 km², , 417,5 m ü. M.
- → Aarkanal[13] (links), , 417,4 m ü. M.
- Ösch[39] (rechts), 26,3 km, 84,5 km², 2,1 m³/s, , 417,4 m ü. M. → Zuflüsse
- Mooskanal[A 257][40][41] (links), 5,2 km, 0,18 m³/s, , 417,4 m ü. M.
- ← Aarkanal (links), 1,5 km, , 417,4 m ü. M.
- Oberbipper-Dorfbach[A 258] (links), 5,4 km, 6,20 km², 0,17 m³/s, , 417,4 m ü. M.
- Mülibächli[A 259] (links), 1,4 km, 1,03 km², , 417,4 m ü. M.
- Wässerlibach[A 260] (rechts), 0,3 km[5], , 417,4 m ü. M.
- Steibach[A 261] (rechts), 0,4 km, 2,57 km², , 417,4 m ü. M.

- Die Önz
- Der Sagibach

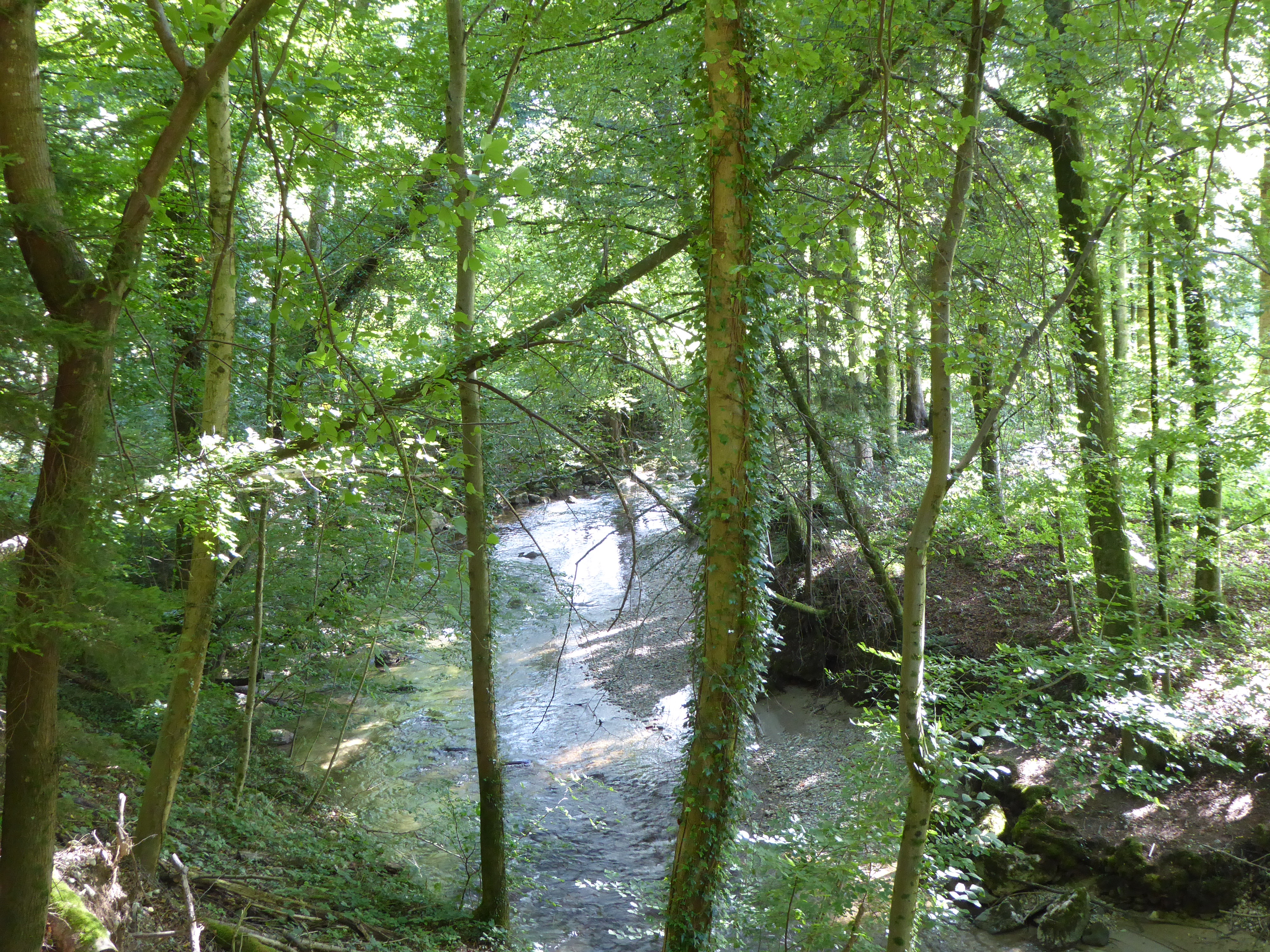
Die Murg

- Inkwiler Seebach (rechts), 5,0 km[5], 9,97 km², 0,24 m³/s, , 417,3 m ü. M. → Zuflüsse
- Önz (rechts), 25,3 km, 87,59 km², 1,64 m³/s, , 417,3 m ü. M.
- Riedseegrabe[A 262] (rechts), 2,1 km, 2,28 km², , 409,3 m ü. M.
- Butzlibach[A 263] (rechts), 1,5 km, 2,14 km², , 409 m ü. M.
- Mülibach[A 264] (rechts), 1,0 km[5], , 408,6 m ü. M.
- Sagibach[A 265] (Hopferebach) (rechts), 5,5 km, 11,35 km², 0,21 m³/s, , 408,6 m ü. M.
- Buechwaldbächli[A 266] (rechts), 0,8 km, , 408,3 m ü. M.
- Moosbach (links), 2,5 km, 3,89 km², , 408,3 m ü. M.
- Schonegggrabe[A 267] (rechts), 1,1 km, , 408,3 m ü. M.
- Letzibächli[A 268] (links), 0,3 km[5], , 403,9 m ü. M.
- Mülimattbächli[A 269] (links), 0,4 km[5], , 403,2 m ü. M.
- Brühlbächli[A 270] (links), 0,1 km[5], , 403,2 m ü. M.
- Mettlegrabe[A 271] (rechts), 1,3 km, , 403,2 m ü. M.
- Bannhubelgrabe[A 272] (rechts), 1,0 km, , 400,9 m ü. M.
- Murg (rechts), 2,4 km (mit Langete 33,8 km), 184,82 km², 3,47 m³/s, , 399,9 m ü. M. → Zuflüsse
  - → Rothkanal
- Parallelgraben[A 273][42] (links), 1,5 km, , 399,4 m ü. M.
- Mittibach[A 274][43] (rechts), 2,8 km, 2,41 km², , 399,3 m ü. M.
- Dorfbach[A 275] (Schweissackerkanal) (links), 7,7 km, 11,45 km², 0,20 m³/s, , 398,8 m ü. M.
- Riknerbach[44] (rechts), 3,6 km, 3,26 km², 0,05 m³/s, , 398,6 m ü. M.
- Überlauf Hölzli 1[A 276] (rechts), , 398,4 m ü. M.
- I de fünf Jucharte[A 277] (rechts), , 398,4 m ü. M.
- Boningerbach[45] (links), 4,0 km[5], , 398,2 m ü. M.

- Die Pfaffneren
- Die Wigger

- Wässergraben Bonigen[A 278][46] (rechts). 0,9 km, , 398,1 m ü. M.
- Moosbächli[A 279] (links), 0,1 km[5], , 398 m ü. M.
- → Umgehungsgewässer beim Kraftwerk Ruppoldingen[A 280][13][47] (links), , 398 m ü. M.
- Rothkanal[A 281][48] (Rothbachkanal) (rechts) 8,1 km[5], , 392 m ü. M.
- Bleicherhubel(grabe)[A 282] (rechts), , 391,9 m ü. M.
- Pfaffneren (rechts), 11,6 km, 47,4 km², 0,87 m³/s, , 391,8 m ü. M. → Zuflüsse
- ← Umgehungsgewässer (links), 1,3 km[5], , 391,7 m ü. M.
- Wigger (rechts), 43,2 km, 380,29 km², 7,35 m³/s, , 391,6 m ü. M. → Zuflüsse
  - → Mühletych Aarburg

### Von der Wigger bis zur Suhre

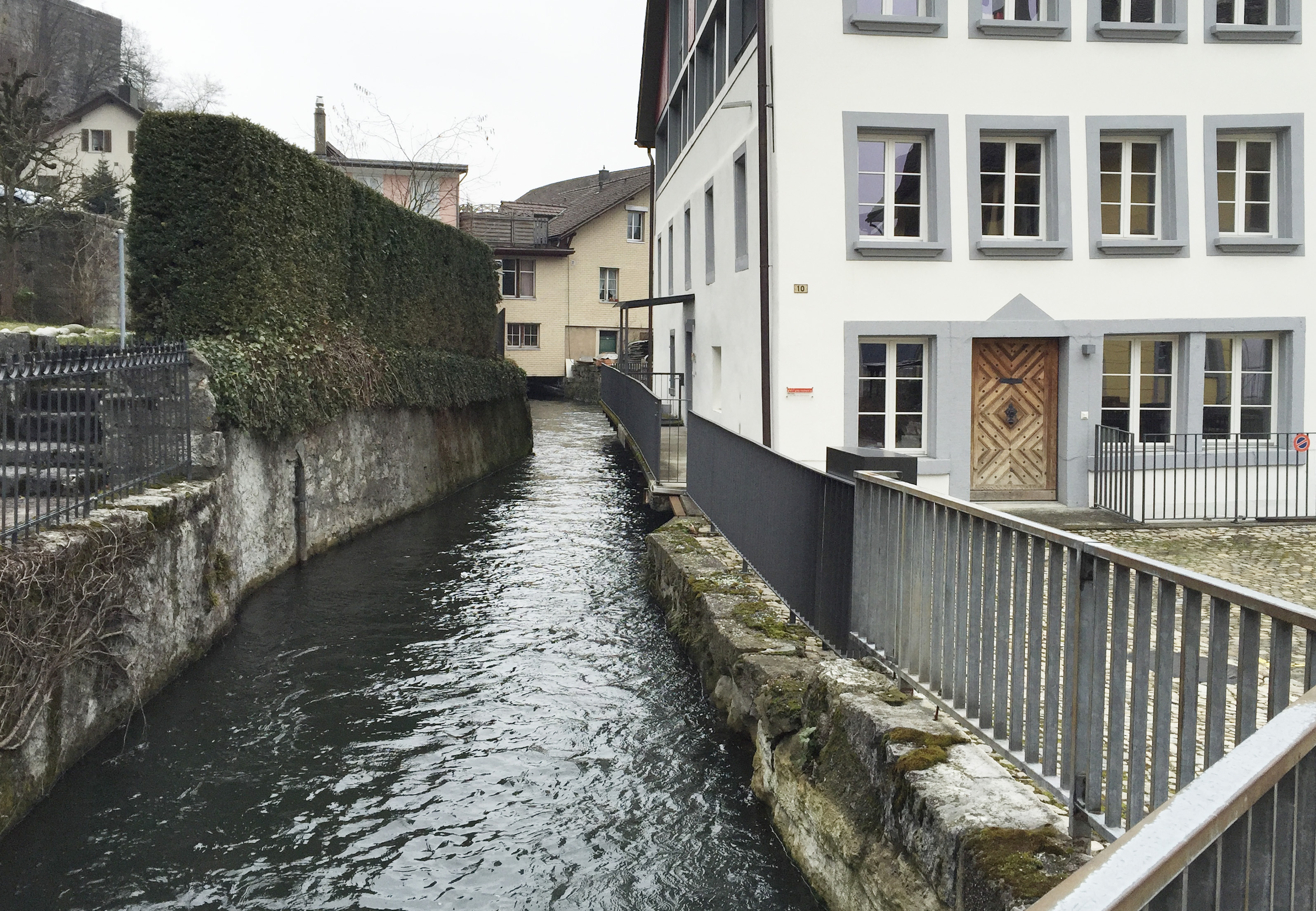
Der Mühletych
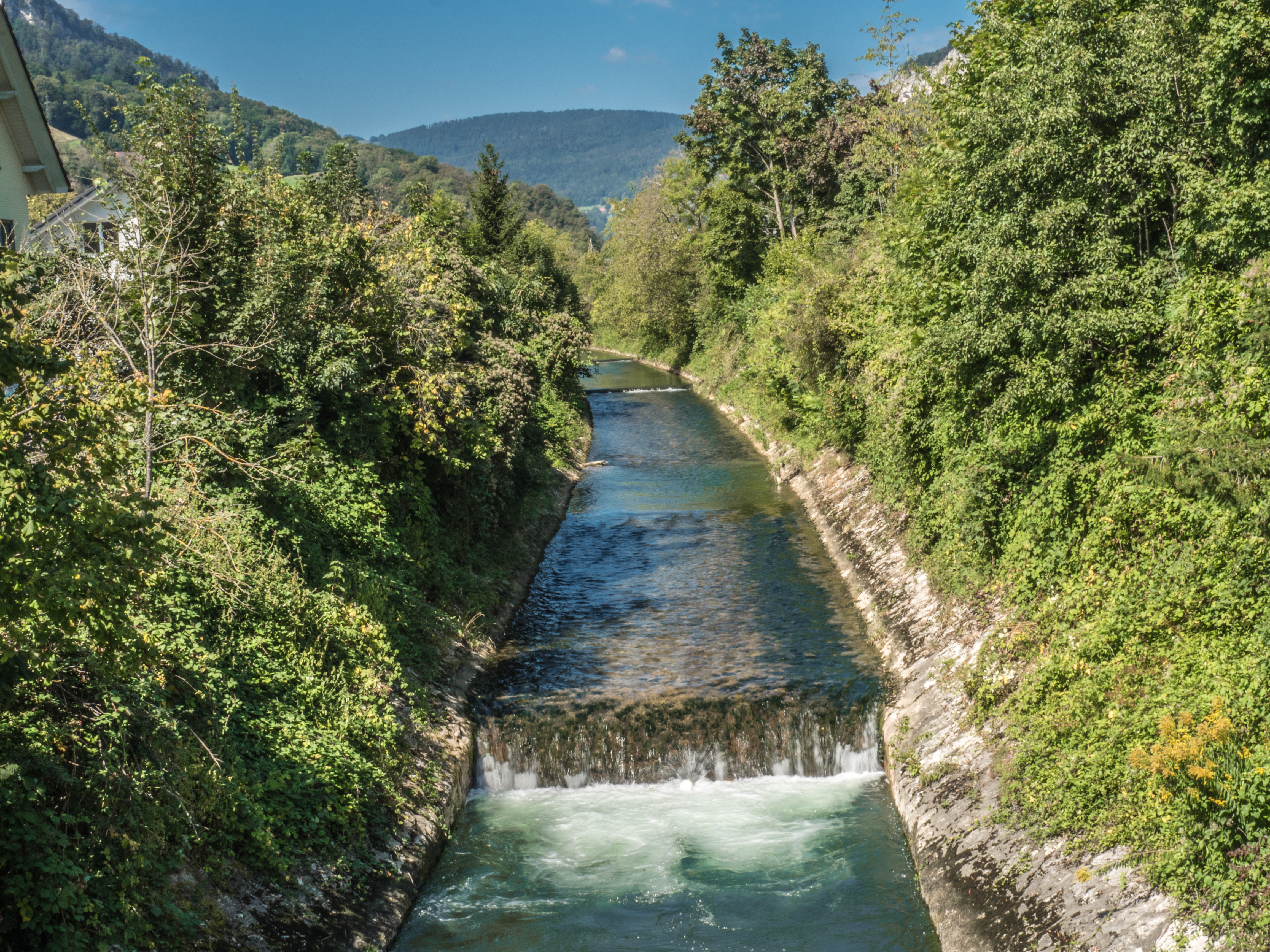
Die Dünnern

- Stampfibach[A 283][49] (rechts), 1,8 km[5], , 391,1 m ü. M.
- Musterbach[A 284][50] (rechts), 0,1 km[5], , 391,1 m ü. M.
- Mühletych (rechts), 3,6 km[5], , 391,1 m ü. M.
- Tiefenlachbach[A 285] (rechts), 1,7 km[5], , 389,6 m ü. M.
- Sonnmattbach[A 286] (rechts), 1,1 km[5], , 389,4 m ü. M.
- Mülitälibach[A 287] (rechts), 2,6 km, , 388,9 m ü. M.
- Dünnern (links), 35,8 km, 233,79 km², 4,28 m³/s, , 388,6 m ü. M. → Zuflüsse
- Dorfbach (links), 6,3 km, , 388,4 m ü. M.
- Lauchbach[A 288] (links), 0,8 km, 0,56 km², , 388,4 m ü. M.

Das Kraftwerk Gösgen mit Kanal

- → Oberwasserkanal Kraftwerk Gösgen[A 289][13] (links), , 388,4 m ü. M.
- Dorfbach[A 290][51] (links), 2,3 km, , 388,4 m ü. M.
- Büchsackerbächli[A 291] (rechts), 1,3 km, , 379,8 m ü. M.
- Mülibach[A 292] (rechts), 2,3 km[5], , 376,8 m ü. M.
- Stegbach[52] (links), 6,0 km, 21,73 km², 0,37 m³/s, , 375 m ü. M.
- Bachmattbächli[A 293] (Dorfbach) (rechts), 3,0 km, 2,66 km², , 372,7 m ü. M.
- Gretzenbach (Wissbächli) (rechts), 5,0 km, 6,52 km², 0,11 m³/s, , 372,7 m ü. M.
- ← Unterwasserkanal Kraftwerk Gösgen (links), 6,0 km[5], , 371,1 m ü. M.

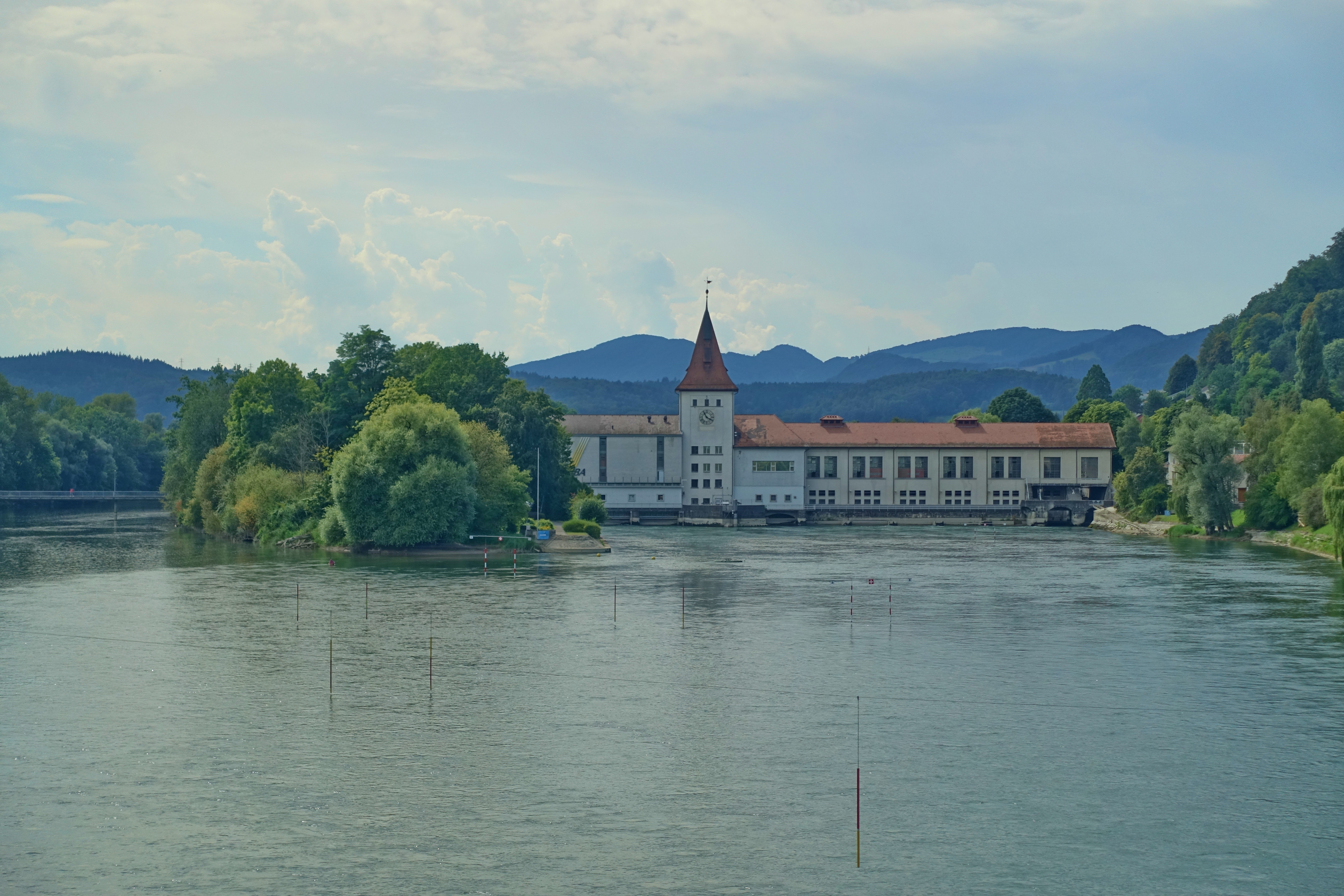
Kraftwerk Aarau mit Unterwasserkanal
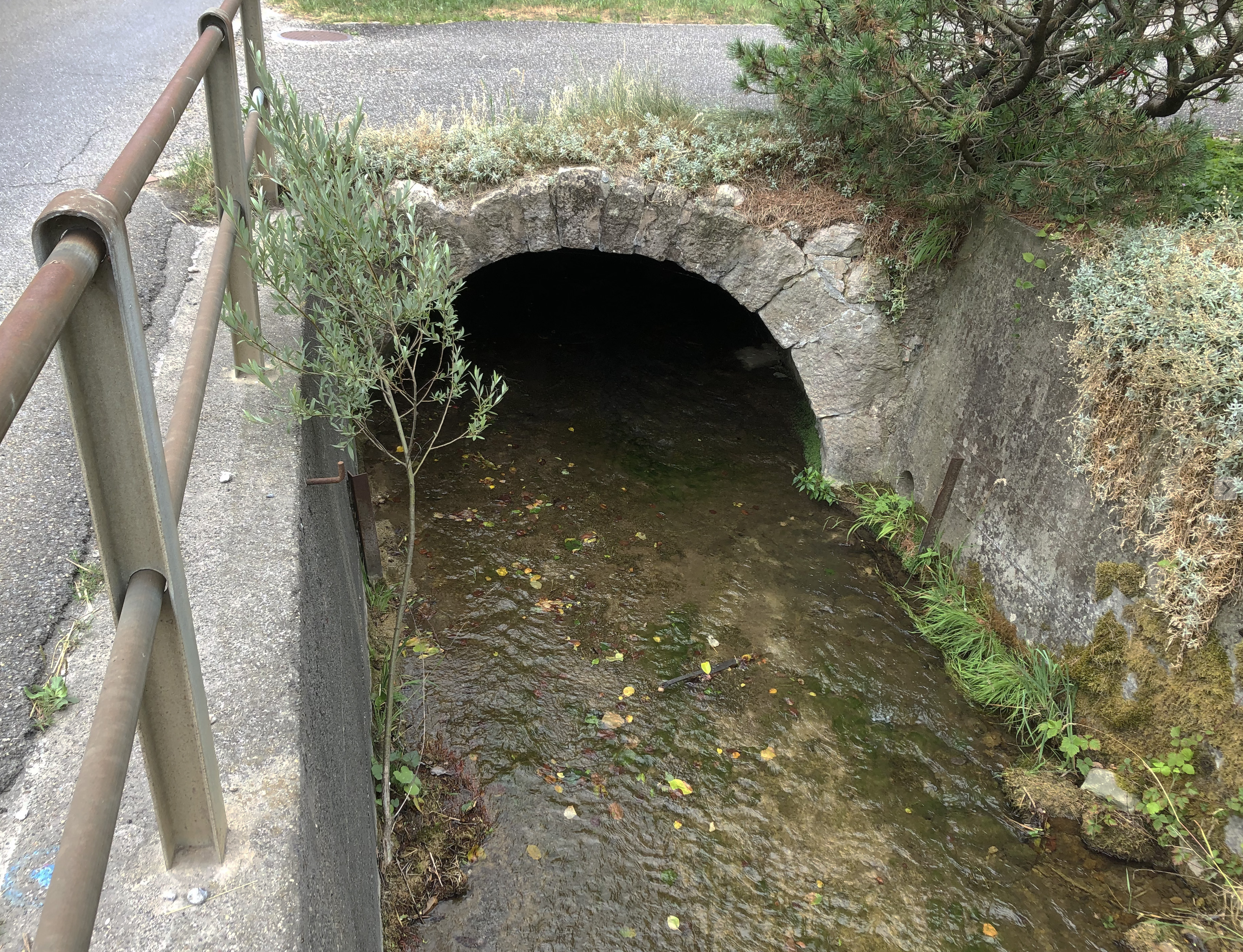
Der Erzbach

- Dorfbach[A 294] (links), 2,6 km, , 371 m ü. M.
- Fridbach[A 295] (rechts), 2,6 km, , 371 m ü. M.
- Schrannenbächli[A 296] (links), 0,3 km[5], , 371 m ü. M.
- Brunnbächli[A 297] (links), 1,8 km, 0,93 km², , 371 m ü. M.
- Steinenbach (Dubenmoosbach) (links), 2,5 km, 3,32 km², , 371 m ü. M.
- → Oberwasserkanal Kraftwerk Aarau[13] (links), , 370,8 m ü. M.
- Schachenbächli[A 298] (rechts), 0,7 km, , 365,6 m ü. M.
- Erzbach[53] (links), 5,6 km, 12,38 km², 0,21 m³/s, , 370,5 m ü. M. → Zuflüsse
- Häsibach[A 299][53] (links), 0,7 km[5], , 370,6 m ü. M.

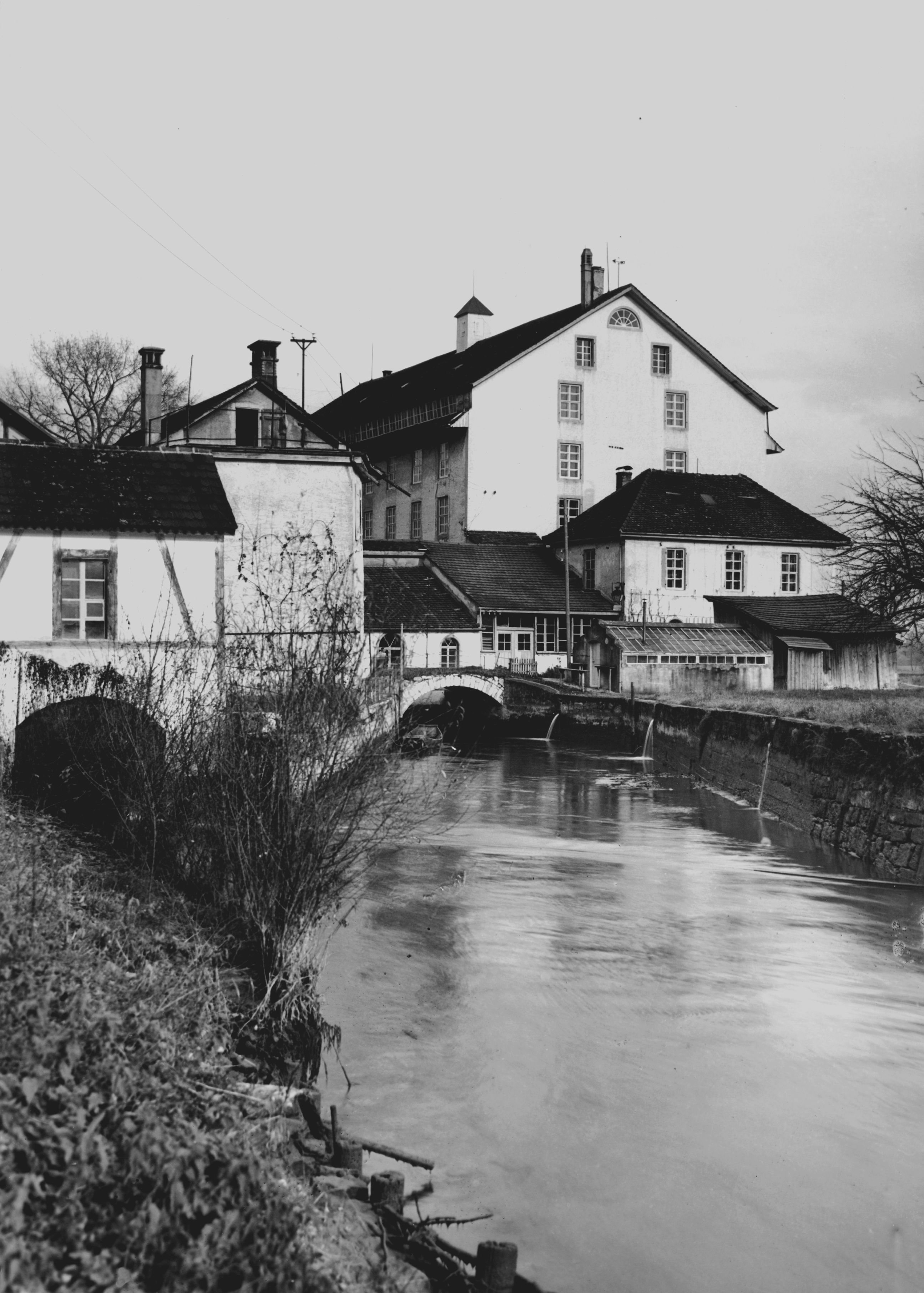
Fabrikkanal Chocolat Frey
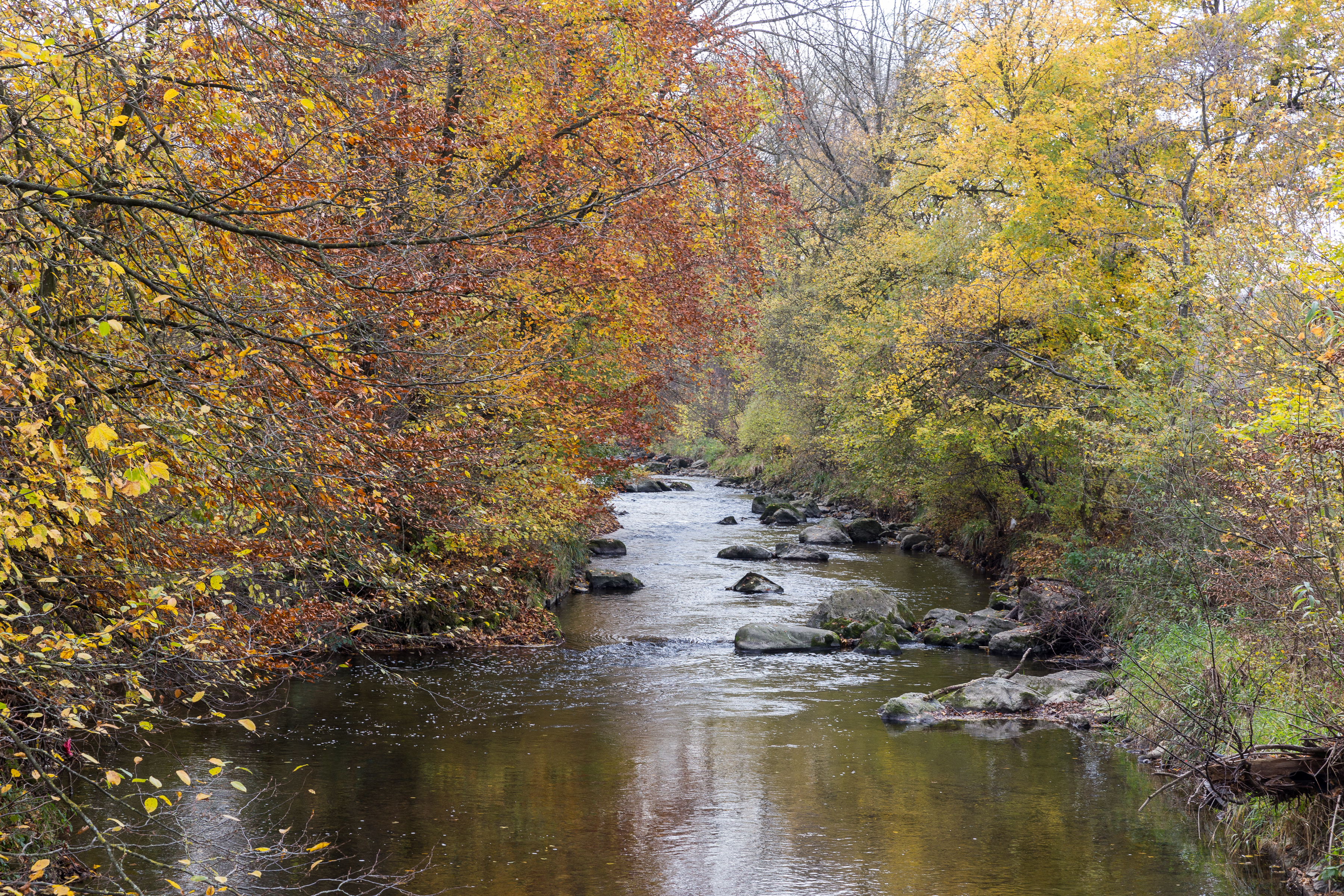
Die Suhre

- Roggenhuserbach (rechts), 4,9 km, 3,45 km², , 364,9 m ü. M.
- ← Unterwasserkanal Kraftwerk Aarau (links), 2,5 km[5], , 364,8 m ü. M.
- Aarauer Stadtbach (Ableitung aus der Suhre seit dem 13. Jahrhundert)[A 300][54] (Stadtbach Ziegel) (rechts), 6 km[5], , 364,6 m ü. M.
- → JCF Kanal[A 301] (Oberwasserkanal Kraftwerk Rüchlig)[13] (links), , 364,4 m ü. M.
- → Frey-Kanal (ehemaliger Seitenarm der Aare)[55][A 302][17] (rechts), , 363,7 m ü. M.
- Rombachbächli[56] (links), 2,3 km, 2,40 km², , 360,9 m ü. M.
- Aabach[56] (links), 5,0 km, 8,96 km², 0,14 m³/s, , 360,9 m ü. M. → Zuflüsse
- ← Frey-Kanal (rechts), 1,0 km, , 360,8 m ü. M.
- Sengelbach (Auslauf des Stadtbachs von Aarau)[57][58][A 303][59] (rechts), 1 km[5], , 360,7 m ü. M.
- Suhre (links), 34,0 km, 368,29 km², 6,45 m³/s, , 360,7 m ü. M. → Zuflüsse

### Von der Suhre bis zur Reuss

Das Kraftwerk Rupperswil-Auenstein mit Unterwasserkanal (links)

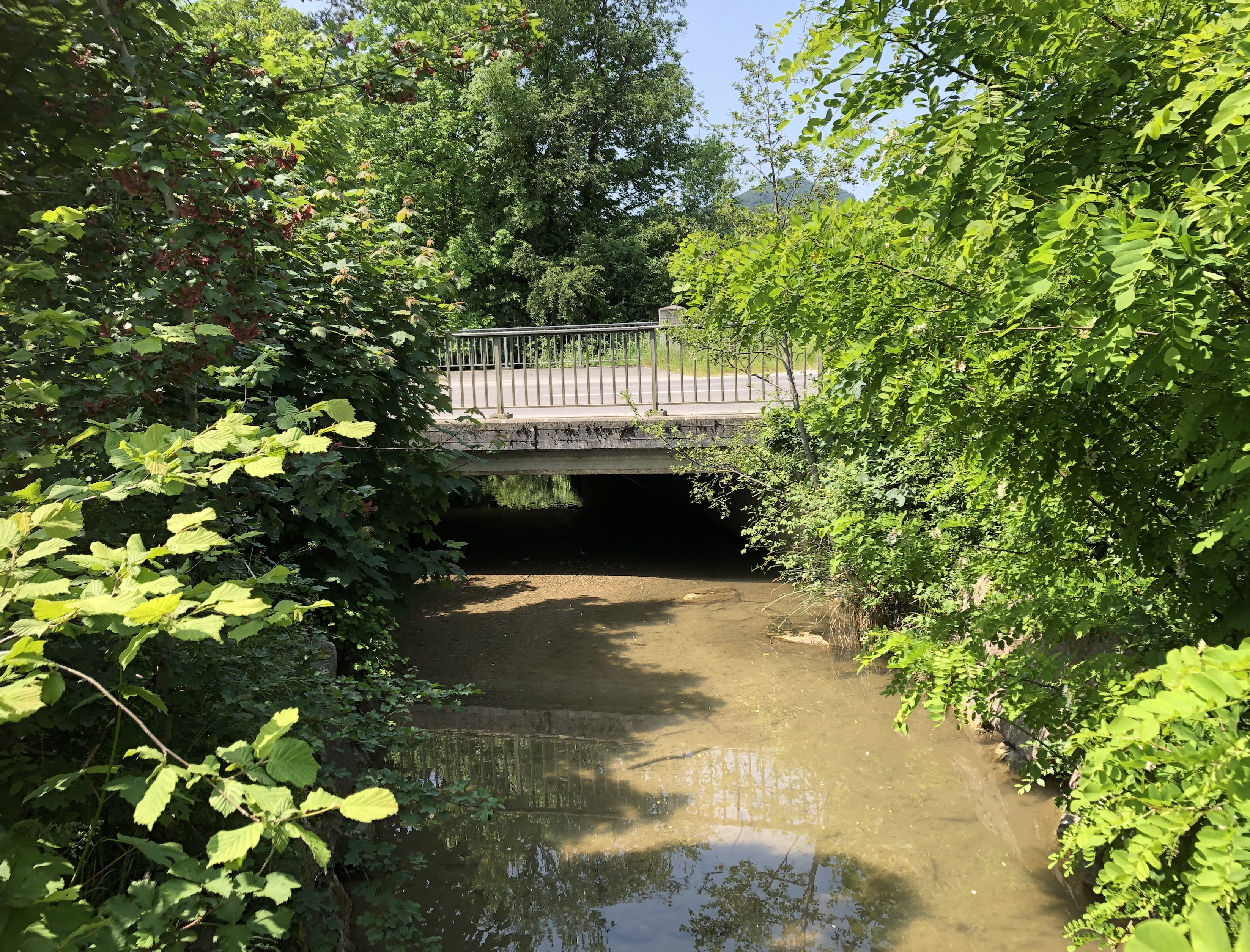
Der Längibach
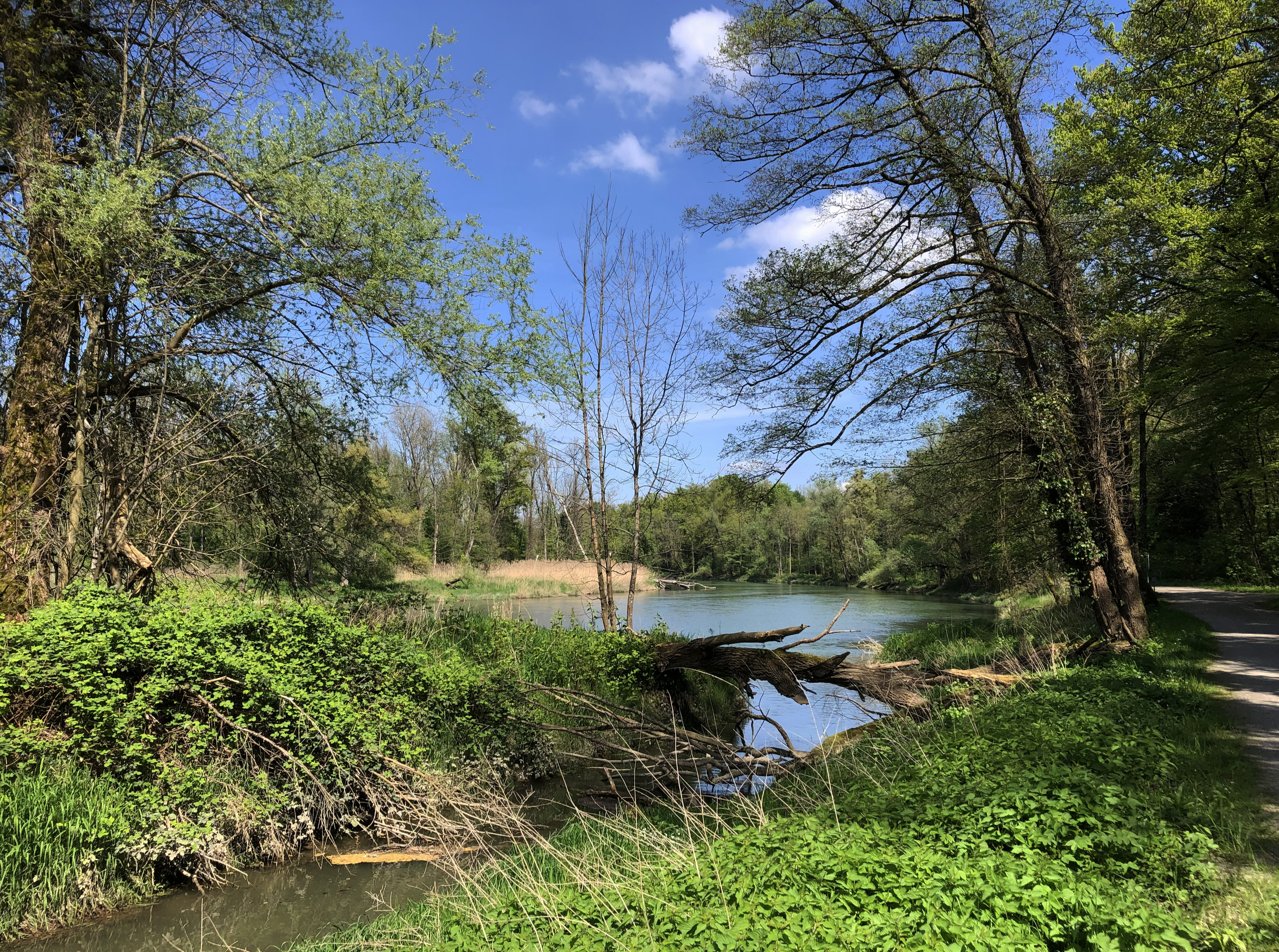
Der Wildibach

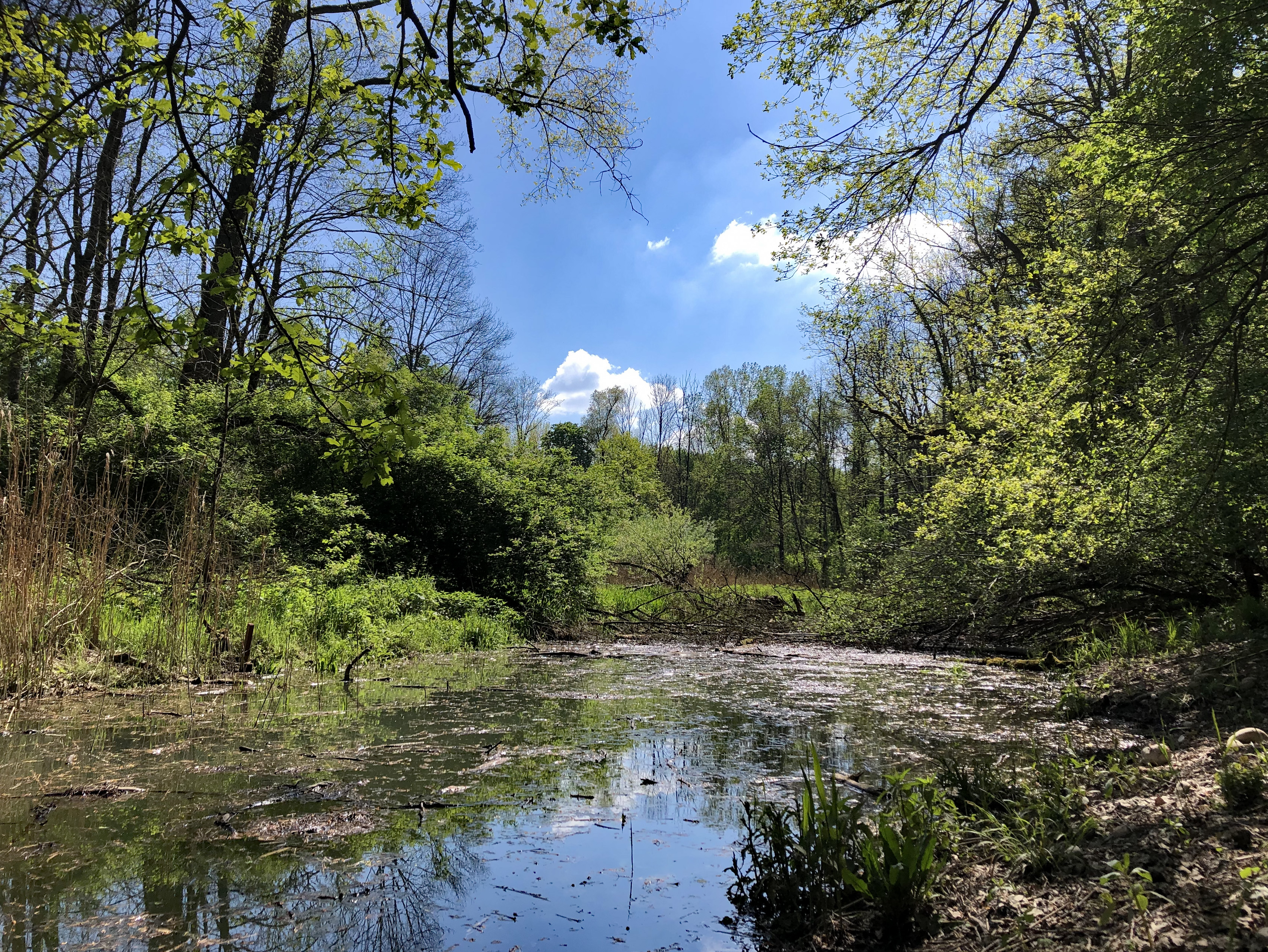
Das Strängli

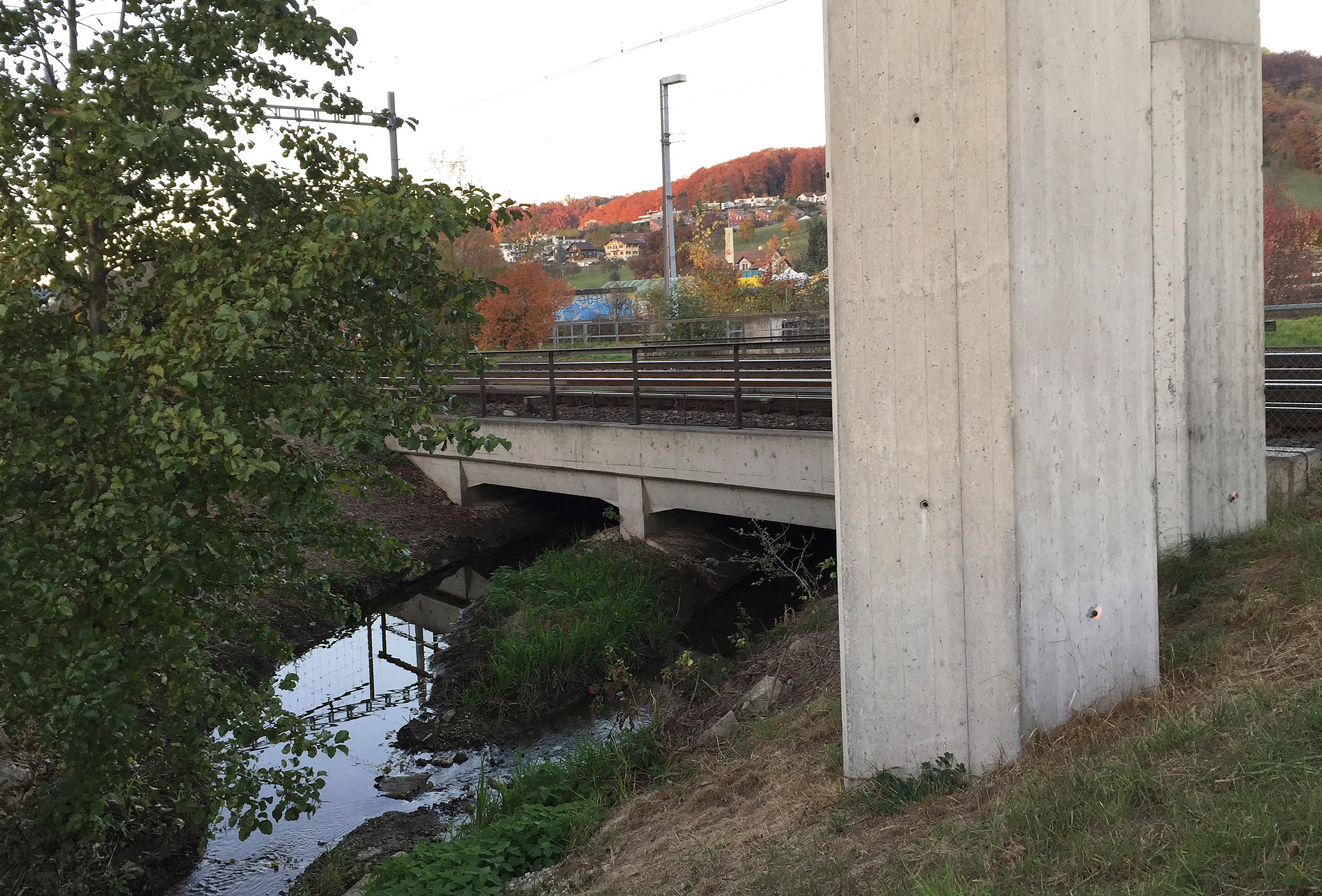
Der Süssbach
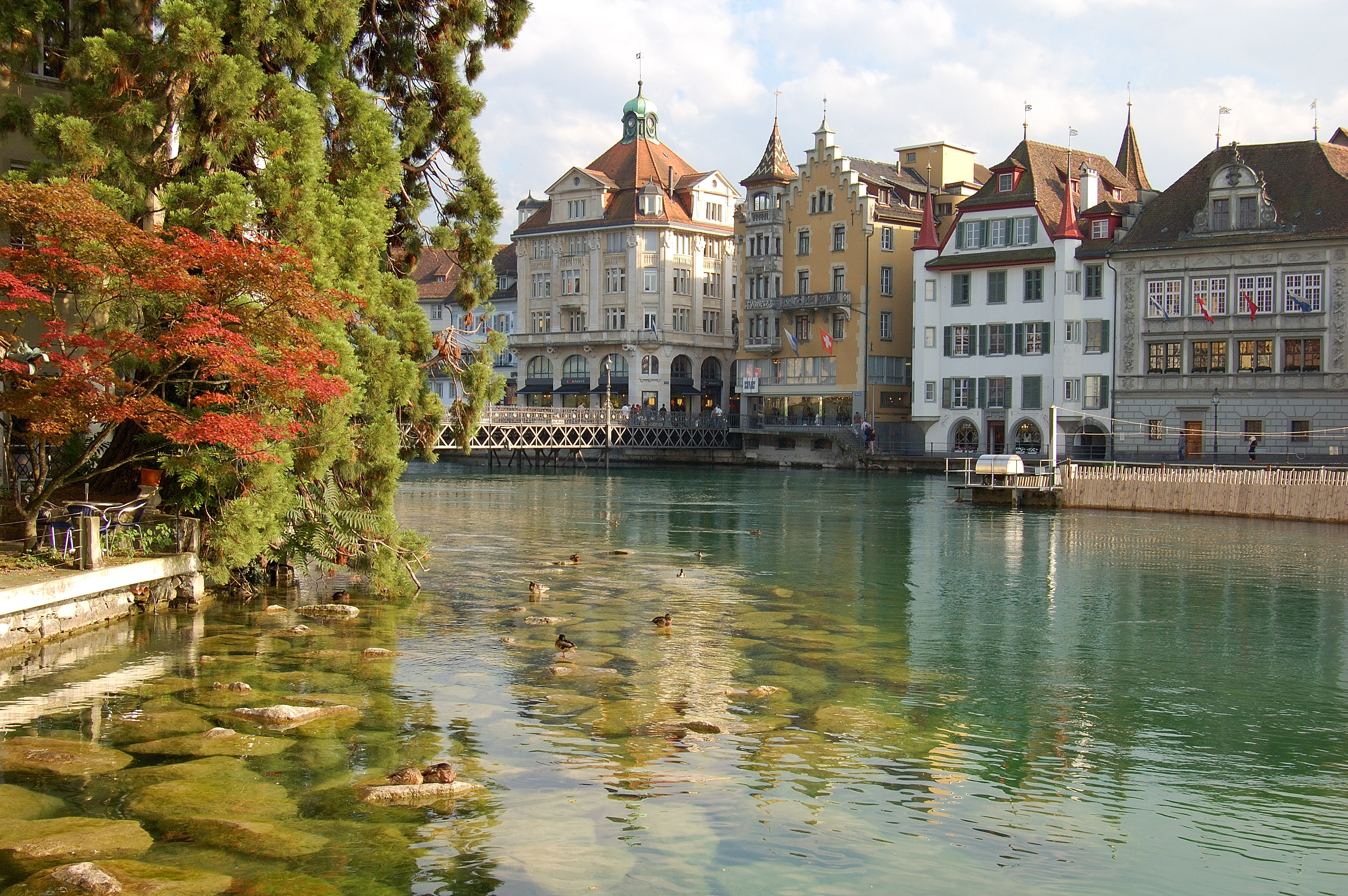
Die Reuss

- Kirchberg(bach)[A 304][56] (links), 0,6 km[5], , 361,4 m ü. M.
- ← JCF Kanal (Unterwasserkanal Kraftwerk Rüchlig) (links), 2,2 km[5], , 360,7 m ü. M.

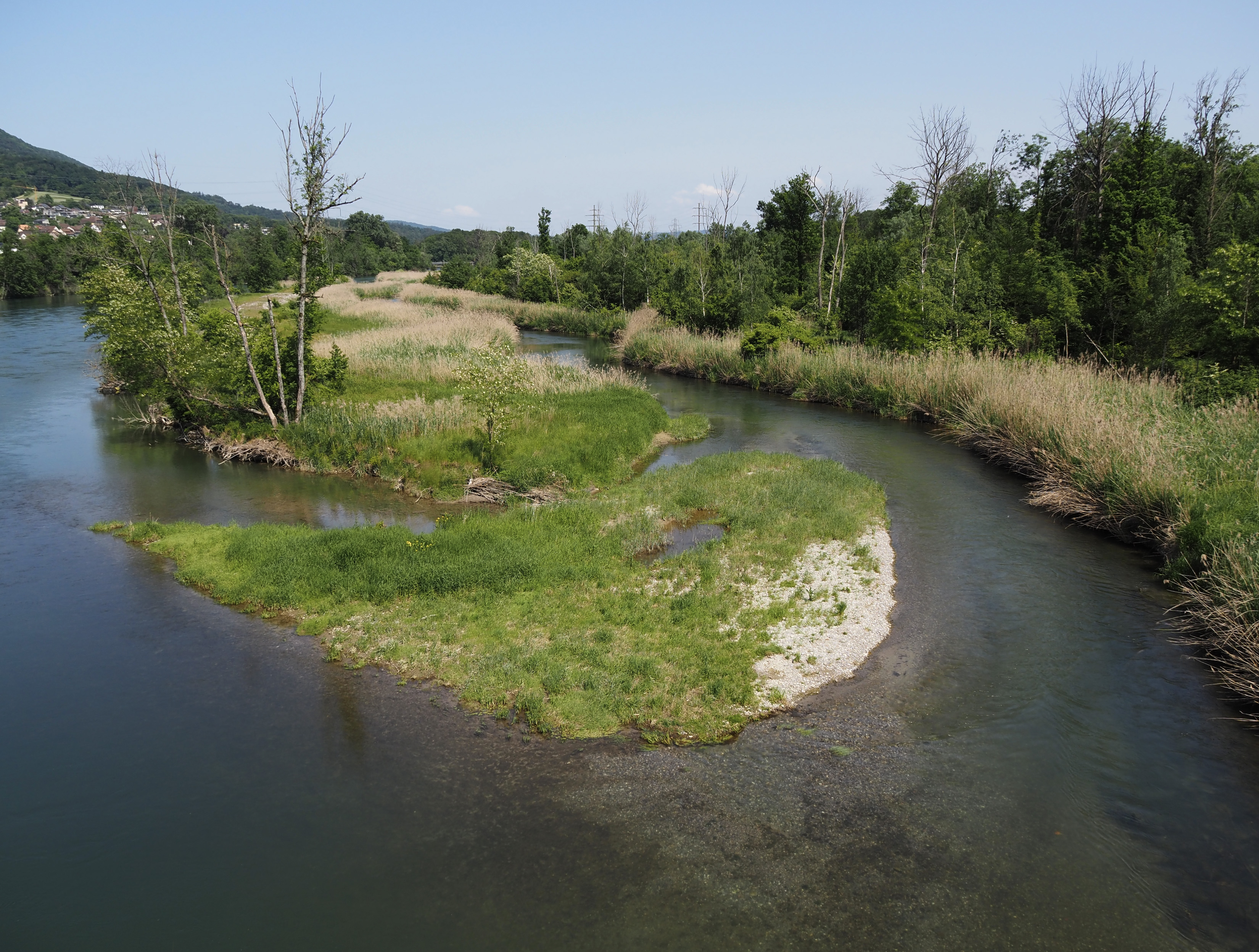
Neuer Seitenarm der Aare

- → Neuer Seitenarm Aare (gebaut als Teil des Auenschutzparks Aargau, unterhalb der Brücke der Staffelegg-Zubringerstrasse)[A 305][60][17] (rechts), 0,5 km[5], , 360,5 m ü. M.
- Wissenbach[A 306] (links), 1,2 km, 1,66 km², , 360,5 m ü. M.
- ← Neuer Seitenarm Aare (rechts), 0,5 km[5], , 360,1 m ü. M.
- Dorfbach[A 307] (links), 0,9 km, , 359,9 m ü. M.

- Ennerthalbach[A 308] (links), 0,9 km, , 359,8 m ü. M.
- Grabenbach (links), 1,1 km[5], 1,11 km², , 359,7 m ü. M.
- Chläbhalde(bach)[A 309] (links), 0,9 km[5], , 359,7 m ü. M.
- Löörebode(bach)[A 310][6]  (links), 0,2 km[5]
- → Umgehungsgewässer Kraftwerk Rupperswil-Auenstein 1[61][A 311][17] (rechts), , 359,6 m ü. M.
- Tuffgraben[A 312] (Wilihofbächli)  (links), 0,6 km[5], , 359,6 m ü. M.
- → Unterwasserkanal Kraftwerk Rupperswil-Auenstein[13], , 358,7 m ü. M.
- ← Umgehungsgewässer Kraftwerk Rupperswil-Auenstein 1 (links), 0,6 km[5], , 350,1 m ü. M.
- Dunste[A 313][62]  (links), 0,3 km, , 348,8 m ü. M.
- → Umgehungsgewässer Kraftwerk Rupperswil-Auenstein 3[A 314][17]  (rechts), , 349,7 m ü. M.

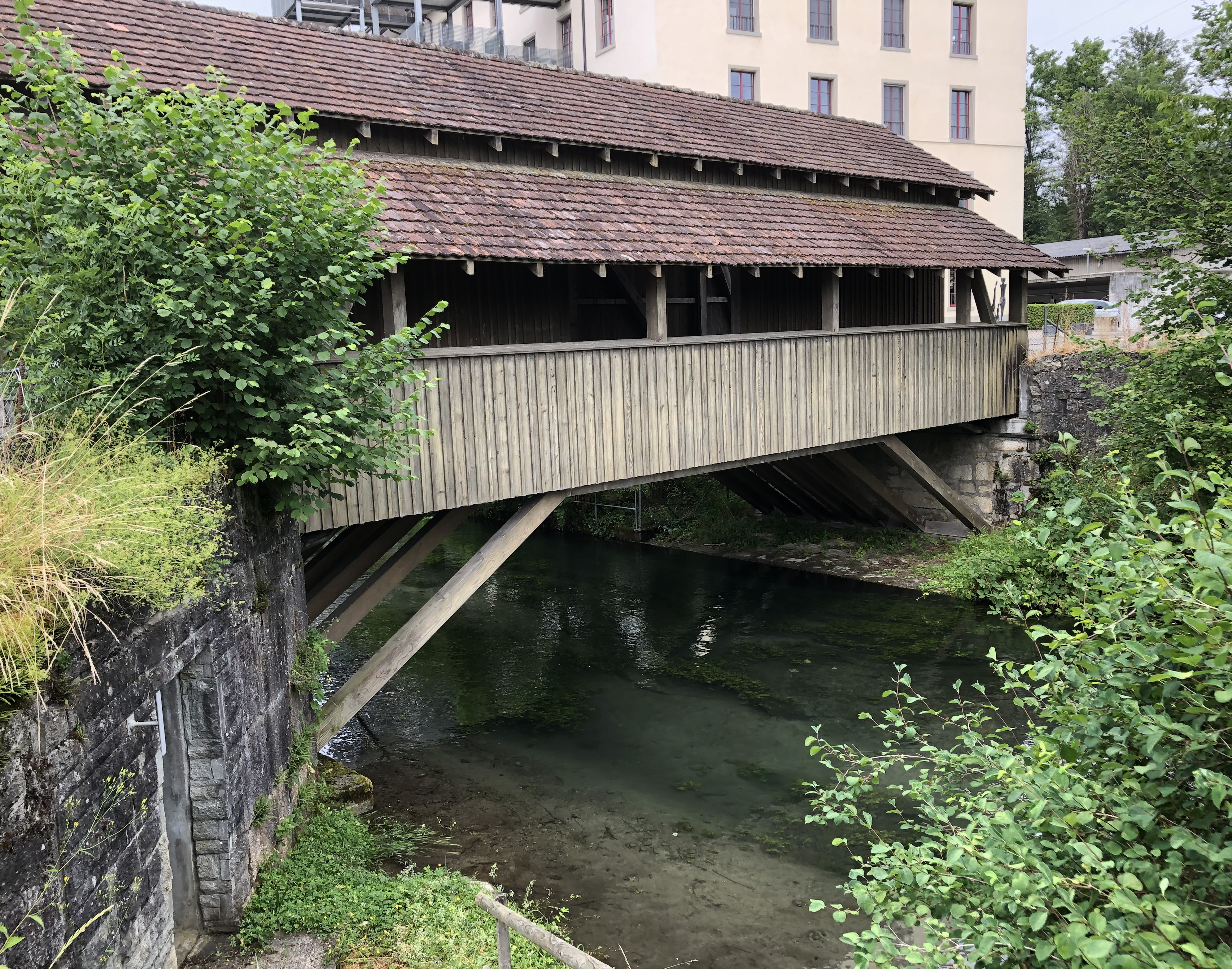
Der Steinerkanal
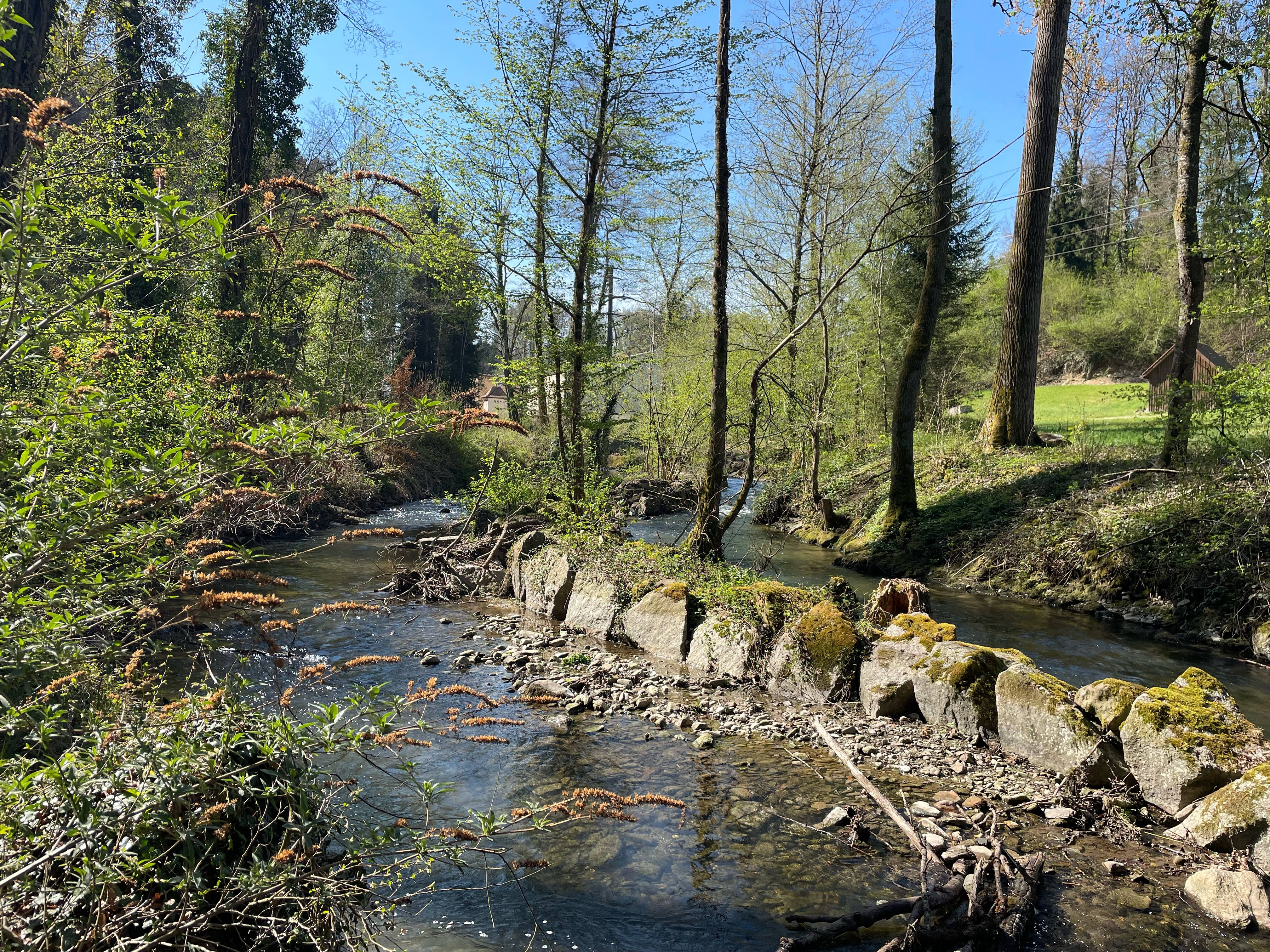
Der Aabach

- Der Längibach
- Der Wildibach

- Das Strängli

- Der Süssbach
- Die Reuss

- Suggler[A 315][62] (links), 0,5 km[5], , 348,8 m ü. M.
- Güpfgraben[A 316][62] (links), 1,3 km[5], , 348,8 m ü. M.
- Giessen (mit Rohrer Giessen und Steinerkanal[A 317])[63] (rechts), 7,1 km, 30,49 km², 0,45 m³/s, , 348,8 m ü. M. → Zuflüsse
- Schwyzergraben-Kanal[A 318][62] (links), 1,3 km[5], , 348,6 m ü. M.
- ← Umgehungsgewässer Kraftwerk Rupperswil-Auenstein 3 (rechts), 1,4 km[5], , 348,5 m ü. M.
- ← Unterwasserkanal Kraftwerk Rupperswil-Auenstein (links), 2,4 km[5], , 348,4 m ü. M.
- Auschache[A 319] (links), 0,5 km[5], , 348,4 m ü. M.
- Aabach (rechts) 26,6 km (mit Ron 45,7 km[64]), 302,7 km², 5,21 m³/s, , 348,3 m ü. M. → Zuflüsse
- Mühlekanal[A 320][65]  (rechts), 0,3 km[5], , 348,1 m ü. M.
- Chärnebergbach[A 321] (rechts), 1,1 km[5], , 348 m ü. M.
- Säurainbächlein[A 322] (rechts), 0,5 km[5], , 348 m ü. M.
- Leuenbächlein[A 323] (rechts), 0,7 km[5], , 348 m ü. M.
- → Aarekanal Kraftwerk Wildegg-Brugg[A 324][13]  (links), , 347,9 m ü. M.
- Talbach[66] (links), 7,7 km, 21,1 km², 0,36 m³/s, , 340,9 m ü. M. → Zuflüsse
- Sickerkanal[A 325] (rechts), 0,9 km[5], , 340,8 m ü. M.
- → Badkanal (zum ehemaligen Kleinkraftwerk des Thermalbads Schinznach)[A 326][17] (rechts), , 340,8 m ü. M.
- Längibach[67] (links), 2,8 km, 3,43 km², , 347,9 m ü. M. → Zuflüsse
- Wallbach[A 327][67] (Mannlehenbach) (links), 1,7 km, , 347,9 m ü. M.
- → Fliessgewässer «Aquatisches System» zum Badkanal (im Naturschutzgebiet Umiker Schachen-Stierenhölzli beim Bau des Aareviadukts der Autobahn A3 als Ersatzmassnahme angelegt)[68][69][A 328][17][70] (rechts), 0,4 km[5], , 347,9 m ü. M.
- Dorfbach Villnachern[67] (links), 2,7 km, 2,87 km², , 333,9 m ü. M.
- ← Badkanal (rechts), 2,0 km[5], , 336,1 m ü. M.
- Wildibach[A 329][71] (rechts), 1,2 km[5], , 335,3 m ü. M.
- Vorflutkanal Scherzbach-Aare[A 330][72] (rechts), 3,7 km[5], , 335,3 m ü. M.
- Strängli[A 331][73] (links), 0,5 km, , 335,2 m ü. M.
- Werdgraben[A 332][67] (links), 1,9 km, , 334,1 m ü. M.
- Dorfbach Umiken[A 333][67] (links), 0,4 km, , 333,8 m ü. M.
- ← Aarekanal (Unterwasserkanal) des Kraftwerks Wildegg-Brugg (links), 4,6 km[5], , 333,7 m ü. M.
- Altenburg(kanal) (Überrest des ehemaligen Kanals zum Kraftwerk Brugg)[A 334][74] (rechts), 0,1 km[5], , 333,7 m ü. M.
- Chlihalde(graben)[A 335] (links), 0,5 km[5], , 333,5 m ü. M.
- Süssbach[75] (rechts), 4,6 km[5], , 333,1 m ü. M.
- → Geisseschache Hauptarm[A 336][13]  (links), , 333 m ü. M.
- ← Geisseschache Hauptarm (links). 1,2 km[5], , 329,2 m ü. M.
- → Auschache[A 337][13]  (links), , 328,7 m ü. M.
- Reuss (rechts), 164,8 km, 3425,97 km², 140 m³/s[76], , 328,5 m ü. M. → Zuflüsse

### Von der Reuss bis zur Mündung

Die Limmat in Zürich
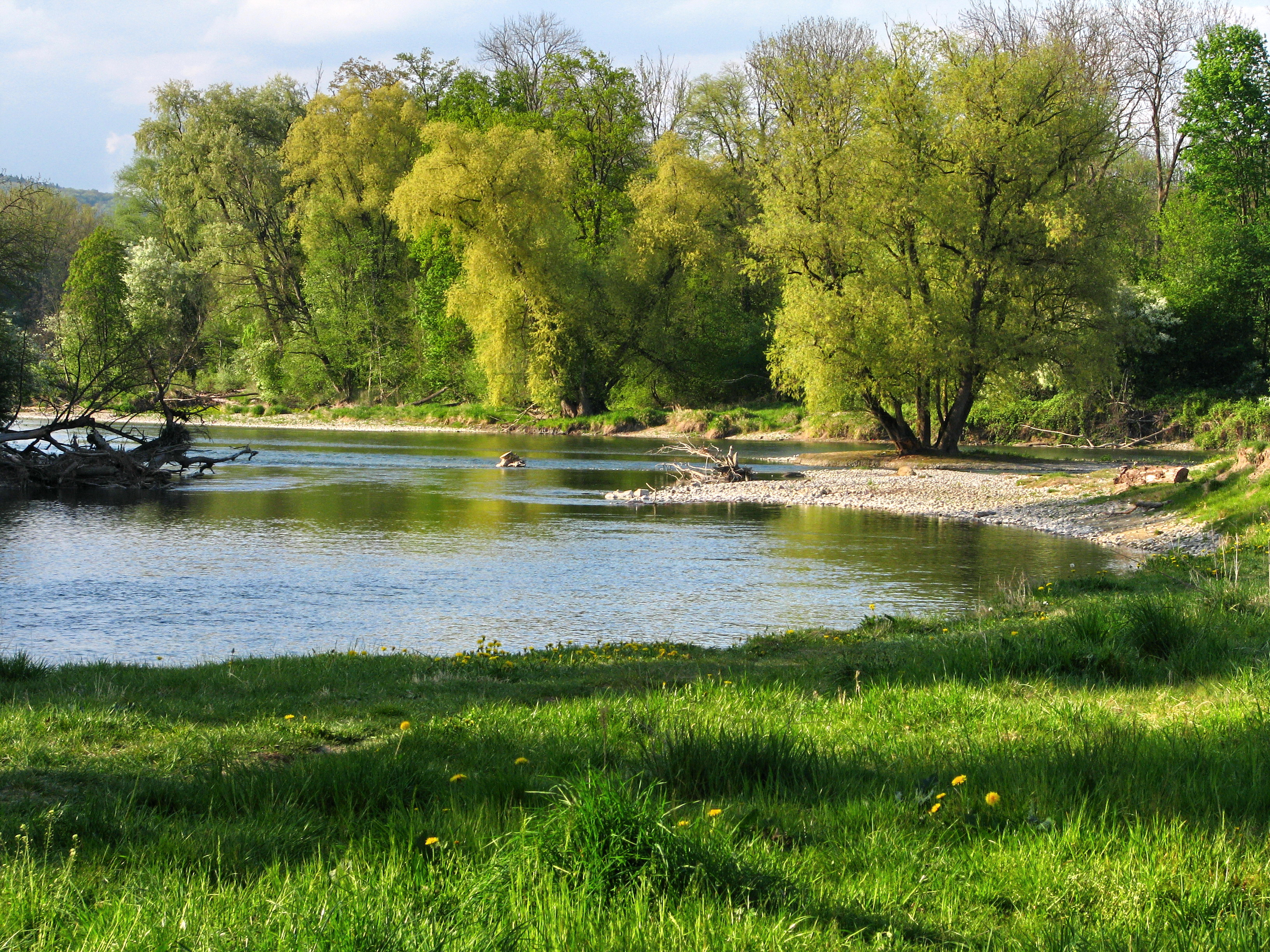
Das Naturschutzgebiet Limmatspitz bei der Mündung der Limmat in die Aare

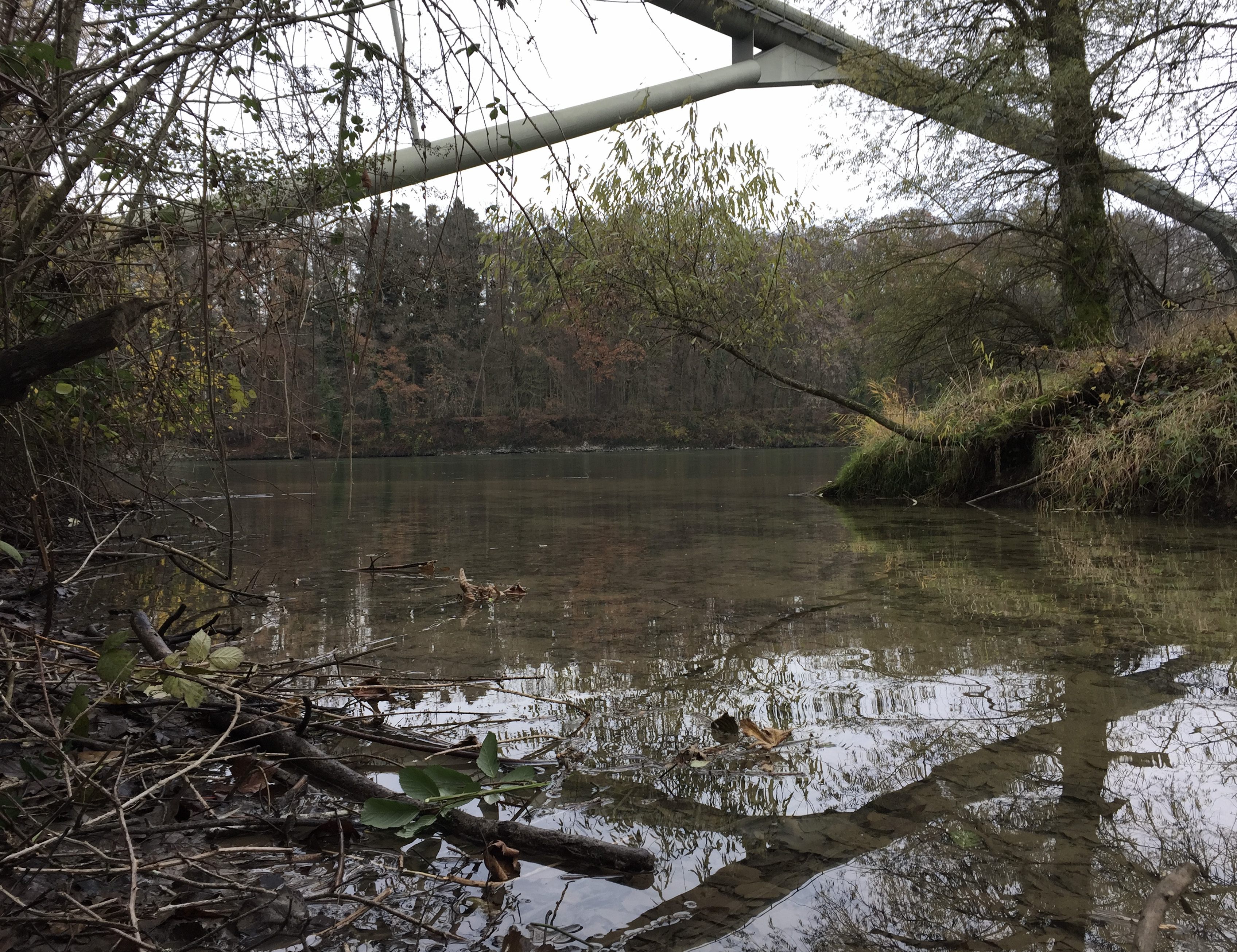
Der Kumetbach
Das Kernkraftwerk Beznau im Bau, neben dem Oberwasserkanal des Wasserkraftwerks Beznau (rechts)
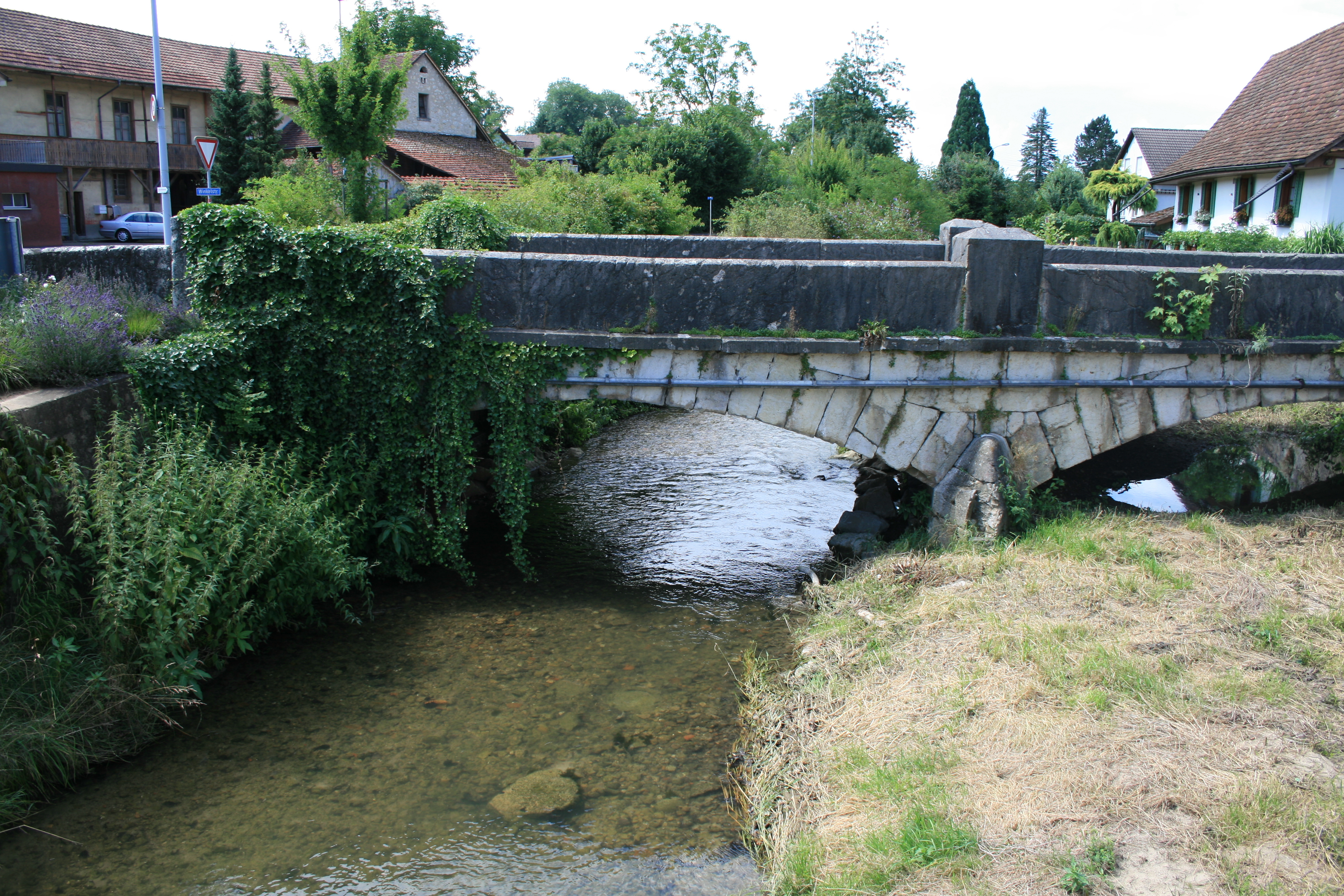
Die Surb

- ← Auschache (links), 0,9 km[5], , 327,7 m ü. M.
- Limmat (rechts), 36 km (mit  Linth und Zürichsee 143,1 km), 2412,38 km², 101 m³/s[77], , 327,2 m ü. M. → Zuflüsse
- Unterwasserkanal Kraftwerk Stroppel[A 338][78] (rechts), 0,5 km[5], , 326,8 m ü. M.
- Kumetbach (Reinerbach) (links), 8,1 km, 32,84 km², 0,48 m³/s, , 325,8 m ü. M. → Zuflüsse
- Aempach[A 339] (links), 3,6 km, 3,16 km², , 325,5 m ü. M.
- Vogelsang(graben)[A 340] (links), 0,7 km[5], , 325,5 m ü. M.
- Krebsbach[A 341] (links), 1,0 km, 1,20 km², , 325,4 m ü. M.
- Rossweid(graben)[A 342] (links), 0,3 km[5], , 325,4 m ü. M.
- Dorfbach[A 343] (rechts), 3,5 km, 3,55 km², , 325,4 m ü. M.
- Erzmatt(graben)[A 344] (links), 0,4 km[5], , 325,4 m ü. M.
- → Oberwasserkanal zum Wasserkraftwerk Beznau («Aarekraftwerk», neben dem Kernkraftwerk Beznau)[A 345][17] (rechts), , 325,2 m ü. M.
- Schmidbergbach[A 346] (links), 0,6 km, , 320,5 m ü. M.
- Chaltebründlibach[A 347] (links), 0,5 km[5], , 320,5 m ü. M.
- Juchbach[A 348] (links), 0,7 km[5], , 320,2 m ü. M.
- Mühlebach[A 349] (links), 2,6 km, , 320,2 m ü. M.
- Bruggbach (mit Böttsteiner Mühlebach)[A 350] (links), 2,7 km, 3,34 km², , 320,1 m ü. M.
- ← Kanal des Aarekraftwerks Beznau (rechts), 1,1 km[5], , 319,5 m ü. M.
- Langgraben[A 351] (rechts), 1,2 km[5], , 318,9 m ü. M.
- Surb (rechts), 19,2 km, 66,81 km², 1,04 m³/s, , 318,7 m ü. M. → Zuflüsse

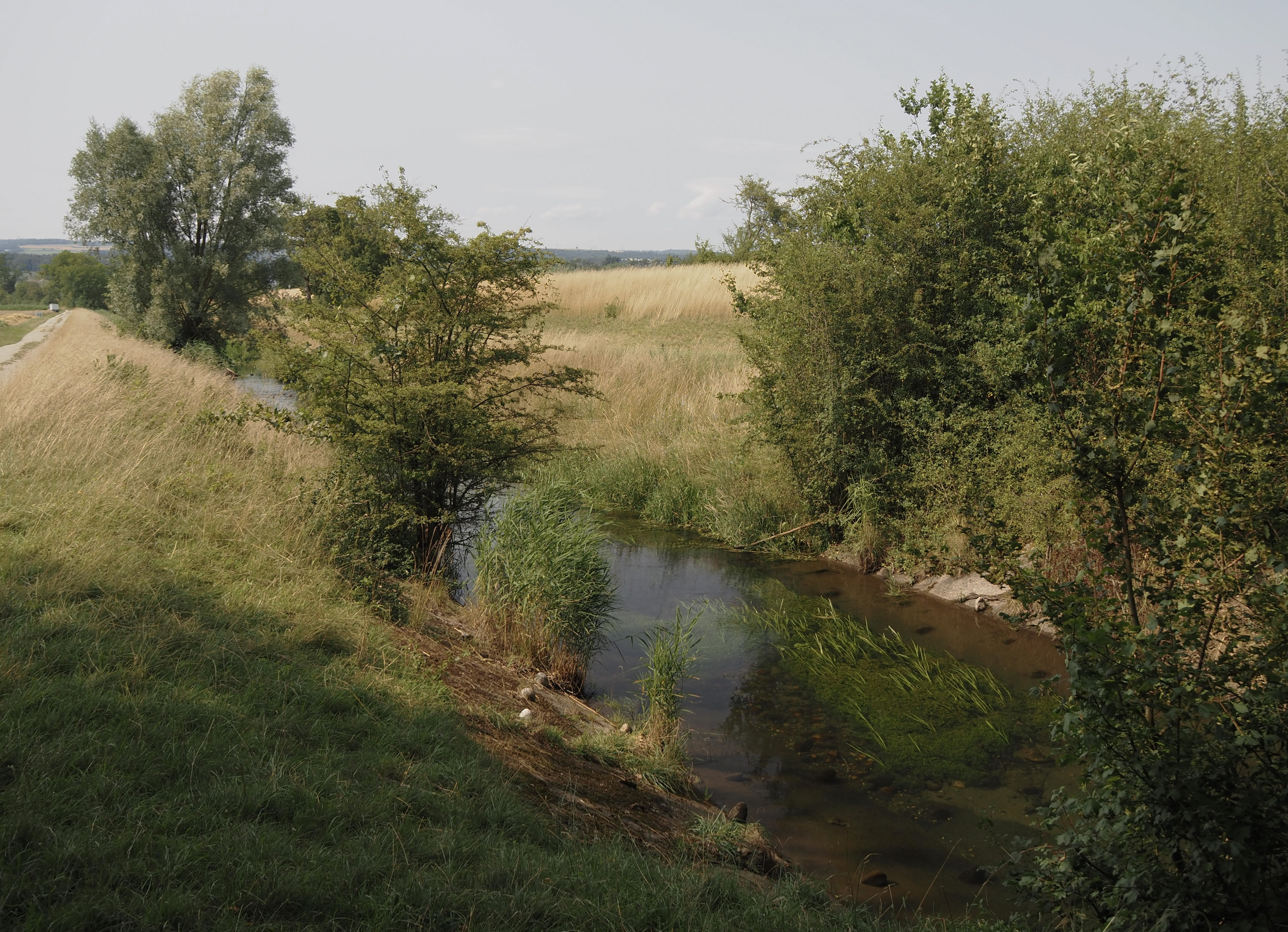
Der Binnenkanal bei Gippingen
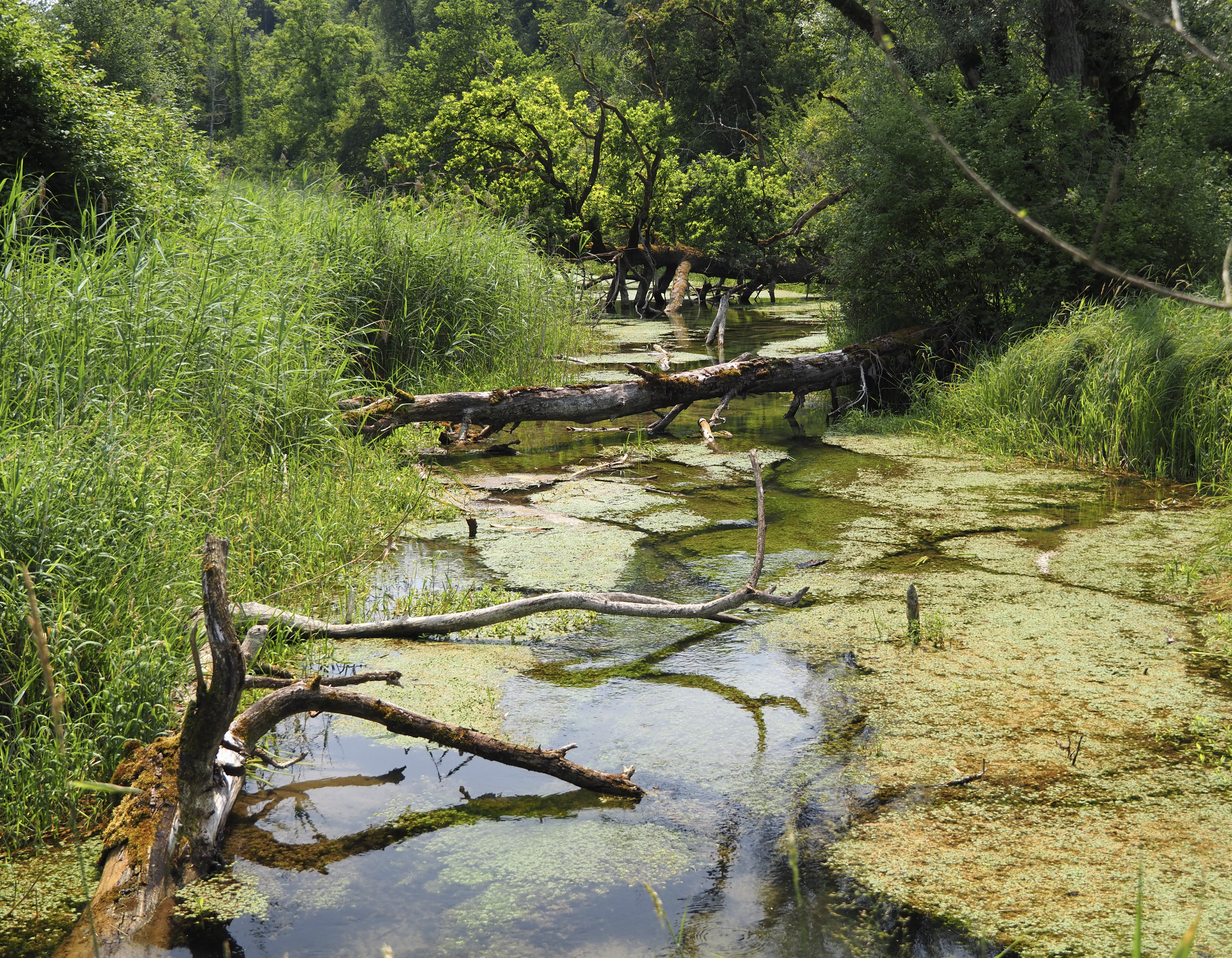
Bach im Gippinger Grien
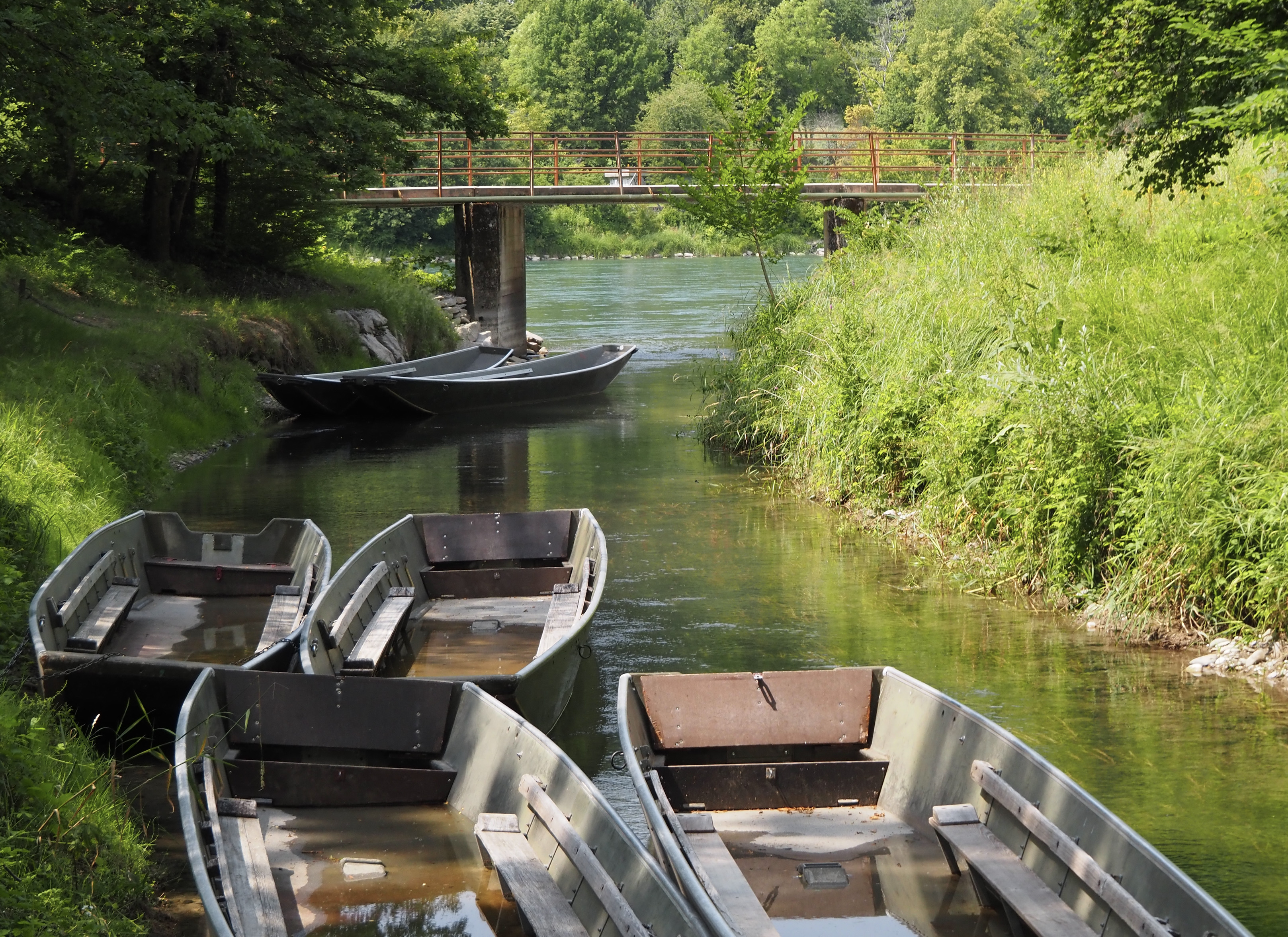
Der Binnenkanal bei Koblenz

- Mülibach[A 352][79] (rechts), 0,4 km[5], , 318,7 m ü. M.
- → Binnenkanal[A 353][17]  (rechts), , 318,7 m ü. M.
- Binnenkanal (mit Leuggernbach; Mündung im Naturschutzgebiet Gippinger Grien) (links), 6,1 km, 11,58 km², 0,16 m³/s, , 312,7 m ü. M.
- Bäche im Grien[A 354]  (links), , 312,7 m ü. M.
- ← Binnenkanal (Mündung im Naturschutzgebiet «Giriz») (rechts), 4,2 km, 5,08 km², , 312,7 m ü. M. → Zuflüsse

### Mündung
Mündung der Aare in den Rhein, zwischen Felsenau und Koblenz AG, Bezirk Zurzach, Kanton Aargau , 312 m ü. M.